# Hồ Chí Minh
Hồ Chí Minh (chữ Nho: 胡志明; 19 tháng 5 năm 1890 – 2 tháng 9 năm 1969), tên khai sinh là Nguyễn Sinh Cung (chữ Nho: 阮生恭), còn được gọi phổ biến tại Việt Nam với tên gọi Bác Hồ, là một nhà cách mạng và chính khách người Việt Nam. Ông là người sáng lập Đảng Cộng sản Việt Nam, từng là Chủ tịch nước Việt Nam Dân chủ Cộng hòa từ 1945–1969, Thủ tướng Việt Nam Dân chủ Cộng hòa trong những năm 1945–1955, Tổng Bí thư Ban Chấp hành Trung ương Đảng Lao động Việt Nam từ 1956–1960, Chủ tịch Ban Chấp hành Trung ương Đảng Lao động Việt Nam từ năm 1951 cho đến khi qua đời.
Trong quãng thời gian sinh sống và hoạt động trước khi lên nắm quyền, Hồ Chí Minh đã đi qua nhiều quốc gia và châu lục, ông được cho là đã sử dụng từ 50 đến 200 bí danh khác nhau. Về mặt tư tưởng chính trị, Hồ Chí Minh là một người theo chủ nghĩa Marx–Lenin. Ông là nhà lãnh đạo phong trào độc lập Việt Minh tiến hành Cách mạng Tháng Tám năm 1945. Ông cũng là người đã soạn thảo, đọc bản Tuyên ngôn độc lập thành lập nước Việt Nam Dân chủ Cộng hòa, và trở thành Chủ tịch nước sau cuộc tổng tuyển cử năm 1946.
Trong giai đoạn diễn ra chiến tranh Đông Dương và chiến tranh Việt Nam, Hồ Chí Minh là nhân vật chủ chốt trong hàng ngũ lãnh đạo của Việt Nam Dân chủ Cộng hòa và Mặt trận Dân tộc Giải phóng miền Nam Việt Nam. Hồ Chí Minh giảm dần hoạt động chính trị vào năm 1965 vì lý do sức khỏe rồi qua đời vào năm 1969. Năm 1975, Việt Nam Dân chủ Cộng hòa chiến thắng, hai miền Việt Nam được thống nhất, dẫn đến sự ra đời của nhà nước Cộng hòa Xã hội chủ nghĩa Việt Nam vào năm 1976. Thành phố Sài Gòn – Gia Định được đổi tên thành Thành phố Hồ Chí Minh để tôn vinh ông cũng như sự kiện này. Ngoài hoạt động chính trị, Hồ Chí Minh cũng là nhà văn, nhà thơ và nhà báo với nhiều tác phẩm viết bằng tiếng Việt, tiếng Hán và tiếng Pháp.

## Cuộc đời và sự nghiệp

### Xuất thân và quê quán
Theo gia phả của dòng họ Nguyễn ở làng Sen, xã Kim Liên, huyện Nam Đàn, tỉnh Nghệ An:
"Hoàng sơ tổ khảo là Thái bảo Nguyễn Bá Phụ, tổ đời thứ 2 là Nguyễn Bá Bạc, tổ đời thứ 3 là Nguyễn Bá Ban, tổ đời thứ 4 là Nguyễn Văn Dân,... tổ đời thứ 5, Nguyễn Sinh Vật là Giám sinh đời Lê Thánh Đức (tức Lê Thần Tông) năm thứ 3..., tổ đời thứ 6 là Nguyễn Sinh Tài đỗ Hiếu sinh khi 17 tuổi, năm 34 tuổi đỗ Tam trường khoa thi Hội..., tổ đời thứ 10 là Nguyễn Sinh Nhậm." 
Theo nhiều tài liệu chính thống cũng như tiểu sử tại Việt Nam, tên lúc nhỏ của Hồ Chí Minh là Nguyễn Sinh Cung (giọng địa phương phát âm là Côông). Tuy nhiên, một số tài liệu ghi nhận tên lúc nhỏ của ông là Nguyễn Sinh Côn. Điều này cũng được chính ông xác nhận bằng chính bút tích của mình trong một bài viết năm 1954. Quê nội ông là làng Kim Liên (tên Nôm là làng Sen). Nguyễn Sinh Cung sinh năm 1890 tại quê ngoại là làng Hoàng Trù (tên Nôm là làng Chùa), nằm cách làng Sen khoảng 2 km) và sống ở đây cho đến năm 1895. Hai làng này vốn cùng nằm trong xã Chung Cự, thuộc tổng Lâm Thịnh, huyện Nam Đàn. Quê nội của ông, làng Kim Liên là một làng quê nghèo khó. Phần lớn dân chúng không có ruộng, phải làm thuê cấy rẽ, mặc quần ít, đóng khố nhiều, bởi thế nên làng này còn có tên là làng Đai Khố. Vào đời ông, phần lớn dòng họ của ông đều cơ hàn, kiếm sống bằng nghề làm thuê, và cũng có người tham gia các hoạt động chống Pháp.
Cha của Nguyễn Sinh Cung là một nhà Nho tên là Nguyễn Sinh Sắc (1862–1929), từng đỗ Phó bảng. Mẹ ông là bà Hoàng Thị Loan (1868–1901). Nguyễn Sinh Cung có một người chị là Nguyễn Thị Thanh (sinh năm 1884), một người anh là Nguyễn Sinh Khiêm (sinh năm 1888, tự Tất Đạt, còn gọi là Cả Khiêm) và một người em trai mất sớm là Nguyễn Sinh Nhuận (1900–1901, tên khi mới lọt lòng là Xin).

### Tuổi trẻ
Năm 1895, Nguyễn Sinh Cung cùng cha mẹ và anh trai vào Huế lần đầu tiên. Sau khi mẹ mất, (1901), ông về Nghệ An ở với bà ngoại một thời gian ngắn. Không lâu sau thì cha ông đỗ Phó bảng, ông liền theo cha về quê nội. Tại quê nội, cha ông đã làm "lễ vào làng" cho hai người con trai với tên mới là "Tất Đạt" cho Nguyễn Sinh Khiêm và "Tất Thành" cho Nguyễn Sinh Cung; từ đây ông bắt đầu dùng tên Nguyễn Tất Thành. Tất Thành theo học cử nhân Hoàng Phạm Quỳnh và một số ông giáo khác.
Năm 1906, Nguyễn Sinh Cung theo cha vào Huế lần thứ hai và học ở Trường Tiểu học Pháp-Việt Đông Ba. Tại đây, ông trải qua các niên khóa 1906–1907 lớp nhì và 1907–1908 lớp nhất. Trong kỳ thi primaire (tương đương tốt nghiệp tiểu học) năm 1908 – ông là một trong 10 học trò giỏi nhất của trường Pháp – Việt Đông Ba được thi vượt cấp vào hệ Thành chung trường Quốc Học.
Theo nghiên cứu của học giả William J. Duiker, vào tháng 9 năm 1907, Nguyễn Sinh Cung vào học lớp trung học đệ nhị niên tại trường Quốc học Huế, nhưng bị đuổi học vào cuối tháng 5 năm 1908 vì tham gia phong trào chống thuế ở Trung Kỳ. Cha ông bị triều đình khiển trách vì "hành vi của hai con trai". Hai anh em Tất Đạt và Tất Thành bị giám sát chặt chẽ. Ông quyết định vào miền Nam để tránh sự kiểm soát của triều đình. Tuy nhiên, theo tài liệu hiện lưu trữ tại Trung tâm Lưu trữ Hải ngoại (Centre des archives d'Outre-mer hay CAOM) ở Pháp, Nguyễn Sinh Cung được nhận vào Quốc học Huế vào ngày 7 tháng 8 năm 1908. Theo nhà nghiên cứu lịch sử Vũ Ngự Chiêu thì như vậy "không có việc Nguyễn Sinh Cung bị trục xuất khỏi trường Quốc học vì tham gia vào cuộc biểu tình chống sưu thuế ở Huế — cuộc biểu tình chống sưu dịch xảy ra ngày 9 tới 12 tháng 4 năm 1908; tức gần 4 tháng trước ngày trò Cung được nhận vào trường Quốc học".
Đầu năm 1910, Nguyễn Tất Thành đến Phan Thiết. Ông dạy thể dục và chữ Quốc ngữ cho học sinh lớp ba và tư tại trường Dục Thanh của Hội Liên Thành.
Trong thời gian này, Nguyễn Tất Thành thường gặp gỡ một số nhà nho yêu nước đương thời, tham gia công tác bí mật, nhận công việc liên lạc và có chí đuổi thực dân Pháp, giải phóng đồng bào. Ông tuy khâm phục Đề Thám (Hoàng Hoa Thám), Phan Châu Trinh, Phan Bội Châu nhưng không hoàn toàn tán thành cách làm của một người nào cả. Theo quan điểm của ông, Phan Châu Trinh chỉ yêu cầu người Pháp thực hiện cải cách, điều đó chẳng khác nào "xin giặc rủ lòng thương", còn Phan Bội Châu thì hy vọng Đế quốc Nhật Bản giúp đỡ để chống Pháp, điều đó nguy hiểm chẳng khác nào "đuổi hổ cửa trước, rước báo cửa sau". Nguyễn Tất Thành thấy rõ là cần quyết định con đường đi của riêng mình.
Khoảng trước tháng 2 năm 1911, ông nghỉ dạy và vào Sài Gòn cũng với sự giúp đỡ của Hội Liên Thành. Tại đây, Nguyễn Tất Thành theo học trường Bá Nghệ là trường đào tạo công nhân hàng hải và công nhân chuyên nghiệp cho xưởng Ba Son (bây giờ là trường Cao đẳng Kỹ thuật Cao Thắng), vừa đi bán báo ở khu vực thương cảng để kiếm sống và đồng thời tìm hiểu đời sống công nhân. Ở đây, ông học được 3 tháng. Sau đó ông quyết định sẽ tìm một công việc trên một con tàu viễn dương để được ra nước ngoài học hỏi tinh hoa của phương Tây.
| “ | Sài Gòn mới mở một trường dạy nghề ba năm chuyên đào tạo công nhân hàng hải và công nhân cơ khí cho xưởng Ba Son. Trường chật hẹp, trên đầu các thợ học việc chằng chịt những dây cua-roa. Anh Nguyễn Tất Thành xin vào học ở trường này. Anh muốn trở thành một công nhân đứng máy. Người thanh niên ấy mang đến Sài Gòn bầu nhiệt huyết và cái mới trong cách nghĩ và cách sống... Tiếng gọi của lý tưởng không cho anh Thành học hết ba năm ở trường dạy nghề. Mới học ba tháng, anh mới học 3 tháng, .... | ” |

| “ | Nhưng sang Pháp đâu phải chuyện cứ muốn là được. Trước tiên phải vào Sài Gòn đã. Anh vào Sài Gòn, xin vào Trường Bá Nghệ cũng gọi là Trường Máy ở giữa chợ Mới và chợ Cũ, gần chùa Chà. Trường này đào tạo nhân viên hàng hải và công nhân chuyên nghiệp cho xưởng Ba Son. Học ở đây vừa khỏi bị nghi ngờ, vừa có cơm ăn, lại vừa biết ít nhiều về máy móc... Lệ thường là phải học ba năm mới thành nghề. Nhưng Anh Thành không định học cho đến lúc thành nghề. Chừng ba tháng sau, tìm được một chân phụ bếp trên chiếc tàu đô đốc Latouche Tréville của hãng Vận tải hợp nhất; thế là anh lẳng lặng ra đi. | ” |

### Hoạt động ở nước ngoài

#### Thời kỳ 1911-1919

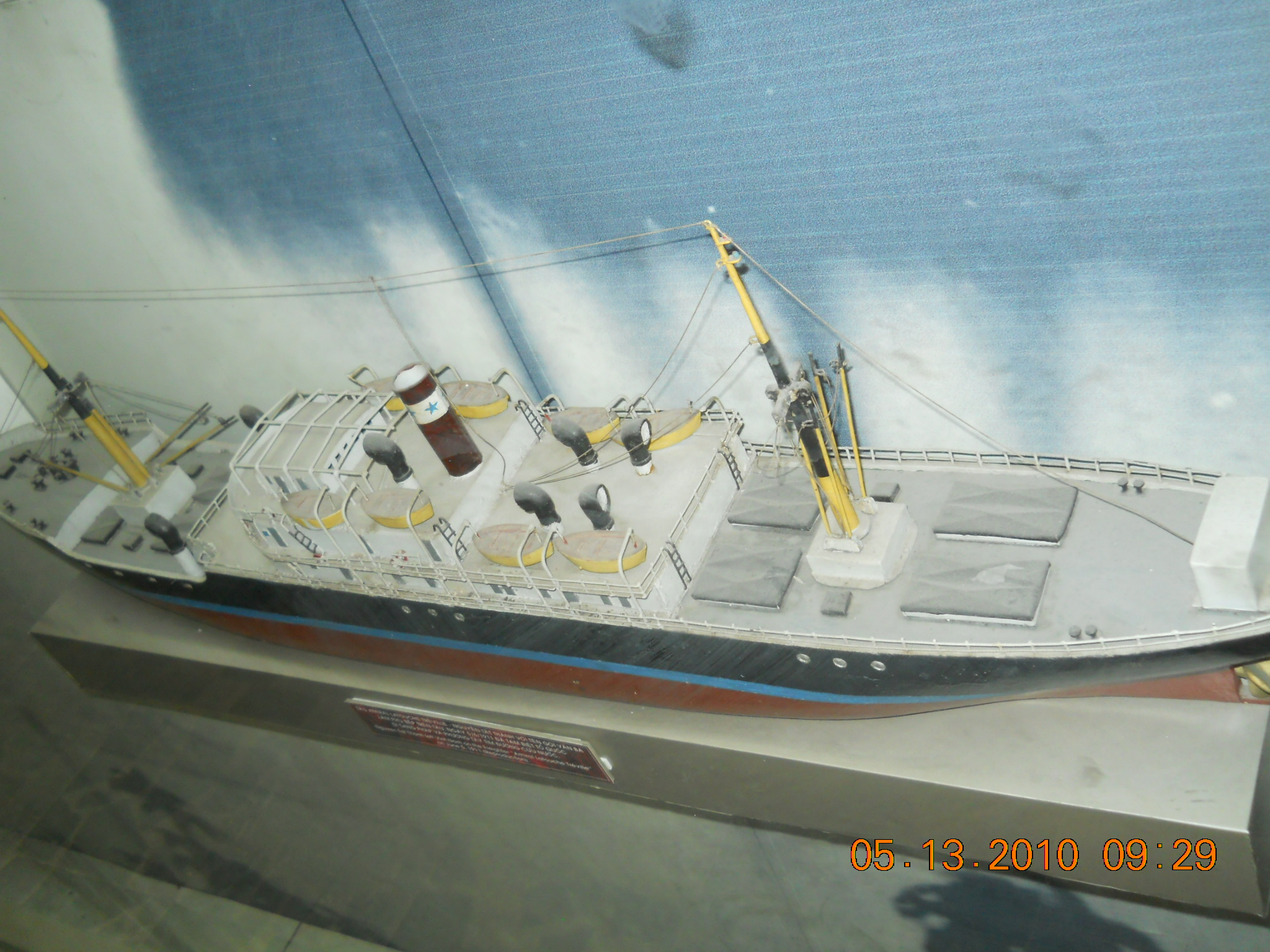
Mô hình chiếc tàu buôn Đô đốc Latouche-Tréville được trưng bày tại bến Nhà Rồng
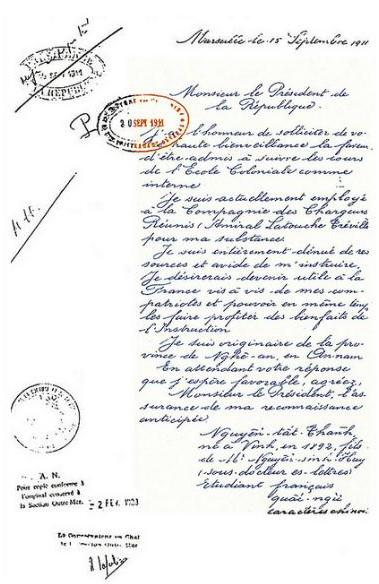
Thư Nguyễn Tất Thành xin được nhập học vào Trường École Coloniale
Nguyễn Ái Quốc, đại biểu Đông Dương, chụp tại Đại hội Đảng Cộng sản Pháp họp tại Marseille năm 1921

Ngày 5 tháng 6 năm 1911, từ Bến Nhà Rồng, Nguyễn Tất Thành lấy tên Văn Ba lên đường sang Pháp với nghề phụ bếp trên chiếc tàu buôn Đô đốc Latouche-Tréville, với mong muốn học hỏi những tinh hoa và tiến bộ từ các nước phương Tây. Ngày 6 tháng 7 năm 1911, sau hơn 1 tháng đi biển, tàu cập cảng Marseille, Pháp. Tại Marseilles, ông đã viết thư đến Tổng thống Pháp, xin được nhập học vào Trường Thuộc địa (École Coloniale), trường chuyên đào tạo các nhân viên hành chánh cho chính quyền thực dân, với hy vọng "giúp ích cho Pháp". Thư yêu cầu của ông bị từ chối và được chuyển đến Khâm sứ Trung Kỳ ở Huế. Ở Pháp một thời gian, sau đó Nguyễn Tất Thành qua Hoa Kỳ. Sau khi ở Hoa Kỳ một năm (cuối 1912-cuối 1913), ông đến nước Anh làm nghề cào tuyết, đốt lò rồi phụ bếp cho khách sạn, học tiếng Anh, và ở Luân Đôn cho đến cuối năm 1916. Một số tài liệu trong kho lưu trữ của Pháp và Nga cho biết trong thời gian sống tại Hoa Kỳ, Nguyễn Tất Thành đã đến nghe Marcus Garvey diễn thuyết ở khu Harlem và tham khảo ý kiến của các nhà hoạt động vì nền độc lập của Triều Tiên. Cuối năm 1917, ông trở lại nước Pháp, sống và hoạt động ở đây cho đến năm 1923.

#### Thời kỳ ở Pháp

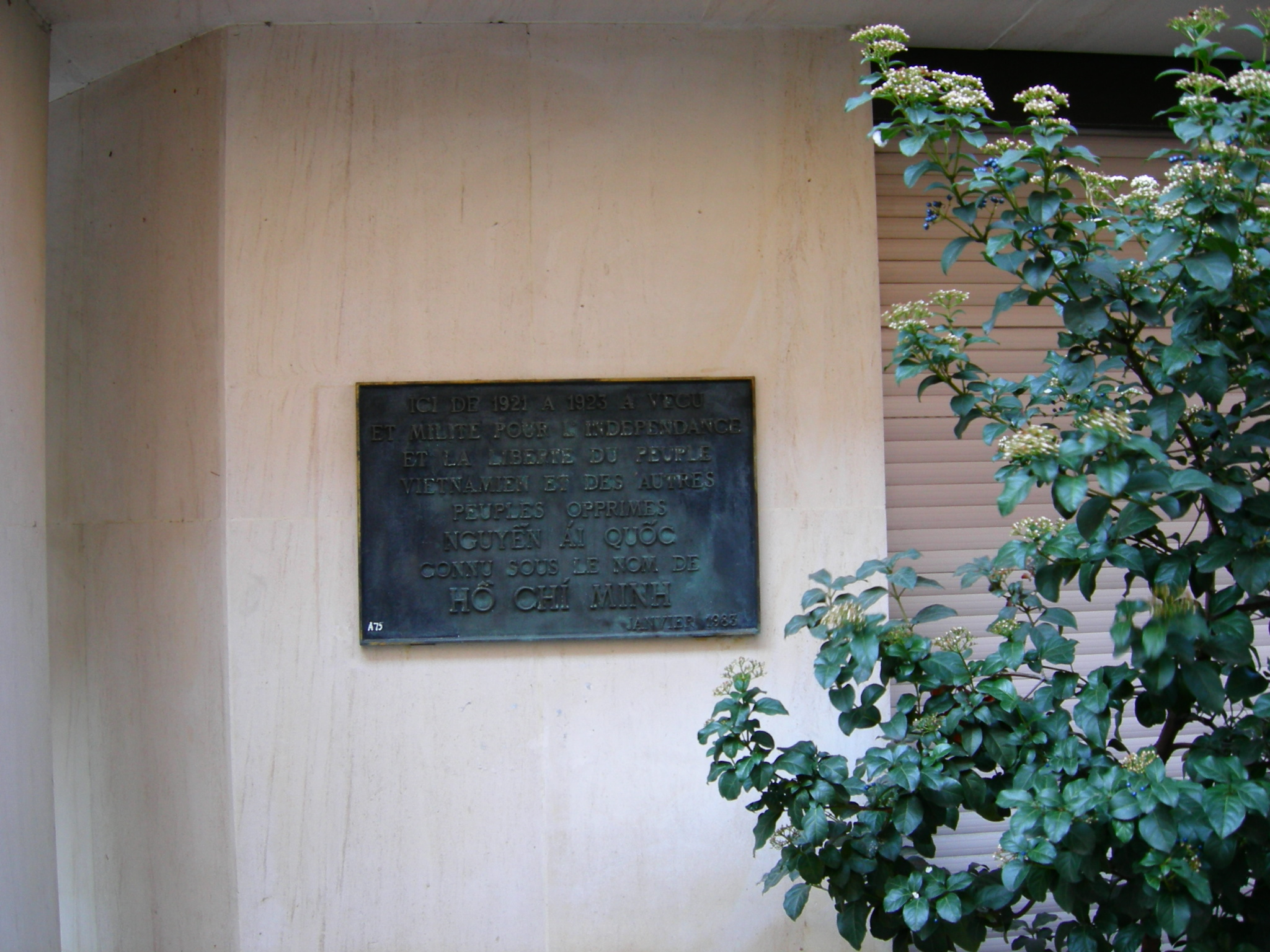
Tấm biển đồng gắn tại nhà số 9 ngõ Compoint, quận 17 Paris: "Tại đây, từ năm 1921-1923, Nguyễn Ái Quốc đã sống và chiến đấu vì quyền độc lập và tự do cho nhân dân Việt Nam và các dân tộc bị áp bức".
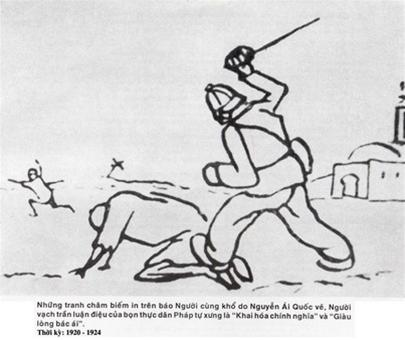
Tranh biếm họa của Nguyễn Ái Quốc cho tờ Le Paria, đời sống người dân dưới ách thống trị của thực dân Pháp

Tháng 2 năm 1919, Nguyễn Tất Thành gia nhập Đảng Xã hội Pháp. Ngày 18 tháng 6 năm 1919, thay mặt Hội những người An Nam yêu nước, Nguyễn Tất Thành đã mang tới Hội nghị Hòa bình Versailles bản Yêu sách của nhân dân An Nam gồm 8 điểm để kêu gọi lãnh đạo các nước Đồng Minh áp dụng các lý tưởng của Tổng thống Mỹ Wilson cho các lãnh thổ thuộc địa của Pháp ở Đông Nam Á, trao tận tay Tổng thống Pháp và các đoàn đại biểu đến dự hội nghị. Bản yêu sách không yêu cầu độc lập cho Việt Nam, nhưng bao gồm quyền tự do và bình đẳng. Bản yêu sách này do một nhóm các nhà ái quốc Việt Nam sống ở Pháp, trong đó có Phan Châu Trinh, Phan Văn Trường và Nguyễn Tất Thành, cùng viết, và được ký tên chung là Nguyễn Ái Quốc. Từ đây, Nguyễn Tất Thành công khai gọi tên mình là Nguyễn Ái Quốc và sử dụng tên này trong suốt 30 năm sau đó.
Tuy nhiên, Hội nghị Versailles đã không đề cập gì đến việc giải quyết quyền lợi cho người dân các nước thuộc địa. Các nước thắng trận (Anh, Pháp, Mỹ) chỉ lo phân chia thuộc địa và các món lợi kinh tế giành được từ các nước bại trận. Trong khi đó, tại nước Nga Xô viết sau Cách mạng Tháng Mười năm 1917, Lenin đã ban hành sắc lệnh quy định về sự bình đẳng giữa các dân tộc, trao trả độc lập cho các thuộc địa của Đế quốc Nga cũ. Điều này đã đẩy niềm tin của Nguyễn Tất Thành sang chủ nghĩa cộng sản.
Năm 1920, Nguyễn Ái Quốc đọc Luận cương về vấn đề dân tộc và thuộc địa của Lenin, từ đó ông hoàn toàn tin tưởng vào chủ nghĩa cộng sản. Ông tham dự Đại hội lần thứ 18 của Đảng Xã hội Pháp tại Tours (từ 25 đến 30 tháng 12 năm 1920) với tư cách là đại biểu Đông Dương của Đảng Xã hội Pháp, ông trở thành một trong những sáng lập viên của Đảng Cộng sản Pháp và tách khỏi đảng Xã hội. Ông nói với các đại biểu của Đảng Xã hội Pháp: "Tôi không hiểu bất cứ điều gì về chiến lược, thủ thuật hành động và tất cả những từ ngữ đao to búa lớn mà các ông dùng, nhưng tôi hiểu một điều rất đơn giản: Quốc tế thứ 3 quan tâm rất nhiều tới vấn đề thuộc địa. Các đại biểu của Quốc tế thứ 3 hứa sẽ giúp các dân tộc thuộc địa đang bị áp bức giành lại tự do và độc lập. Các thành viên của Quốc tế thứ 2 không nói một từ về số phận của các vùng thuộc địa".
Năm 1921, ông cùng một số nhà yêu nước của các thuộc địa Pháp lập ra Hội Liên hiệp Thuộc địa (Union intercoloniale – Association des indigènes de toutes les colonies) nhằm tập hợp các dân tộc bị áp bức đứng lên chống chủ nghĩa đế quốc. Năm 1922, Nguyễn Ái Quốc cùng một số nhà cách mạng thuộc địa lập ra báo Le Paria (Người cùng khổ), làm chủ nhiệm kiêm chủ bút, nhằm tố cáo chính sách đàn áp, bóc lột của chủ nghĩa đế quốc nói chung và thực dân Pháp nói riêng. Tác phẩm "Bản án chế độ thực dân Pháp" bằng tiếng Pháp (Procès de la colonisation française) do ông viết được xuất bản năm 1925, đã tố cáo chính sách thực dân tàn bạo của Pháp và đề cập đến phong trào đấu tranh của các dân tộc thuộc địa.

#### Thời kỳ ở Liên Xô lần thứ nhất
Nguyễn Ái Quốc đến Liên Xô lần đầu tiên vào năm 1922 tham gia Đại hội lần thứ tư của Quốc tế Cộng sản, ở đó ông gặp Lenin và trở thành thành viên của Ban Đông Nam Á của Quốc tế Cộng sản.
Tháng 6 năm 1923, ông đến Moskva học tập tại trường Đại học Lao động Cộng sản Phương Đông, được đào tạo chính quy về Chủ nghĩa Marx, tuyên truyền và khởi nghĩa vũ trang. Tại đây Nguyễn Ái Quốc đã dự Hội nghị lần thứ nhất Quốc tế Nông dân (họp từ ngày 12 đến ngày 15 tháng 10 năm 1923), ông được bầu vào Ban Chấp hành và Đoàn Chủ tịch Quốc tế Nông dân. Tại Đại hội lần thứ 5 Đệ Tam Quốc tế (họp từ ngày 17 tháng 6 đến ngày 8 tháng 7 năm 1924), ông được cử làm Ủy viên Ban Phương Đông, phụ trách Cục Phương Nam.
Năm 1924, Nguyễn Ái Quốc viết và nộp cho tổ chức Đệ Tam Quốc tế một bản Báo cáo về tình hình Bắc Kỳ, Trung Kỳ và Nam Kỳ. Nhận thấy phong trào đấu tranh giai cấp tại Việt Nam có sự khác biệt với phong trào đấu tranh giai cấp bên Tây phương đương thời, ông có nhận xét về các tầng lớp địa chủ, tăng lữ,... của Việt Nam như sau:
| “                | Những địa chủ ở đây chỉ là những tên lùn tịt bên cạnh những người trùng tên với họ ở châu Âu và châu Mỹ (...). Không có vốn liếng gì lớn..., đời sống của địa chủ cũng chẳng có gì là xa hoa", "An Nam chưa bao giờ có tăng lữ..." | ” |
| — Nguyễn Ái Quốc | |   |

Ông cũng cho rằng:
| “                | Chủ nghĩa dân tộc là động lực lớn của đất nước. Chính nó đã gây nên cuộc nổi dậy chống thuế năm 1908, nó dạy cho những người cu li biết phản đối, nó làm cho những người "nhà quê" phản đối ngầm trước thuế tạp dịch và thuế muối. Cũng chủ nghĩa dân tộc đã luôn luôn thúc đẩy các nhà buôn An Nam cạnh tranh với người Pháp và người Trung Quốc; nó đã thúc giục thanh niên bãi khóa, làm cho những nhà cách mạng trốn sang Nhật Bản và làm vua Duy Tân mưu tính khởi nghĩa năm 1917. | ” |
| — Nguyễn Ái Quốc | |   |

Tư tưởng này của ông không có gì mâu thuẫn với Luận cương về các vấn đề dân tộc thuộc địa của Lenin, khi phát động chủ nghĩa dân tộc là sách lược để đi đến chủ nghĩa cộng sản (đại đồng). Tuy nhiên, một số người trong Quốc tế Cộng sản không quan tâm tới quan điểm này của Nguyễn Ái Quốc, họ cho rằng đường lối của ông trái nghị quyết của Quốc tế cộng sản khi đó.

#### Thời kỳ ở Trung Quốc (1924–1927)
Sau khi học tại Liên Xô, cuối năm 1924, Nguyễn Ái Quốc rời Liên Xô tới Quảng Châu theo phái đoàn cố vấn của chính phủ Liên Xô do Mikhail Markovich Borodin làm trưởng đoàn đến giúp chính phủ Trung Hoa Dân quốc của Tưởng Giới Thạch, làm phiên dịch lấy tên là Lý Thụy.
Trong thời gian ở Trung Quốc, ông có nhiệm vụ tuyên truyền phổ biến tư tưởng cách mạng ra vùng Đông Phương. Theo đó, năm 1925, ông tập hợp Việt kiều và thành lập tổ chức Việt Nam Thanh niên Cách mạng Đồng chí Hội ở Quảng Châu (Trung Quốc) để truyền bá chủ nghĩa Marx-Lenin (thường được phiên âm là Mác–Lê-nin) vào Việt Nam. Cuốn Đường Kách mệnh, mà ông là tác giả, tập hợp các bài giảng tại các lớp huấn luyện chính trị của Việt Nam Thanh niên Cách mạng Đồng chí Hội, được xuất bản năm 1927.
Cùng năm 1925, Nguyễn Ái Quốc tham gia thành lập Hội Liên hiệp các dân tộc bị áp bức ở Á Đông, do Liêu Trọng Khải, một cộng sự thân tín của Tôn Dật Tiên, làm Hội trưởng và ông làm Bí thư. Tổ chức này sau đó trở thành Đảng Cộng sản Nam Hải (the South Seas Communist party), tiền thân của một loạt các tổ chức cộng sản sau này, bao gồm có cả Đảng Cộng sản Đông Dương. Trong thời kỳ này, Nguyễn Ái Quốc cũng gửi một loạt người Việt đi học trường quân sự của Tưởng Giới Thạch tại Quảng Châu, đồng thời tiến hành một khóa đào tạo về khởi nghĩa vũ trang. Do Tưởng Giới Thạch khủng bố các nhà cách mạng cộng sản Trung Quốc và Việt Nam, ông rời Quảng Châu đi Hồng Kông, rồi thoát sang Liên Xô theo đường sa mạc Gobi. Tháng 11 năm 1927, ông được cử đi Pháp, rồi từ đó đi dự cuộc họp Đại Hội đồng của Liên đoàn Chống đế quốc từ ngày 9 đến ngày 12 tháng 12 năm 1927 tại Brussel, Bỉ.

#### Thời kỳ ở Thái Lan (1928–1929)

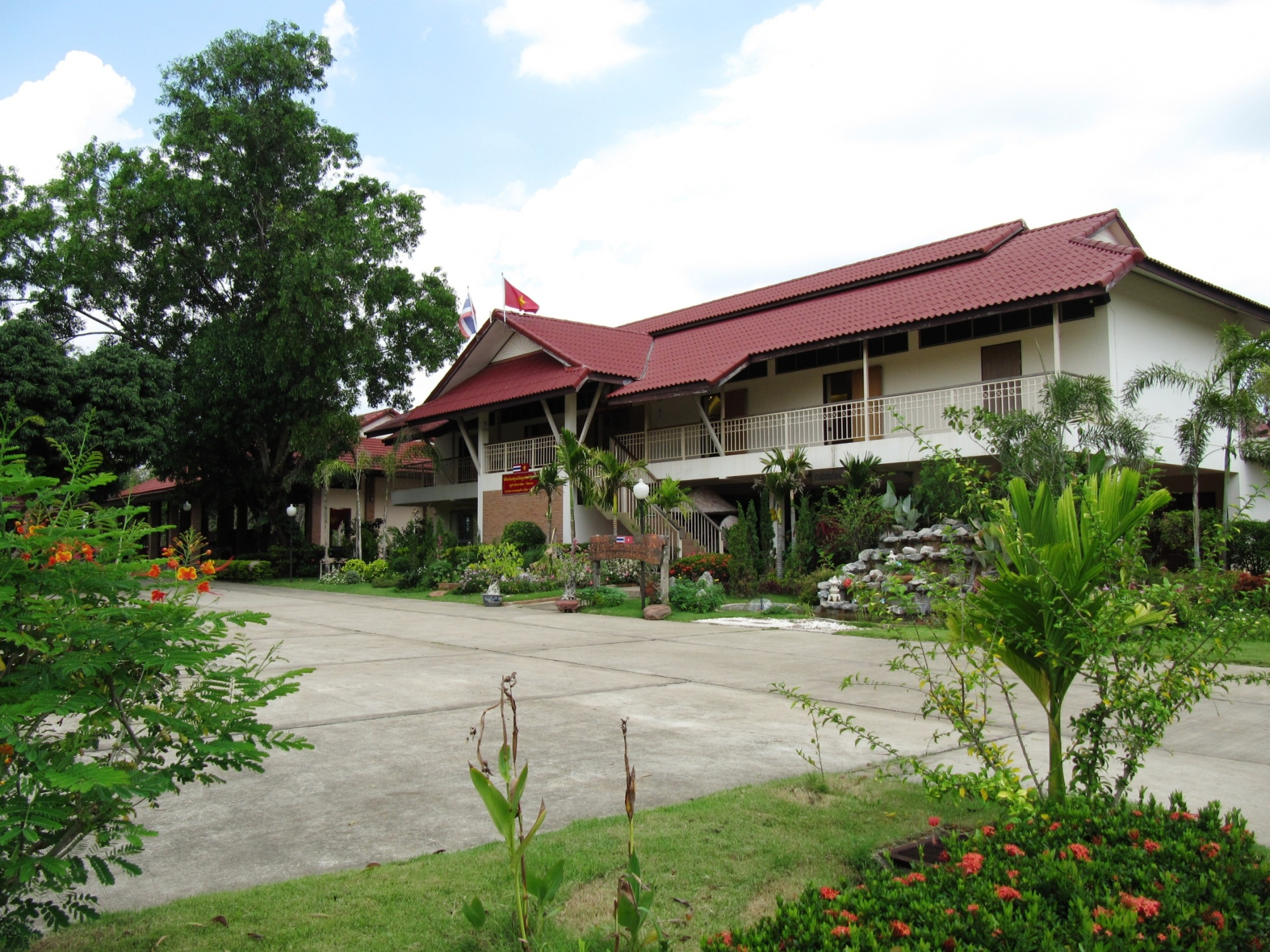
Nhà lưu niệm Chủ tịch Hồ Chí Minh ở Ban Nachok, Nakhon Phanom, Thái Lan, 2010.
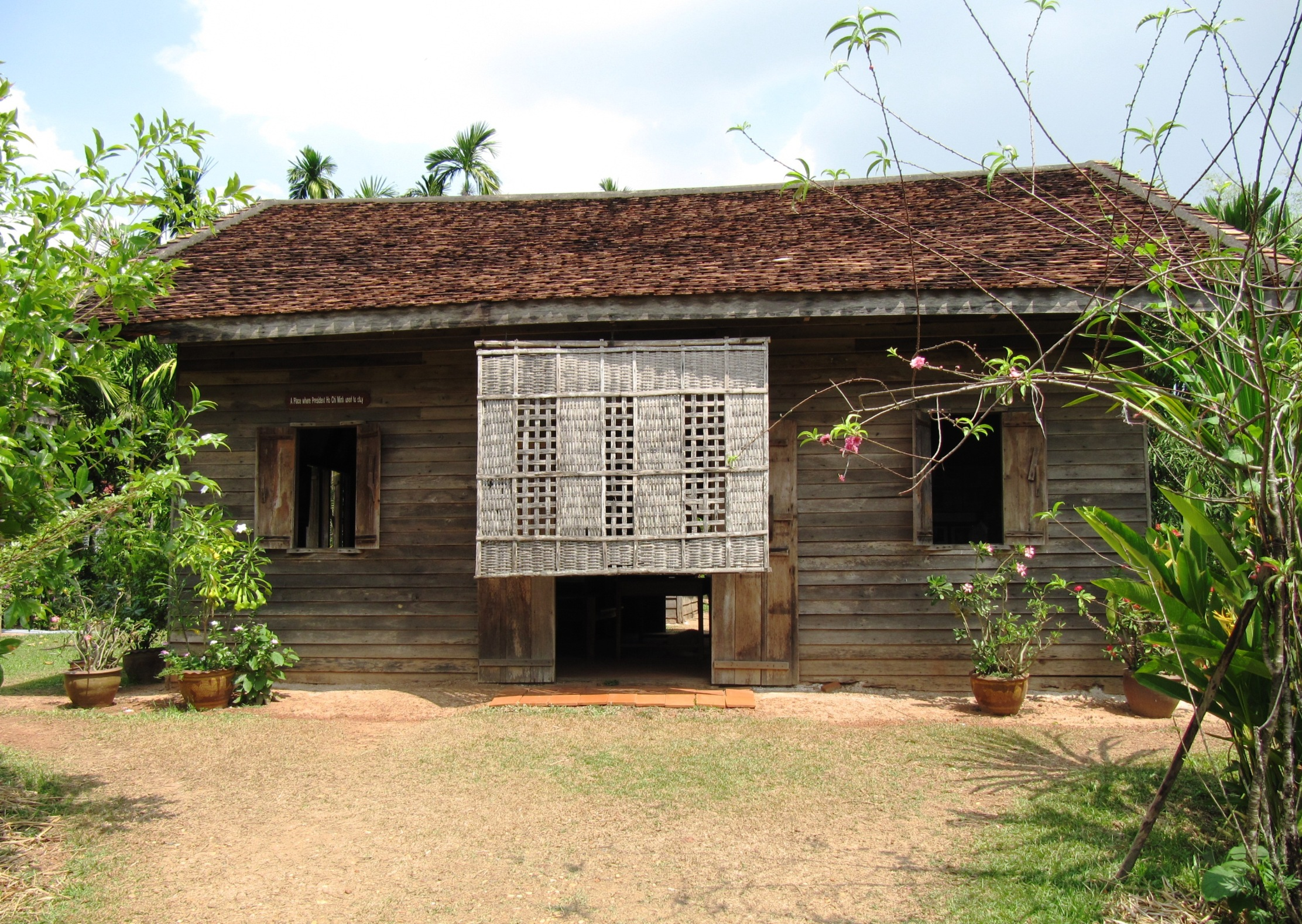
Căn nhà ở Ban Nachok, Nakhon Phanom, Thái Lan, nơi Hồ Chí Minh từng ở.

Mùa thu 1928, Nguyễn Ái Quốc từ châu Âu đến Xiêm La (Thái Lan), cải trang là một nhà sư đầu trọc, với bí danh Thầu Chín để tuyên truyền và huấn luyện cho Việt kiều tại Xiêm, đồng thời xuất bản báo gửi về nước. Cuối năm 1929, ông rời khỏi Vương quốc Xiêm La và sang Trung Quốc.

#### Thành lập Đảng Cộng sản Việt Nam
Ngày 3 tháng 2 năm 1930, tại Cửu Long (九龍, Kowloon) thuộc Hồng Kông, theo chỉ thị của Quốc tế Cộng sản, nhằm giải quyết những mâu thuẫn hiện có giữa những người cộng sản Đông Dương, ông đã thống nhất ba tổ chức cộng sản tại Đông Dương thành Đảng Cộng sản Việt Nam (sau đổi tên là "Đảng Cộng sản Đông Dương", rồi "Đảng Lao động Việt Nam" và nay là "Đảng Cộng sản Việt Nam"). Cũng vào năm này, khởi nghĩa Xô viết Nghệ Tĩnh do Đảng Cộng sản chỉ đạo nổ ra nhưng thất bại. Đảng Cộng sản Đông Dương bị cấm hoạt động, đồng thời Nguyễn Ái Quốc bị xử tử hình vắng mặt.
Tháng 3 năm 1930, Nguyễn Ái Quốc trở lại Xiêm trong một thời gian ngắn, rồi ông quay lại Trung Quốc.

#### Những năm 1931–1933
Năm 1931, dưới tên giả là Tống Văn Sơ (Sung Man Cho), Nguyễn Ái Quốc bị nhà cầm quyền Hồng Kông bắt giam với ý định trao cho chính quyền Pháp ở Đông Dương. Tờ L'Humanité (Nhân đạo) số ra ngày 9 tháng 8 năm 1932 đưa tin Nguyễn Ái Quốc đã chết vì bệnh lao phổi trong trạm xá nhà tù tại Hồng Kông, đồng thời tố cáo đây là âm mưu của thực dân Pháp cấu kết với Anh nhằm ám sát người lãnh đạo Đảng Cộng sản Đông Dương. Sau đó, nhờ sự biện hộ và giúp đỡ tận tình của luật sư Francis Henry Loseby, Tống Văn Sơ được thả ngày 28 tháng 12 năm 1932. Ông đi Thượng Hải rồi bí mật quay trở lại Liên Xô.

#### Thời kỳ ở Liên Xô lần thứ hai
Nguyễn Ái Quốc đến Moskva vào mùa xuân năm 1934. Với bí danh Lin, Nguyễn Ái Quốc học ở Trường Quốc tế Lenin (1934–1935). Sau đó dưới tên Linov, ông dự Đại hội lần thứ 7 Đệ Tam Quốc tế (từ 25 tháng 7 đến 20 tháng 8 năm 1935) với vai trò quan sát viên của Ban Thư ký Dalburo. Trong thời gian này, Nguyễn Ái Quốc bị Ban Lãnh đạo Hải ngoại của Đảng Cộng sản Đông Dương viết thư gửi Quốc tế Cộng sản kết tội phải chịu trách nhiệm chính về việc hơn 100 đảng viên của Hội Việt Nam Cách mạng Thanh niên bị bắt, do việc ông biết Lâm Đức Thụ trước đây là kẻ phản bội mà vẫn tiếp tục sử dụng. Ông bị buộc phải ở Liên Xô cho đến năm 1938, bị giam lỏng vì nghi ngờ lý do ông được nhà cầm quyền Hồng Kông trả tự do. Quốc tế Cộng sản thành lập Ban Thẩm tra vì nghi ngờ sự trung thành chính trị của Nguyễn Ái Quốc nhưng không tìm ra chứng cứ cho thấy điều này, nên hồ sơ vụ việc đã được Ban Thẩm tra quyết định hủy bỏ. Sau đó, ông tham gia lớp nghiên cứu sinh Viện Nghiên cứu các Vấn đề Dân tộc và Thuộc địa của Quốc tế Cộng sản.
Trong những năm 1931–1935, Nguyễn Ái Quốc bị Trần Phú và sau đó là Hà Huy Tập phê phán về đường lối cải lương "liên minh với tư sản và địa chủ vừa và nhỏ", không đúng đường lối đấu tranh giai cấp của Đệ Tam Quốc tế. Trong một bức thư gửi cho tổ chức Đệ Tam Quốc tế vào tháng 3 năm 1935 với nội dung kể về phong trào cách mạng tại Đông Dương, Nguyễn Ái Quốc đã bị phê phán nặng nề. Bức thư này có ghi nhận về "tàn dư của tư tưởng dân tộc cách mạng pha trộn với chủ nghĩa cải lương, chủ nghĩa duy tâm của đảng của các đồng chí Hội Việt Nam Cách mạng Thanh niên và của đồng chí Nguyễn Ái Quốc". Trong thư này cũng có đoạn: "Những tàn dư ấy rất mạnh và tạo thành một chướng ngại nghiêm trọng cho sự phát triển chủ nghĩa cộng sản. Cuộc tranh đấu không nhân nhượng chống những học thuyết cơ hội này của đồng chí Nguyễn Ái Quốc và của Đảng Thanh niên là rất cần thiết (...). Chúng tôi đề nghị đồng chí Lin viết một cuốn sách để tự phê bình những khuyết điểm đã qua".
Sở dĩ có việc phê phán này là do bất đồng giữa Nguyễn Ái Quốc và một số đồng chí của ông về các lực lượng tham gia, cần tranh thủ trong hoạt động cách mạng, dẫn đến suy nghĩ cho rằng Nguyễn Ái Quốc ưu tiên giải phóng dân tộc hơn là đấu tranh giai cấp. Vào thời điểm đó, Quốc tế Cộng sản dưới sự lãnh đạo của Stalin, đặt đấu tranh giải phóng dân tộc đi cùng với đấu tranh giai cấp.
Trong giai đoạn này, Trần Phú, Lê Hồng Phong, Hà Huy Tập lần lượt làm Tổng Bí thư Đảng Cộng sản Đông Dương còn Hồ Chí Minh chỉ đảm nhiệm công tác liên lạc giữa Quốc tế Cộng sản và các đảng cộng sản tại Đông Nam Á.

#### Trở lại Trung Quốc (năm 1938 đến đầu năm 1941)
Năm 1938, ông trở lại Trung Quốc. Trong vai Thiếu tá Bát lộ quân tên là Hồ Quang, Nguyễn Ái Quốc đến công tác tại văn phòng Bát lộ quân Quế Lâm, sau đó đi Quý Dương, Côn Minh rồi đến Diên An, căn cứ đầu não của Đảng Cộng sản Trung Quốc và Hồng quân Trung Quốc mùa đông 1938 đến đầu năm 1939.

### Trở về Việt Nam
Đầu tháng 1 năm 1941, Hoàng Văn Thụ, Ủy viên Thường vụ Trung ương Đảng từ Việt Nam sang Tĩnh Tây (Quảng Tây, Trung Quốc) gặp Nguyễn Ái Quốc để báo cáo kết quả xây dựng và củng cố An toàn khu Cao Bằng. Hoàng Văn Thụ đề nghị ông về nước trực tiếp lãnh đạo cách mạng Việt Nam qua lối Cao Bằng. Nguyễn Ái Quốc cũng nhận định Cao Bằng sẽ mở ra triển vọng lớn cho cách mạng, và ông quyết định trở về nước sau 30 năm ở nước ngoài.
Ông trở về Việt Nam vào ngày 28 tháng 1 năm 1941, với hành lý là một chiếc vali nhỏ đan bằng mây tre để đựng quần áo và một chiếc máy chữ xách tay. Nhà thơ Tố Hữu đã viết về sự kiện này qua bốn câu thơ:
"Bác đã về đây, Tổ quốc ơi!
Nhớ thương hòn đất ấm hơi Người.
Ba mươi năm ấy, chân không nghỉ,
Mà đến bây giờ mới tới nơi".
Sau khi hỏi thăm dân địa phương, ngày 8 tháng 2 năm 1941, Nguyễn Ái Quốc tới ở tại hang Cốc Bó, bản Pác Bó, tỉnh Cao Bằng với bí danh Già Thu. Dòng suối lớn chảy qua đây được ông gọi là suối Lê-nin, ngọn núi đá cao được gọi là núi Các-Mác. Ông đã làm một bài thơ (nay đã được tạc vào vách núi) thể hiện chí hướng:
Non xa xa nước xa xa,
Nào phải thênh thang mới gọi là.
Đây suối Lê-nin, kia núi Mác,
Hai tay gây dựng một sơn hà.
Tại đây, Nguyễn Ái Quốc mở các lớp huấn luyện cán bộ, cho in báo, tham gia các hoạt động thường ngày... Tài liệu huấn luyện và tuyên truyền chủ yếu là sách do ông dịch và viết về nhiều chủ đề. Tại cuối một cuốn sách như vậy ông ghi "Việt Nam độc lập năm 1945". Ông cho lập nhiều hội đoàn nhân dân như Hội Phụ nữ Cứu quốc, Hội Phụ lão Cứu quốc, Hội Nông dân Cứu quốc...
Từ ngày 10 đến ngày 19 tháng 5 năm 1941, Nguyễn Ái Quốc chủ trì Hội nghị lần thứ 8 (mở rộng) của Trung ương Đảng họp tại Pác Bó, Cao Bằng. Một trong những kết quả của hội nghị này là nghị quyết về việc thành lập Việt Nam Độc lập Đồng minh (Việt Minh).

### Từ bị giam ở Trung Quốc cho tới thành lập Việt Nam Dân chủ Cộng hòa
Ngày 13 tháng 8 năm 1942, ông lấy tên Hồ Chí Minh, sang Trung Quốc với danh nghĩa đại diện của cả Việt Minh và Hội Quốc tế Phản Xâm lược Việt Nam (một hội đoàn được ông lập ra trước đó) để tranh thủ sự ủng hộ của Trung Hoa Dân quốc. Đây là lần đầu tiên trong các giấy tờ cá nhân ông sử dụng tên Hồ Chí Minh, và khai nhân thân là "Việt Nam-Hoa kiều".
Hồ Chí Minh bị chính quyền địa phương của Trung Hoa Dân quốc bắt giữ ngày 29 tháng 8 khi đang đi cùng một người Trung Quốc dẫn đường và bị giam hơn một năm, trải qua khoảng 30 nhà tù. Ông viết Nhật ký trong tù trong thời gian này (từ tháng 8 năm 1942 đến tháng 9 năm 1943). Nhật ký trong tù là một tác phẩm được nhiều tác giả người Việt Nam, người phương Tây và cả người Trung Quốc, như Quách Mạt Nhược, Viên Ưng hay Hoàng Tranh đề cao. Các đồng chí của ông (Phạm Văn Đồng, Võ Nguyên Giáp, Vũ Anh...) ở Việt Nam tưởng lầm là ông đã chết (sau này nguyên nhân được làm rõ là do một cán bộ Đảng Cộng sản tên Cáp đã nghe và hiểu sai ngữ nghĩa). Họ thậm chí đã tổ chức đám tang và đọc điếu văn cho ông (Phạm Văn Đồng làm văn điếu) cũng như "mở chiếc va-li mây của Bác ra tìm xem còn những gì có thể giữ lại làm kỉ niệm" (lời của Võ Nguyên Giáp). Vài tháng sau họ mới biết được tình hình thực của ông sau khi nhận được thư do ông viết và bí mật nhờ chuyển về.
Ngày 25 tháng 10 năm 1943, Hội Quốc tế Chống Xâm lược ở Đông Dương gửi 2 bức thư, một cho Đại sứ Mỹ tại Trung Quốc, bức còn lại cho Thống chế Tưởng Giới Thạch đề nghị can thiệp trả tự do cho Hồ Chí Minh, đồng thời đại diện của Đảng Cộng sản Trung Quốc ở Trùng Khánh đã tiếp xúc bí mật với các sĩ quan OSS (thuộc Cơ quan Tình báo chiến lược Hoa Kỳ) và SACO để gợi ý rằng có thể khiến Hồ Chí Minh hợp tác với phe Đồng Minh. Sau khi thảo luận với Đại sứ quán Mỹ tại Trung Quốc, OSS và cơ quan ngoại giao Mỹ thương lượng với chính phủ Trung Hoa Dân quốc để giải thoát Hồ Chí Minh khỏi nhà tù và thuyết phục ông cộng tác với OSS. Cùng lúc đó Trương Phát Khuê, tướng cai quản vùng Quảng Đông và Quảng Tây của Quốc Dân Đảng cũng gây áp lực để buộc ông Hồ hoạt động cho Quốc dân Đảng. Hồ Chí Minh được trả tự do ngày 10 tháng 9 năm 1943, theo yêu cầu của Hoa Kỳ. Có nguồn khác nói rằng tướng Trương Phát Khuê quyết định trả tự do cho Hồ Chí Minh nhằm lợi dụng ông và một số chính trị gia Việt Nam theo chủ nghĩa dân tộc ở miền Nam Trung Quốc chống phát xít Nhật. Trương Phát Khuê hy vọng Hồ Chí Minh có thể thống nhất và tổ chức lại các nhóm người Việt lưu vong ở miền Nam Trung Quốc thành một khối thuần nhất thân Trung Quốc mà sự chia rẽ, chống đối về phương pháp tiến hành đấu tranh và sự tranh giành quyền lực giữa lãnh tụ của các nhóm này đã che lấp mất mục tiêu đấu tranh giành độc lập dân tộc của họ đồng thời để chấn chỉnh Việt Nam Cách mệnh Đồng minh Hội (Việt Cách) do Trung Quốc đỡ đầu.
Ngay sau đó, Hồ Chí Minh tham gia Ban Chấp hành Trung ương Việt Nam Cách mệnh Đồng minh Hội. Trước đó, Việt Minh đã ra tuyên bố ủng hộ tổ chức này. Ông cũng cố gắng tranh thủ sự ủng hộ từ Trương Phát Khuê, nhưng không thành.
Cuối tháng 9 năm 1944, Hồ Chí Minh trở về Việt Nam. Khi này các đồng chí của ông ở Liên tỉnh ủy Cao-Bắc-Lạng như Võ Nguyên Giáp, Phạm Văn Đồng... đã quyết định tiến hành phát động chiến tranh du kích trong phạm vi liên tỉnh. Hồ Chí Minh cho rằng chưa đúng thời cơ, và đã ngăn chặn thành công quyết định này. Thay vào đó, ông ra lệnh tổ chức lập lực lượng vũ trang và căn cứ địa cho chặt chẽ và hiệu quả hơn. Ông trực tiếp ra chỉ thị thành lập một đội quân mang tính chính quy là đội Việt Nam Tuyên truyền Giải phóng quân, với 34 đội viên là các tiểu đội trưởng, trung đội trưởng hoặc thành viên của các đội quân nhỏ bé và rải rác trước đó của Việt Minh. Cuối năm 1944, ông trở lại Côn Minh hoạt động cho tới đầu năm 1945.
Ngày 29 tháng 3 năm 1945, Hồ Chí Minh gặp Trung tướng Mỹ Chennault tại Côn Minh (Trung Quốc). Chennault cảm ơn Việt Minh đã giúp đỡ chống Nhật và sẵn sàng viện trợ những gì có thể theo yêu cầu. Còn Hồ Chí Minh khẳng định quan điểm của Việt Minh là ủng hộ và đứng về phía Đồng Minh chống phát xít Nhật. Theo Hồ Chí Minh, việc được tướng Chennault tiếp kiến được xem là một sự công nhận chính thức của Mỹ, là bằng chứng cho các đảng phái Quốc gia thấy Mỹ ủng hộ Việt Minh. Người Mỹ xem đây chỉ là một mưu mẹo của Hồ Chí Minh nhưng dù sao ông cũng đã đạt được kết quả.

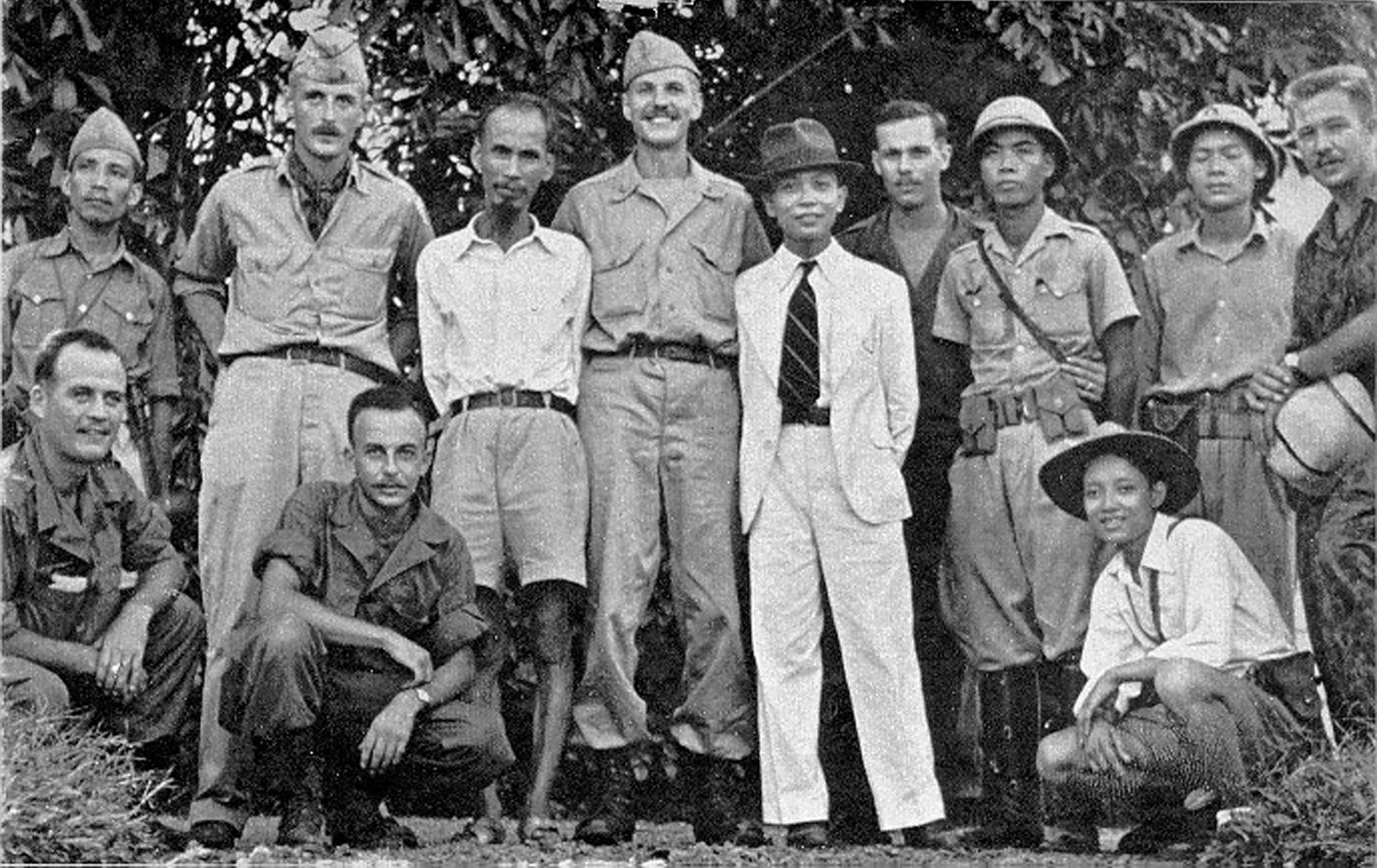
Hồ Chí Minh (hàng đứng, thứ ba từ trái sang), Võ Nguyên Giáp (hàng đứng, thứ năm từ trái sang) và OSS năm 1945.

Hồ Chí Minh nhận thấy Hoa Kỳ đang muốn sử dụng các tổ chức cách mạng người Việt vào các hoạt động quân sự chống Nhật tại Việt Nam, ông đã thiết lập mối quan hệ với các cơ quan tình báo Hoa Kỳ đồng thời chỉ thị cho Việt Minh làm tất cả để giải cứu các phi công gặp nạn trong chiến tranh với Nhật Bản, cung cấp các tin tức tình báo cho OSS, tiến hành một số hoạt động tuyên truyền cho Trung Hoa Dân Quốc và OWI. Đổi lại, cơ quan tình báo Hoa Kỳ OSS (U.S Office of Strategic Services) cung cấp vũ khí, phương tiện liên lạc, giúp đỡ y tế, cố vấn và huấn luyện quân đội quy mô nhỏ cho Việt Minh.
Tháng 7 năm 1945, trước khi Hội nghị Tân Trào họp vào tháng 8 năm 1945, ông ốm nặng, tưởng không qua khỏi. Theo lời kể của Võ Nguyên Giáp thì vào một đêm, ông có nói lời như trăng trối rằng "...dù có phải đốt cả Trường Sơn, cũng kiên quyết dành cho được độc lập". Một đơn vị nhỏ OSS nhảy dù phía sau đường ranh giới Nhật Bản ở Việt Nam để tham gia tác chiến cùng Việt Minh, và thấy Hồ Chí Minh trong tình trạng sốt rét nặng. OSS gửi thông điệp đến trụ sở quân Mỹ ở Trung Quốc để yêu cầu cung cấp thuốc men sớm nhất có thể. Hai tuần sau đó, bác sĩ quân y tên là Paul Hogland đã đến. Những người Mỹ đã ở lại đó trong vòng hai tháng và có thể thuốc men của họ đã cứu sống ông.
Ngày 16 tháng 8 năm 1945, Tổng bộ Việt Minh triệu tập Đại hội quốc dân tại Tân Trào (Tuyên Quang), cử ra Ủy ban Dân tộc Giải phóng tức Chính phủ Lâm thời, do Hồ Chí Minh làm Chủ tịch.

### Giai đoạn lãnh đạo

#### TừĐộc lậptớiToàn quốc kháng chiến

Chủ tịch Hồ Chí Minh và các đại biểu Hà Nội đắc cử Quốc hội khóa I ra mắt trước công chúng vào năm 1946.

Hồ Chí Minh đọc bản Tuyên ngôn Độc lập vào ngày 2 tháng 9 năm 1945 trên Quảng trường Ba Đình tại Hà Nội, tuyên bố thành lập nước Việt Nam Dân chủ Cộng hòa. Ông trích dẫn bản Tuyên ngôn Độc lập của Hoa Kỳ và bản Tuyên ngôn Nhân quyền và Dân quyền của Pháp để mở đầu bản Tuyên ngôn Độc lập của Việt Nam. Hồ Chí Minh nói với chỉ huy tình báo quân sự Mỹ OSS tại miền Bắc, Archimedes L. A Patti, rằng ông theo chủ nghĩa Lenin, tham gia thành lập Đảng Cộng sản Pháp và xin gia nhập Đệ Tam Quốc tế vì đây là những cá nhân và tổ chức duy nhất quan tâm đến vấn đề thuộc địa. Ông không thấy có sự lựa chọn nào khác. Nhưng trong nhiều năm sau đó những tổ chức này cũng không có hành động gì vì nền độc lập của các dân tộc thuộc địa. Trước mắt, ông đặt nhiều tin tưởng vào sự giúp đỡ của Mỹ trước khi có thể hy vọng vào sự giúp đỡ của Liên Xô (bằng việc gửi thư cho Tổng thống Hoa Kỳ Harry Truman nhưng không được đáp lại). Theo Patti, Hồ Chí Minh nói rằng người Mỹ không muốn giúp ông vì họ xem ông là một người quốc tế cộng sản, bù nhìn của Moskva do ông đã ở Moskva và nước ngoài nhiều năm, nhưng thực tế ông không phải là người cộng sản theo cách mà Mỹ hiểu. Ông nợ Liên Xô vì sự đào tạo của họ nhưng ông đã trả lại bằng 15 năm công tác đảng, và không có bất cứ cam kết nào khác với Liên Xô. Hồ Chí Minh tự xem mình là một cộng tác viên độc lập. Người Mỹ đã cung cấp cho ông nhiều hỗ trợ về mặt vật chất và tinh thần hơn Liên Xô nên ông cảm thấy mình không hề mắc nợ Liên Xô. Theo ông trong tình thế hiện nay ông cần có đồng minh nếu không người Việt sẽ phải hành động một mình. Cuối tháng 9 năm 1946, Mỹ rút tất cả các nhân viên tình báo tại Việt Nam về nước, chấm dứt liên hệ với chính phủ Hồ Chí Minh.

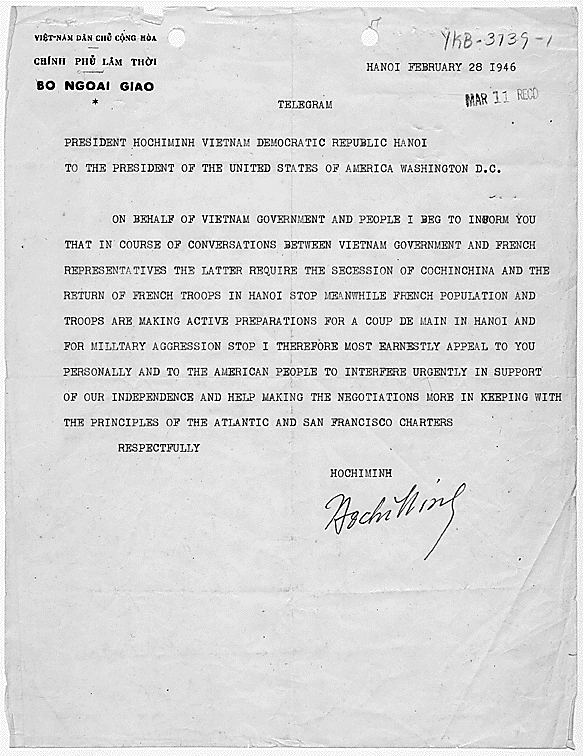
Bức điện Chủ tịch Hồ Chí Minh gửi Tổng thống Mỹ Harry Truman kêu gọi sự ủng hộ của Mỹ nhưng không được đáp lại.

Ngoài ra, Hồ Chí Minh còn gửi thư cho nhiều nguyên thủ quốc gia khác trên thế giới kêu gọi công nhận nhà nước Việt Nam mới được thành lập cũng như tranh thủ sự ủng hộ nhưng không nhận được hồi âm (lãnh tụ Liên Xô Stalin, tướng Charles de Gaulle, Thống chế Tưởng Giới Thạch, Tổng thống Pháp Léon Blum, Bộ trưởng Thuộc địa Pháp Marius Moutet và Nghị viện Pháp, ...).
Ngay sau khi thành lập, Võ Nguyên Giáp thay mặt Hồ Chí Minh, Chủ tịch Chính phủ Cách mạng Lâm thời, ban hành các sắc lệnh giải tán một số đảng phái, với lý do các đảng này tư thông với ngoại quốc, làm phương hại đến nền độc lập Việt Nam (như Việt Nam Quốc xã, Đại Việt Quốc dân đảng...) nhằm kịp thời trừng trị bọn phản cách mạng, bảo vệ chính quyền non trẻ đồng thời giáo dục ý thức về tinh thần cảnh giác cho nhân dân, đồng thời Chủ tịch Hồ Chí Minh cho phép Ty Liêm phóng có thể bắt những người bị coi là nguy hiểm cho nền độc lập của Việt Nam Dân chủ Cộng hòa. Cùng với đó, Chủ tịch Hồ Chí Minh ký sắc lệnh giải tán các nghiệp đoàn để kiểm soát nền kinh tế, thống nhất các tổ chức thanh niên (vào Đoàn Thanh niên Cứu quốc Việt Nam). Đồng thời Chính phủ cũng ban hành sắc lệnh thành lập Hội đồng nhân dân và Ủy ban Hành chính địa phương các cấp.
Ngay sau khi được tin Tađêô Lê Hữu Từ trở thành Giám mục, tháng 8 năm 1945, Hồ Chí Minh đã gửi thư chúc mừng vị Giám mục này. Trong thư có đoạn: "Có một nhà lãnh đạo mới của người Công giáo đi theo chân Đức Giê-su, chịu đóng đinh hầu giúp giáo dân biết hy sinh và chiến đấu bảo vệ tự do và độc lập của đất nước". Về những lá thư của ông viết cho Tađêô Lê Hữu Từ, Viện sĩ Viện Hàn lâm Hoàng gia Canada đồng thời giáo sư Đại học Lavát (Québec) – linh mục Trần Tam Tĩnh có nhận định: "Cụ Hồ Chí Minh rất thành thật tôn trọng tín ngưỡng và tin tưởng người Công giáo. Không có một dấu hiệu nào cho phép trách được rằng, Người nói dối".
Ngày 23 tháng 9 năm 1945, quân Pháp tấn công Sài Gòn. Quân dân địa phương chống cự quyết liệt. Ủy ban kháng chiến Nam Bộ được thành lập với Trần Văn Giàu là Chủ tịch. Xứ ủy và Ủy ban nhân dân Nam Bộ điện ra Chính phủ trung ương để xin phép đánh. Chính phủ ra huấn lệnh, bản thân ông gửi thư khen ngợi "lòng kiên cường ái quốc của đồng bào Nam Bộ".
Ngày 6 tháng 1 năm 1946, Tổng tuyển cử tự do trong cả nước được tổ chức, bầu ra Quốc hội và Quốc hội thông qua Hiến pháp dân chủ đầu tiên của Việt Nam. Hai đảng đối lập trong Chính phủ là Việt Nam Quốc dân Đảng (Việt Quốc) và Việt Nam Cách mệnh Đồng minh Hội (Việt Cách) không tham gia bầu cử dù trước đó Hồ Chí Minh đã gửi thư cho Nguyễn Hải Thần (lãnh tụ Việt Cách) và Vũ Hồng Khanh (lãnh tụ Việt Quốc) mời Việt Quốc và Việt Cách tham gia Tổng tuyển cử và đề nghị hai bên không công kích nhau bằng lời nói hoặc hành động cho đến ngày Quốc hội khai mạc. Trên thực tế, các đảng này còn phát động tẩy chay bầu cử. Ngay cả khi đã tuyên bố nhất trí về kế hoạch tổng tuyển cử, các đảng phái Việt Quốc, Việt Cách vẫn dùng báo chí đả kích bầu cử, rằng "trúng cử chỉ là Việt Minh cộng sản... Chính quyền trong tay nên Việt Minh muốn ai trúng cũng được", tổ chức các cuộc tuần hành, bắc loa hô hào kêu gọi tẩy chay bầu cử. Theo Võ Nguyên Giáp, các đảng phái này tẩy chay bầu cử là vì sợ không kiếm được phiếu bầu, bởi uy tín của họ không thể sánh được với Hồ Chí Minh. Theo báo Sự thật thì Việt Quốc, Việt Cách thậm chí còn bắt cóc, giết những ứng cử viên, đảng viên cộng sản, cán bộ Việt Minh (tiêu biểu là Trần Đình Long) hay thủ tiêu những người cùng tổ chức có cảm tình với Chính phủ.
Quốc hội khóa I của Việt Nam đã cử ra Chính phủ Liên hiệp Kháng chiến do Hồ Chí Minh làm Chủ tịch (Hồ Chí Minh đạt số phiếu cao nhất với 169.222 lá phiếu, chiếm 98,4%). Đại biểu quốc hội chủ yếu là nhân sĩ trí thức, người ngoài Đảng. Hồ Chí Minh trở thành Chủ tịch Nước Việt Nam Dân chủ Cộng hòa, và với chức danh Chủ tịch Chính phủ Việt Nam Dân chủ Cộng hòa, ông cũng đảm nhiệm luôn công việc của thủ tướng. Chính phủ này, cho tới cuối năm 1946, đã trải qua 3 lần thay đổi cơ cấu và nhân sự vào các thời điểm: ngày 1 tháng 1; tháng 3; và ngày 3 tháng 11.
Nhà nước và chính phủ của Hồ Chí Minh đối mặt với hàng loạt khó khăn cả về đối nội và đối ngoại. Về đối ngoại, lúc này Việt Nam chưa được bất cứ quốc gia nào công nhận, không phải thành viên Liên Hợp Quốc, cũng như không nhận được sự ủng hộ nào về vật chất của các nước khác. Ngoài 200.000 quân Trung Hoa Dân quốc ở miền Bắc, còn có quân Anh, quân Pháp (vào thời điểm toàn quốc kháng chiến, tháng 12 năm 1946, Pháp có khoảng 60.000 quân) và khoảng 60.000 quân Nhật. Về đối nội, "giặc đói, giặc dốt" – như chính cách ông gọi – và ngân quỹ trống rỗng là những vấn đề hệ trọng nhất.
Bởi thế, Hồ Chí Minh chú trọng đến việc phát triển giáo dục, mà trước hết là xóa nạn mù chữ bằng cách mở các lớp học Bình dân học vụ. Tháng 9 năm 1945, nhân ngày khai trường, Hồ Chí Minh đã viết thư gửi cho học trò Việt Nam. Thư có đoạn:
| “             | Non sông Việt Nam có trở nên tươi đẹp hay không, dân tộc Việt Nam có bước tới đài vinh quang để sánh vai với các cường quốc năm châu được hay không, chính là nhờ một phần lớn ở công học tập của các em. | ” |
| — Hồ Chí Minh | |   |

Để diệt "giặc đói", ngoài việc kêu gọi tăng gia sản xuất, ông đề nghị đồng bào "cứ 10 ngày nhịn ăn 1 bữa, mỗi tháng nhịn 3 bữa" để đem số gạo tiết kiệm được cứu dân nghèo. Bản thân Hồ Chí Minh cũng gương mẫu thực hiện việc nhịn ăn cứu đói này.
Để đối phó với giặc ngoại xâm, Hồ Chí Minh thi hành một chính sách đối ngoại mềm dẻo và nhẫn nhịn. Ông nói: 
| “             | Chính sách của ta hiện nay là chính sách Câu Tiễn, nhưng nhẫn nhục không phải là khuất phục. | ” |
| — Hồ Chí Minh |                                                                                              |   |

Tháng 10 năm 1945, khi Hà Ứng Khâm, Tổng Tham mưu trưởng của quân đội Trung Hoa Dân quốc tới Hà Nội, 300.000 người được huy động xuống đường, hô vang các khẩu hiệu "Ủng hộ chính phủ Hồ Chí Minh", "Ủng hộ chính phủ lâm thời nước Việt Nam Dân chủ Cộng hòa" để "đón tiếp". Theo quan niệm của Hồ Chí Minh, Trung Hoa Quốc dân Đảng muốn làm thất bại ý đồ của Pháp định khôi phục lại địa vị tại Đông Dương và muốn ngăn chặn sự liên minh của người Việt Nam với các lực lượng cộng sản Trung Quốc trong phạm vi quyền lợi của Trung Quốc. Ông chấp nhận cung cấp gạo (ban đầu kiên quyết từ chối) cho quân Trung Hoa Dân quốc đang làm nhiệm vụ giải giáp quân đội Nhật tại Việt Nam. Quân Trung Hoa Dân quốc cũng được tiêu giấy bạc "kim quan" và "quốc tệ" tại miền Bắc.
Điều làm Hồ Chí Minh lo ngại là trong một số giới, đặc biệt là tầng lớp trung lưu Việt Nam, người ta vẫn gắn mác cho ông và Việt Minh là "Cộng sản". Những người thuộc đảng phái quốc gia thân Trung Quốc thì lại không bị như vậy, nên ông phải làm mọi cách để gạt bỏ cái nhãn hiệu nói trên. Tháng 11 năm 1945, ông quyết định cho Đảng Cộng sản Đông Dương tự giải tán. Về mặt công khai, đảng của ông không còn hiện diện mà chỉ có một bộ phận hoạt động dưới danh nghĩa Hội nghiên cứu Chủ nghĩa Mác ở Đông Dương. Ông kêu gọi các đảng viên nếu tự xét thấy mình không đủ phù hợp thì nên tự rút lui khỏi hàng ngũ lãnh đạo chính quyền.
Với tư tưởng đặt lợi ích quốc gia lên hàng đầu, Hồ Chí Minh kêu gọi và thực hiện triệt để chính sách đại đoàn kết dân tộc bằng cách mời nhiều nhân sĩ, trí thức tham gia các Chính phủ và Quốc hội. Trước Quốc hội, ông tuyên bố: "Tôi chỉ có một Đảng – đảng Việt Nam". Trong số những nhân sĩ, trí thức do ông mời được lựa chọn vào các vị trí trong Chính phủ, có khá nhiều người vốn không tham gia Việt Minh. Đó là các bộ trưởng: Huỳnh Thúc Kháng, Nguyễn Văn Huyên, Trần Đăng Khoa, Hoàng Tích Trí, Vũ Đình Hòe, Chu Bá Phượng, Nguyễn Văn Tố và Bồ Xuân Luật. Năm 1947, Chính phủ được cải tổ với sự tham gia thêm của một số trí thức khác, như Phan Anh, Hoàng Minh Giám. Về sau này ông cho biết:
"Khi tổ chức Chính phủ lâm thời, có những đồng chí trong Ủy ban Trung ương do Quốc dân Đại hội bầu ra, đáng lẽ tham gia Chính phủ, song các đồng chí ấy đã tự động xin lui, để nhường chỗ cho những nhân sĩ yêu nước nhưng ở ngoài Việt Minh. Đó là một cử chỉ vô tư, tốt đẹp, không ham chuộng địa vị, đặt lợi ích của dân tộc, của đoàn kết nhân dân lên trên lợi ích cá nhân. Đó là một cử chỉ đáng khen, đáng kính mà chúng ta phải học".
Hồ Chí Minh xem những đảng phái quốc gia thân Trung Hoa Dân quốc như Việt Cách, Việt Quốc là bọn quốc gia giả hiệu, đầy tớ của Trung Hoa Quốc dân Đảng và không có liên hệ gì với nhân dân Việt Nam. Ông miêu tả họ là những người không có tổ chức, một nhóm cơ hội tranh giành nhau, tàn dư của các đảng phái quốc gia cũ không có chương trình hành động cơ bản nhưng lại có quá nhiều lãnh đạo. Nhưng ông chấp nhận sự hiện diện của Việt Cách, Việt Quốc trong các chính phủ liên tục được thay đổi, chấp nhận 70 ghế cho Việt Quốc, Việt Cách trong Quốc hội không cần qua bầu cử. Tuy nhiên chức trách các Bộ cũng thay đổi. Bộ trưởng Quốc phòng trở thành người lo về tài chính mà không được xem xét danh sách nhân sự, quân số, súng đạn còn các Bộ trưởng khác của các đảng phái Quốc gia chẳng có chức trách cụ thể gì, không bao giờ được tham dự bất cứ buổi họp nào của Nội các. Hồ Chí Minh cũng giao cho Võ Nguyên Giáp và Trần Quốc Hoàn, sau này trở thành Bộ trưởng Công an, nhiệm vụ vô hiệu hóa các cuộc biểu tình do Việt Nam Quốc dân Đảng và Việt Nam Cách mệnh Đồng minh Hội tổ chức nhằm chấm dứt hoạt động tuyên truyền của các đảng phái này trong dân chúng.
Khi biết Ngô Đình Diệm bị du kích Việt Minh bắt tại Tuy Hòa, Phú Yên, Hồ Chí Minh đã yêu cầu đưa Ngô Đình Diệm ra Hà Nội. Ông đã đến gặp Ngô Đình Diệm để thuyết phục ông này tham gia chính quyền Việt Nam Dân chủ Cộng hòa do Việt Minh lãnh đạo. Ngô Đình Diệm hỏi Hồ Chí Minh lý do du kích địa phương xử bắn anh của ông thì được Hồ Chí Minh giải thích rằng đó là một sai lầm do đất nước đang rơi vào tình trạng hỗn loạn. Sau đó Hồ Chí Minh mời Ngô Đình Diệm giữ chức thủ tướng vì biết rằng Diệm là một người có tài lãnh đạo. Ngô Đình Diệm trả lời rằng ông chỉ đồng ý lời mời của Hồ Chí Minh với điều kiện ông được Việt Minh thông báo về tất cả mọi hành động và biết riêng mọi quyết định của họ. Hồ Chí Minh từ chối yêu cầu này và Ngô Đình Diệm không chấp nhận hợp tác với Hồ Chí Minh.

Hồ Chí Minh và Phạm Văn Đồng tại Paris, 1946.

Theo Hiệp ước Pháp-Hoa, ký ngày 28 tháng 2 năm 1946, quân Pháp thay thế quân của Tưởng Giới Thạch. Một tuần sau, ngày 6 tháng 3 năm 1946, Hồ Chí Minh cùng Vũ Hồng Khanh ký với Jean Sainteny – Ủy viên Pháp ở miền bắc Đông Dương - bản Hiệp định Sơ bộ với Pháp, với 3 nội dung chủ chốt:
- Pháp công nhận Việt Nam "là một nước tự do, là một phần tử trong Liên bang Đông Dương thuộc Liên hiệp Pháp". Trước đó, đàm phán căng thẳng khi ông muốn Việt Nam được công nhận là quốc gia độc lập và phản đối kịch liệt khi Pháp muốn dùng chữ "Quốc gia Tự trị" để mô tả Tổ quốc của ông.
- Pháp được đưa 15.000 quân ra Bắc thế cho quân Tưởng, nhưng phải rút trong 5 năm, mỗi năm rút 1/5 quân số.
- Ngừng xung đột, giữ nguyên quân đội tại vị trí cũ.

Chủ tịch Hồ Chí Minh cùng với các ông Dương Bạch Mai (đội mũ phớt), Phạm Văn Đồng, Trần Ngọc Danh, Vũ Đình Huỳnh (đội mũ ca lô) tại khu rừng Boulogne trong thời gian ở Pháp, ngày 23/6/1946.

Ngày 31 tháng 5 năm 1946, Hồ Chí Minh lên đường sang Pháp theo lời mời của chính phủ nước này; cùng ngày, phái đoàn Chính phủ do Phạm Văn Đồng dẫn đầu cũng khởi hành sang Pháp tham dự Hội nghị Fontainebleau 1946. Trước khi đi, ông bàn giao quyền lãnh đạo đất nước cho Huỳnh Thúc Kháng với lời dặn "Dĩ bất biến, ứng vạn biến". Tại Việt Nam, ông dự đoán thời gian ở Pháp là "...có khi một tháng, có khi hơn"  nhưng cuối cùng ông đã ở Pháp gần 4 tháng (Hội nghị Fontainebleau diễn ra từ 6 tháng 7 tới 10 tháng 9 năm 1946) mà không thể cứu vãn được nền hòa bình.
Trong khi Hồ Chí Minh đang ở Pháp, các lãnh đạo Việt Nam Quốc dân Đảng và Việt Nam Cách mệnh Đồng minh Hội lần lượt rời bỏ Chính phủ liên hiệp vì bất đồng với Việt Minh về việc ký Hiệp định Sơ bộ cho phép quân Pháp quay trở lại Việt Nam cũng như không muốn sáp nhập quân đội vào biên chế Vệ quốc đoàn dưới sự chỉ huy của Bộ Quốc phòng do Việt Minh kiểm soát do lo sợ bị khống chế rồi bị giải tán dần. Ngày 19 tháng 6 năm 1946, Báo Cứu Quốc của Tổng bộ Việt Minh đăng xã luận kịch liệt chỉ trích "bọn phản động phá hoại Hiệp định Sơ bộ Pháp-Việt mùng 6 tháng 3". Ngay sau đó, Võ Nguyên Giáp bắt đầu chiến dịch trấn áp tất cả các đảng phái đối lập được Việt Minh coi là nguy hiểm như Việt Quốc, Việt Cách, Đại Việt, những người Trotskist, lực lượng chính trị Công giáo... bằng lực lượng công an và quân đội do Việt Minh kiểm soát với sự giúp đỡ của nhà cầm quyền Pháp. Ông cũng sử dụng các sĩ quan Nhật Bản trốn tại Việt Nam và một số vũ khí do Pháp cung cấp cho chiến dịch này. Một trong những sự kiện nổi tiếng nhất trong chiến dịch tiêu diệt các đảng phái đối lập là vụ án phố Ôn Như Hầu. Trong vụ án này, Công an khám xét trụ sở Việt Nam Quốc dân Đảng và Đại Việt Quốc dân Đảng với lý do hai đảng này âm mưu đảo chính nhằm lật đổ Chính phủ Việt Nam Dân chủ Cộng hòa. Các thành viên Việt Nam Quốc dân Đảng và Đại Việt Quốc dân Đảng có mặt tại trụ sở cũng bị bắt trong đó có đại biểu của Việt Nam Quốc dân Đảng trong Quốc hội Việt Nam khóa I là Phan Kích Nam. Sau sự kiện này các lãnh đạo Việt Nam Quốc dân Đảng và Việt Nam Cách mệnh Đồng minh Hội, từng tham gia Chính phủ, đã lưu vong sang Trung Quốc.

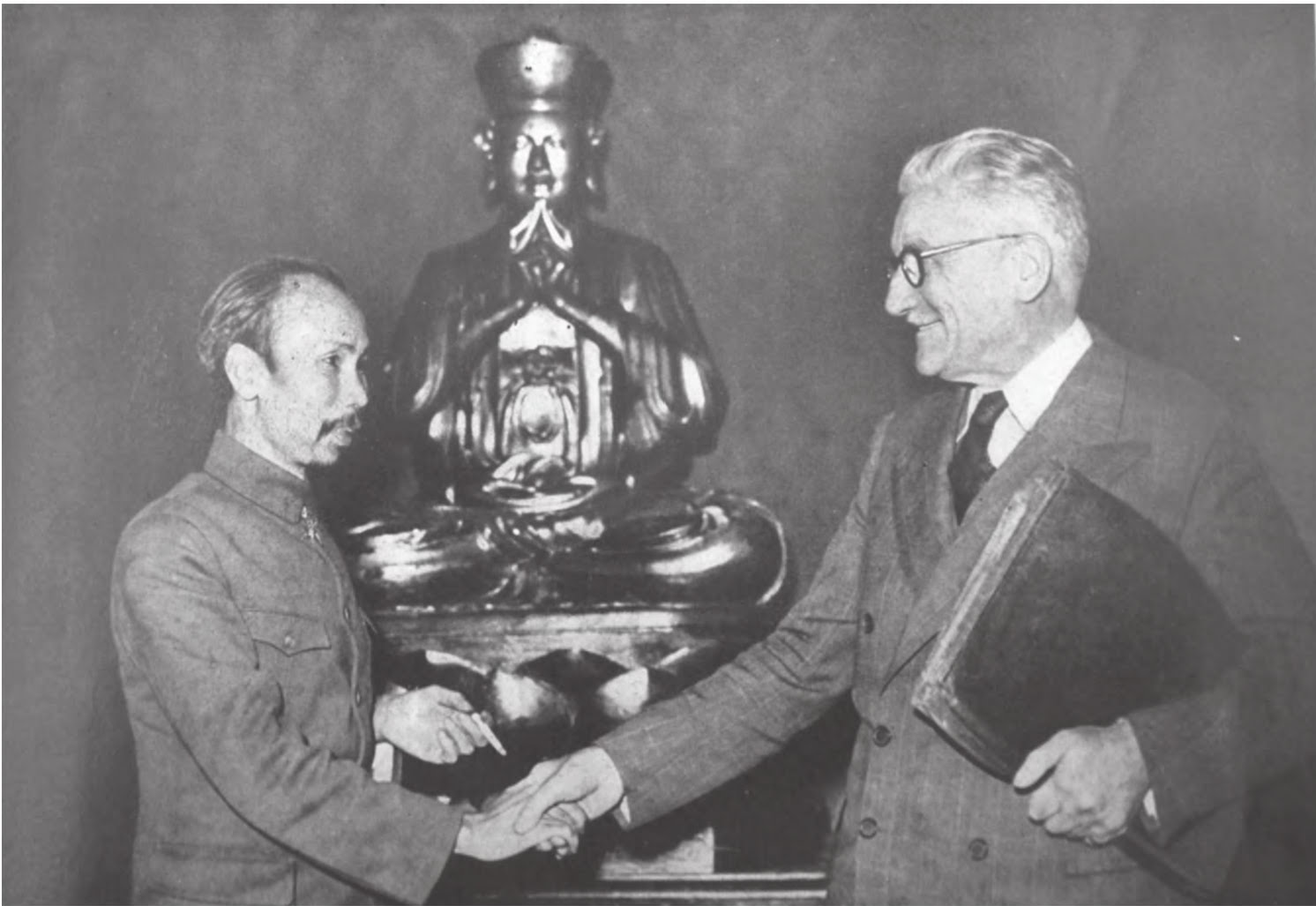
Hồ Chí Minh và Marius Moutet bắt tay sau khi ký Tạm ước Việt – Pháp.

Hội nghị Fontainebleau thất bại vì phía Pháp chần chừ không ấn định chắc chắn thời điểm và cách thức thực hiện cuộc trưng cầu dân ý ở Nam Kỳ về việc sáp nhập Nam Kỳ vào Việt Nam Dân chủ Cộng hòa theo yêu cầu của phái đoàn Việt Nam. Phái đoàn Việt Nam do Phạm Văn Đồng dẫn đầu về nước nhưng Hồ Chí Minh vẫn nán lại Pháp ký Tạm ước với Pháp. Ngày 14 tháng 9 năm 1946, Hồ Chí Minh ký với đại diện chính phủ Pháp, Bộ trưởng Thuộc địa Marius Moutet, bản Tạm ước Việt - Pháp (Modus vivendi). Trong bản Tạm ước này, hai bên Việt Nam Dân chủ Cộng hòa và Pháp cùng bảo đảm với nhau về quyền tự do của kiều dân, chế độ tài sản của hai bên; thống nhất về các vấn đề như: hoạt động của các trường học Pháp, sử dụng đồng bạc Đông Dương làm tiền tệ, thống nhất thuế quan và tái lập cải thiện giao thông liên lạc của Liên bang Đông Dương, cũng như việc thành lập ủy ban tạm thời giải quyết vấn đề ngoại giao của Việt Nam. Chính phủ Việt Nam cam kết ưu tiên dùng người Pháp làm cố vấn hoặc chuyên môn, và hai bên đã đồng ý chấm dứt mọi hành động xung đột, vũ lực cũng như tuyên truyền chống đối nhau, phóng thích tù nhân chính trị, bảo đảm không truy bức người của bên kia, và hợp tác để những kiều dân hai bên không làm hại nhau. Tạm ước cam kết sẽ có một nhân vật do Việt Nam chỉ định và Chính phủ Pháp công nhận được ủy nhiệm cạnh thượng sứ để xếp đặt cộng tác thi hành những điều thỏa thuận này. Cuối cùng, Chính phủ hai bên sẽ sớm tiếp tục đàm phán (chậm nhất là vào tháng 1 năm 1947) để tìm cách ký kết những bản thỏa thuận riêng nhằm dọn đường cho một hiệp ước chung dứt khoát.
Thế nhưng, những nhân nhượng đó cũng không tránh khỏi chiến tranh. Cuối tháng 12 năm 1946, quân Pháp gửi 3 tối hậu thư trong vòng chưa đầy một ngày đòi Chính phủ Việt Nam Dân chủ Cộng hòa phải đình chỉ mọi hoạt động chuẩn bị vũ trang, tước vũ khí của Tự vệ tại Hà Nội và trao cho quân đội Pháp quyền duy trì trị an trong thành phố. Không thể chấp nhận những yêu cầu mang tính tước đoạt chủ quyền Việt Nam của quân Pháp, ông ký lệnh kháng chiến. Tối ngày 19 tháng 12 năm 1946, Lời kêu gọi toàn quốc kháng chiến do Hồ Chí Minh chấp bút được phát trên đài phát thanh. 20 giờ tối cùng ngày, kháng chiến bùng nổ.

#### Giai đoạn Chiến tranh Đông Dương
Tháng 3 năm 1947, Hồ Chí Minh và Trung ương Đảng chuyển lên Việt Bắc. Ông kêu gọi nhân dân tiêu thổ kháng chiến, tản cư cũng là kháng chiến, phá hủy kho tàng cũng là kháng chiến (để không cho quân Pháp sử dụng lại cơ sở hạ tầng).
Từ năm 1947 cho tới năm 1950, Hồ Chí Minh lãnh đạo cuộc kháng chiến, khiến quân Pháp dần bị sa lầy và ngày càng mệt mỏi vì chiến tranh. Hồ Chí Minh đã nói về cuộc chiến này: 
"Nó sẽ là một cuộc chiến giữa voi và hổ. Nếu hổ đứng yên thì sẽ bị voi dẫm chết. Nhưng hổ không đứng yên. Ban ngày nó ẩn nấp trong rừng và ra ngoài vào ban đêm. Nó sẽ nhảy lên lưng voi, xé những mảnh da lớn, và rồi nó sẽ chạy trở lại vào rừng tối. Và dần dần, con voi sẽ chảy máu đến chết. Cuộc chiến tranh ở Đông Dương sẽ như vậy". 
Chuyến đi của Hồ Chí Minh sang Trung Quốc và Liên Xô gặp Stalin và Mao Trạch Đông năm 1950 có ý nghĩa đặc biệt, nhất là trong vấn đề Trung Quốc và Liên Xô hỗ trợ chính phủ Bắc Việt Nam phát triển chủ nghĩa cộng sản ở Việt Nam và chống Pháp. Đúng dịp Tết Nguyên đán Canh Dần năm 1950, ông thực hiện một chuyến đi bí mật sang Trung Quốc, Liên Xô. Ngày 2 tháng 1 năm 1950, ông cùng Trần Đăng Ninh, từ Tuyên Quang đi bộ tới Trùng Khánh - Cao Bằng, rồi đi tiếp đến Long Châu, Quảng Tây. Đến đây, Hồ Chí Minh bắt được liên lạc với Đảng Cộng sản Trung Quốc. Văn phòng Trung ương Đảng Cộng sản Trung Quốc đã bố trí xe đón đoàn đi Nam Ninh, từ đó đoàn đi xe lửa đến Bắc Kinh. Ông làm việc ở Bắc Kinh một tuần, sau đó cùng Trần Đăng Ninh đi xe lửa liên vận đến Liên Xô. Chuyến đi bí mật này, ông đã thành công ở cả hai phương diện chính trị và ngoại giao, đó là chuyến đi lịch sử làm tiền đề cho việc thiết lập quan hệ ngoại giao giữa Việt Nam – Liên Xô, giữa Việt Nam – Trung Quốc và các nước xã hội chủ nghĩa khác. Ngày 11 tháng 3 năm 1950, Hồ Chí Minh và Trần Đăng Ninh về đến Bắc Kinh, giữa tháng 4 năm 1950, ông mới về đến Tuyên Quang.
Tại Đại hội Đảng toàn quốc lần thứ 2 được tổ chức vào trung tuần tháng 2 năm 1951 tại Tuyên Quang, Hồ Chí Minh quyết định đưa Đảng ra hoạt động công khai trở lại. Tuy nhiên, khi này tên gọi không còn là Đảng Cộng sản nữa mà có tên mới là Đảng Lao động Việt Nam. Ông tuyên bố:
| “             | Chính vì Đảng Lao động Việt Nam là đảng của giai cấp công nhân và nhân dân lao động, cho nên nó phải là đảng của dân tộc Việt Nam. | ” |
| — Hồ Chí Minh | |   |

Tại Đại hội này, Đảng Lao động đã khởi xướng Cải cách ruộng đất nhằm xóa bỏ văn hóa phong kiến, tiêu diệt các thành phần bị xem là "bóc lột", "phản quốc" (những người theo Pháp, chống lại đất nước), "phản động" (chống lại chính quyền) như địa chủ, Việt gian, cường hào, các đảng đối lập... để lập lại công bằng xã hội, đồng thời thiết lập nền chuyên chính vô sản nhằm tiến lên chủ nghĩa xã hội một cách nhanh chóng.
Từ tháng 10 năm 1952, Hồ Chí Minh đã gửi bản "chương trình cải cách ruộng đất của Đảng Lao động Việt Nam" cho Stalin để "đề nghị xem xét và cho chỉ dẫn" và cho biết chương trình hành động được lập bởi chính ông dưới sự giúp đỡ của Lưu Thiếu Kỳ.
Cuộc cải cách ruộng đất tại Việt Nam Dân chủ Cộng hòa được phát động vào cuối năm 1953 và kéo dài cho tới cuối năm 1957. Theo tổng kết của Đảng Lao động Việt Nam, cuộc cải cách đã "đánh đổ được giai cấp địa chủ cùng bọn Việt gian phản động", phân chia lại đất canh tác một cách công bằng cho hơn 2 triệu hộ nông dân ở miền đồng bằng Bắc bộ. Tuy vậy cuộc cải cách này đã phạm nhiều sai lầm, nhất là trong việc người dân lạm dụng đấu tố và xử tử những người bị liệt vào thành phần địa chủ, thậm chí xảy ra việc dân chúng vu oan và giết nhầm cả những đảng viên trung thành. Cựu Thủ tướng Võ Văn Kiệt cho rằng, những vụ sát hại này đã "gây những tổn thất lớn về chính trị và kinh tế". Trước tình cảnh đó, từ tháng 2 năm 1956, công cuộc sửa sai được khởi sự, phục hồi được khoảng 70-80% số người bị kết án, trả lại tài sản ruộng đất. Những nhân vật cốt cán của cải cách ruộng đất bị cách chức, gồm cả Tổng Bí thư Trường Chinh. Hồ Chí Minh gửi thư cho đồng bào và cán bộ nhìn nhận sai lầm, ông khóc và nhận lỗi trước Quốc hội.
Chiến tranh Đông Dương kết thúc vào năm 1954, khi thực dân Pháp bị đánh bại tại Điện Biên Phủ, sự kiện báo hiệu sự kết thúc của chủ nghĩa thực dân trên phạm vi toàn thế giới – và dẫn đến Hiệp định Genève. Kết quả mà đoàn Việt Nam Dân chủ Cộng hòa thu nhận được kém hơn nhiều so với mục tiêu đề ra ban đầu. Tuy vậy, trên các phương tiện truyền thông chính thức, Hồ Chí Minh tuyên bố "Ngoại giao đã thắng to!".

#### Giai đoạn sau năm 1954

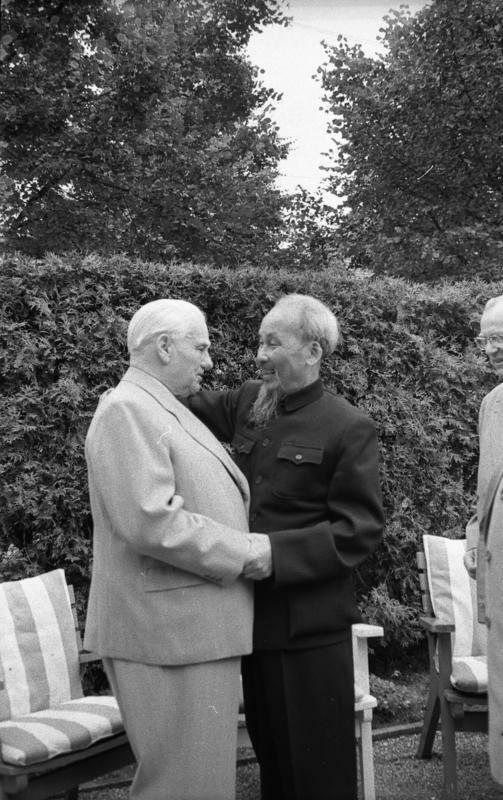
Hồ Chí Minh và Chủ tịch Cộng hòa Dân chủ Đức Wilhelm Pieck, 1957.

Ngày 8 tháng 7 năm 1957, Hồ Chí Minh ghé thăm Bắc Kinh trên đường đi Bắc Hàn, Liên Xô và Đông Âu khi chiến dịch chống phái hữu ở Trung Quốc bắt đầu. Tháng 8 năm 1957, một năm sau cuộc nổi dậy năm 1956 tại Hungary, Hồ Chí Minh dẫn đầu Đoàn Đại biểu cấp cao Việt Nam Dân chủ Cộng hòa bỏ ra năm ngày thực hiện cuộc viếng thăm hữu nghị Cộng hòa Nhân dân Hungary. Trên đường quay về Việt Nam vào cuối tháng 8 năm 1957, Hồ Chí Minh một lần nữa ghé thăm Trung Quốc và gặp các lãnh đạo Trung Quốc lúc ấy đang bận rộn với chiến dịch chống phái hữu. Theo Trình Ánh Hồng (một nhà nghiên cứu Trung Quốc), có lẽ ông đã bị ấn tượng mạnh về phong trào Trăm hoa đua nở, trăm nhà đua tiếng và ý định thực hiện giống như chiến lược của Mao Trạch Đông nhằm buộc những người có quan điểm trái ngược với Đảng Cộng sản Trung Quốc lộ mình. Đối với Việt Nam Dân chủ Cộng hòa, tình hình quốc tế cuối năm 1957 và đầu 1958 đã chuyển biến rất khác giai đoạn trước đó. Khoảng hai tuần sau khi trở về nước, Hồ Chí Minh dùng bút danh Trần Lực, đăng một bài trên báo Nhân dân ngày 16 tháng 9 năm.1957 với tựa đề "Đập tan tư tưởng hữu khuynh", lên án đó là tư tưởng độc hại và dễ lan tràn như cỏ dại, sau đó Phong trào Nhân Văn - Giai Phẩm bị dập tắt. Trước đó, một xã luận của báo Nhân dân ở Việt Nam, viết rằng: "Chúng ta không thể cho phép bất kỳ ai lợi dụng tự do dân chủ và tự do ngôn luận để tách rời nhân dân khỏi Đảng."

Hai năm sau (1959), Hồ Chí Minh tới thăm thủ đô Bắc Kinh nhân dịp kỷ niệm 10 năm cách mạng Trung Quốc. Trong những cuộc đàm phán riêng, ông nhận được sự hứa hẹn của cả Bắc Kinh lẫn Moskva để viện trợ thêm vũ khí và dân sự, nhưng đã khôn khéo từ chối những đề nghị gửi quân tình nguyện hay cố vấn quân sự đến Việt Nam. Về quan hệ cá nhân, Hồ Chí Minh có quan hệ bạn bè thân thiết với Chu Ân Lai, và Diệp Kiếm Anh.

Chủ tịch Hồ Chí Minh thăm một đồi cây ở Phú Thọ, 1964.

Đầu tháng 9 năm 1963, Hồ Chí Minh lần đầu đi điều dưỡng trị liệu ở suối nước nóng Tùng Hóa, tỉnh Quảng Đông, Trung Quốc. Chu Ân Lai và Trần Nghị từ Bắc Kinh đến thăm ông, sắp xếp việc sinh hoạt hàng ngày và chăm sóc sức khoẻ cho Hồ Chí Minh. Ảnh chân dung thường thấy hiện nay của Hồ Chí Minh được treo ở các nơi quan trọng của Việt Nam là do nhiếp ảnh gia Lục Văn Tuấn (陸文駿) của "Quảng Đông họa báo" (廣東畫報) chụp trong thời gian ông điều dưỡng trị liệu ở suối nước nóng Tòng Hóa.
Ít lâu sau khi Hoa Kỳ bắt đầu cuộc chiến tranh không kích, ném bom vào miền Bắc Việt Nam, Hồ Chí Minh nhận được điện từ nhà triết học nổi tiếng người Anh Bertrand Russell - một người yêu hòa bình. Trong điện này, Russell nêu ra quan điểm chống đối của mình đối với sự can thiệp của quân đội Hoa Kỳ trong chiến tranh Việt Nam. Đáp lại, ông gửi Russell điện cảm ơn vào ngày 10 tháng 8 năm 1964. Điện này có đoạn:
| “             | Chúng tôi luôn thiết tha với hòa bình và chủ trương giải quyết vấn đề Việt Nam bằng phương pháp hòa bình. Tôi cảm ơn cụ đã quan tâm đến tình hình nghiêm trọng do Mỹ gây ra trên đất nước chúng tôi và xin gửi cụ lời chào kính trọng. | ” |
| — Hồ Chí Minh | |   |

Ngày 8 tháng 2 năm 1967, Tổng thống Mỹ Johnson gửi thư cho Chủ tịch Hồ Chí Minh của Việt Nam Dân chủ Cộng hòa. Nội dung thư có đại ý là người Mỹ nhiều lần gửi đến chính phủ Hồ Chí Minh mong muốn hoà bình bằng nhiều phương tiện khác nhau nhưng không đạt kết quả nào và đề nghị chấm dứt cuộc xung đột tại Việt Nam để không tiếp tục gây đau khổ cho nhân dân hai miền Việt Nam cũng như nhân dân Mỹ. Tổng thống Mỹ cam kết sẽ ngừng ném bom miền Bắc Việt Nam và ngừng tăng thêm quân tại miền Nam Việt Nam ngay khi miền Bắc chấm dứt đưa quân vào miền Nam. Hai bên cùng kiềm chế leo thang chiến tranh để đối thoại song phương một cách nghiêm túc hướng đến hòa bình. Việc tiếp xúc có thể diễn ra ở Moskva, Miến Điện hay bất cứ nơi nào Bắc Việt Nam muốn.
Ngày 15 tháng 2 năm 1967, Hồ Chí Minh viết thư trả lời Johnson tố cáo Mỹ đã xâm lược Việt Nam, vi phạm những cam kết của đại diện Mỹ tại Hội nghị Genève, gây ra nhiều tội ác chiến tranh tại cả hai miền Nam Bắc Việt Nam. Trong thư, Hồ Chí Minh khẳng định nhân dân Việt Nam quyết tâm đánh thắng Mỹ bằng mọi giá. Nếu Mỹ muốn trực tiếp đối thoại với Việt Nam Dân chủ Cộng hòa thì trước tiên phải ngừng ném bom vô điều kiện miền Bắc Việt Nam. Chỉ có thể đạt được hòa bình nếu Mỹ chấm dứt những hoạt động quân sự, rút quân Mỹ và đồng minh khỏi miền Nam để người Việt Nam tự giải quyết vấn đề của mình, đồng thời công nhận Mặt trận Dân tộc Giải phóng miền Nam Việt Nam.

#### Giai đoạn cuối đời
Từ khoảng nửa cuối thập niên 1960, do sức khỏe suy giảm, Hồ Chí Minh giảm dần các hoạt động chính trị, thường xuyên sang Trung Quốc tham quan, nghỉ ngơi và dưỡng bệnh (nhất là trong 3 năm cuối đời khi ông liên tục ốm nặng). Bắt đầu từ năm 1963, Hồ Chí Minh dần bàn giao công việc cho Bí thư thứ nhất Lê Duẩn, người mà Hồ Chí Minh đã gọi ra Hà Nội gấp vào năm 1957 để trực tiếp giúp ông điều hành công việc chung của Đảng. Lê Duẩn chưa sát cánh làm việc với Hồ Chí Minh ngay từ những năm 1940 như Phạm Văn Đồng, Võ Nguyên Giáp hay Trường Chinh, nhưng khi mà đất nước Việt Nam đang bị chia cắt, cách hay nhất để bảo đảm Đảng Lao động Việt Nam sẽ đại diện cho tất cả người Việt Nam, là đưa một cán bộ từ miền Nam lên lãnh đạo toàn Đảng. Quyết định của Hồ Chí Minh về việc ông sẽ bàn giao công việc cho Lê Duẩn, và việc ông ủng hộ Lê Duẩn trong cuộc bầu cử 1960 là một cách để đảm bảo sự đoàn kết đất nước.
Hồ Chí Minh dần lui về nắm giữ vai trò biểu tượng của cách mạng, dành nhiều thời gian để đi thăm hỏi, động viên cán bộ và đồng bào, và viết báo. Bí thư thứ nhất Lê Duẩn là người chủ trương tích cực thúc đẩy quá trình thống nhất đất nước bằng cách đẩy mạnh cuộc chiến tranh chống Mỹ ở miền Nam. Tuy nhiên với vai trò và uy tín to lớn, các quyết sách lớn (như Tổng tiến công Tết Mậu Thân hay việc đàm phán ở Paris) vẫn cần sự tham gia chỉ đạo và phê duyệt của Hồ Chí Minh.
Trong giai đoạn 1951–1969, Hồ Chí Minh nắm giữ chức vụ Chủ tịch Đảng. Đây là chức vụ lớn nhất trong lịch sử Đảng Cộng sản Việt Nam, hơn cả chức vụ Tổng Bí thư (sau khi Chủ tịch Hồ Chí Minh qua đời năm 1969, Bộ Chính trị thống nhất coi đây là chức vụ danh dự cao nhất chỉ dành riêng cho Hồ Chí Minh nên đã bãi bỏ việc người khác tiếp nối chức vụ này, vì vậy Hồ Chí Minh là người duy nhất trong lịch sử nắm chức vụ Chủ tịch Đảng Cộng sản Việt Nam).
Trong thời gian chuẩn bị diễn ra cuộc Tổng tiến công Tết Mậu Thân 1968, Hồ Chí Minh đang trong đợt dưỡng bệnh dài ngày tại Trung Quốc (ông liên tục ốm nặng kể từ năm 1966, phải sang Trung Quốc chữa bệnh nhiều lần, hầu như cả năm 1967 ông ở Trung Quốc chữa bệnh). Tuy phải đi chữa bệnh, nhưng do tầm quan trọng của chiến dịch, ông vẫn quay về Việt Nam 2 lần (vào tháng 7 và tháng 12 năm 1967) để chỉ đạo xây dựng và phê duyệt quyết định tiến hành cuộc Tổng tiến công và nổi dậy Tết Mậu Thân.
Đến cuối tháng 12 năm 1967, kế hoạch cơ bản đã hoàn thành, nhưng cần có một cuộc họp Bộ Chính trị để rà soát lại toàn bộ. Sáng ngày 21 tháng 12 năm 1967, Văn phòng Trung ương điện sang mời ông trở về dự hội nghị Bộ Chính trị sẽ khai mạc vào sáng 28 tháng 12 năm 1967. Tối ngày 23 tháng 12, Hồ Chí Minh đi máy bay về đến Hà Nội, các lãnh đạo gồm Lê Duẩn, Phạm Văn Đồng, Lê Đức Thọ ra đón ông tại sân bay, cùng về nhà và báo cáo công tác chuẩn bị. Ngày 28 tháng 12 năm 1967, Bộ Chính trị họp phiên đặc biệt ngay bên nhà sàn của Hồ Chí Minh, cùng ông thống nhất lần cuối kế hoạch Tổng công kích, Tổng khởi nghĩa Tết Mậu Thân.
Ngày 30 tháng 12 năm 1967, Chủ tịch Hồ Chí Minh lại dự họp Bộ Chính trị. Sáng ngày 31 tháng 12 năm 1967, Hồ Chí Minh đi ra Phủ Chủ tịch để thu thanh bài thơ chúc mừng năm mới có tên "Toàn thắng ắt về ta", được coi là hiệu lệnh mở màn cuộc Tổng tiến công. Chiều ngày 1 tháng 1 năm 1968, Bộ Chính trị đến làm việc, Hồ Chí Minh căn dặn công việc trước khi lên đường sang Trung Quốc tiếp tục dưỡng bệnh. Ngoài liên lạc điện thoại, các lãnh đạo Việt Nam vẫn thay nhau đến Bắc Kinh, trực tiếp báo cáo và xin ý kiến Hồ Chí Minh. Chiều ngày 20 tháng 1 năm 1968, Lê Đức Thọ sang báo cáo công việc với Hồ Chí Minh. Sáng ngày 25 tháng 1 năm 1968, đến lượt Đại tướng Võ Nguyên Giáp đến trực tiếp báo cáo với Hồ Chủ tịch về công tác chuẩn bị Tổng tiến công và nổi dậy Tết Mậu Thân. Hiệu lệnh mở màn cuộc tổng tấn công chính là bài thơ chúc Tết của Hồ Chí Minh phát trên Đài tiếng nói Việt Nam:
| “             | Xuân này hơn hẳn mấy Xuân qua, Thắng trận tin vui khắp nước nhà. Nam Bắc thi đua đánh giặc Mỹ, Tiến lên! Toàn thắng ắt về ta. | ” |
| — Hồ Chí Minh | |   |

Sau cuộc Tổng tiến công Tết Mậu Thân 1968, Mỹ phải chấp nhận ngồi vào bàn đàm phán hòa bình với Việt Nam. Hồ Chí Minh gọi Lê Đức Thọ về gấp Hà Nội để giao nhiệm vụ sang Paris làm Cố vấn cao cấp Đoàn đại biểu Chính phủ Việt Nam Dân chủ Cộng hòa. Trong lá thư viết tay gửi Bộ Chính trị, Hồ Chí Minh ghi rõ: "... Anh Sáu (Lê Đức Thọ) nên về ngay (trước tháng 5 năm 1968) để tham gia phái đoàn ta đi gặp đại biểu Mỹ". Chủ tịch Hồ Chí Minh cũng ký sắc lệnh cử ông Xuân Thủy làm Bộ trưởng, Trưởng đoàn đàm phán tại Hội nghị Paris. Trước khi đoàn đàm phán lên đường, Hồ Chí Minh đã căn dặn phái đoàn: đừng để nước Mỹ bẽ bàng, đừng xúc phạm nhân dân Mỹ vì Việt Nam chỉ chiến đấu với giới cầm quyền hiếu chiến của Mỹ, về nguyên tắc quyết không nhượng bộ song về phương pháp thì "dĩ bất biến, ứng vạn biến".
Hồ Chí Minh bắt đầu viết di chúc vào dịp sinh nhật lần thứ 75 của ông vào ngày 10 tháng 5 năm 1965, và sửa lại trong những dịp sinh nhật tiếp theo. Ông mang di chúc ra viết và dặn lại Vũ Kỳ: "Chú cất giữ cẩn thận, sang năm, mồng 10 tháng 5 nhớ đưa lại cho Bác". Mở đầu bản di chúc năm 1965 có đoạn: "Nhân dịp mừng 75 tuổi... Năm nay tôi 75 tuổi, tinh thần vẫn sáng suốt, thân thể vẫn mạnh khỏe. Tuy vậy, tôi cũng là lớp người 'xưa nay hiếm'..." 
Trong di chúc, ông có viết: 
| “             | Điều mong muốn cuối cùng của tôi là: Toàn Đảng toàn dân ta đoàn kết phấn đấu, xây dựng một nước Việt Nam hòa bình, thống nhất, độc lập, dân chủ và giàu mạnh, và góp phần xứng đáng vào sự nghiệp cách mạng thế giới. | ” |
| — Hồ Chí Minh | |   |

| “             | Đảng cần phải có kế hoạch thật tốt để phát triển kinh tế và văn hóa nhằm không ngừng nâng cao đời sống của nhân dân. | ” |
| — Hồ Chí Minh | |   |

### Qua đời

Các em thiếu nhi khóc trong lễ tang Chủ tịch Hồ Chí Minh năm 1969.

Trong những năm cuối đời, do tuổi cao nên Hồ Chí Minh bị chứng suy tim không thể chữa khỏi. Chiều ngày 12 tháng 8 năm 1969, Hồ Chí Minh vẫn còn khỏe, ông nghe Lê Đức Thọ báo cáo tình hình Hội nghị Paris. Đêm hôm đó, ông lên cơn sốt và ho, rồi những ngày sau đó bệnh nặng hơn. Bác sĩ nói tim của ông đã quá yếu, khó mà cứu chữa. Sau 2 tuần nằm trên giường bệnh, đêm ngày 1 tháng 9, ông bị hôn mê. Đến 6 giờ sáng ngày 2 tháng 9 năm 1969, Hồ Chí Minh ngừng thở, các bác sĩ phải cho thở máy. Đến 9 giờ sáng ngày 2 tháng 9 năm 1969, Hồ Chí Minh bị một cơn suy tim nặng, các bác sĩ phải thực hiện công việc cấp cứu nhưng không có kết quả. Theo dõi trên máy điện tim thì đến 9 giờ 15 phút, trái tim của Hồ Chí Minh đã ngừng đập.
Hồ Chí Minh qua đời vào hồi 9 giờ 47 phút sáng ngày 2 tháng 9 năm 1969 tại thủ đô Hà Nội, do bị suy tim, hưởng thọ 79 tuổi. Do hoàn cảnh thời chiến, để tránh trùng với ngày Quốc khánh, Ban Lãnh đạo Đảng công bố ngày mất của ông là ngày 3 tháng 9, đến năm 1989 mới công bố lại là ngày 2 tháng 9.
Hà Nội đã nhận được hơn 22.000 bức điện chia buồn từ 121 nước trên khắp thế giới. Nhiều nước trong khối xã hội chủ nghĩa đã tự tổ chức truy điệu và đưa ra những lời ca ngợi ông. Một tuyên bố chính thức từ Moskva đã gọi Hồ Chí Minh là một "người con vĩ đại của dân tộc Việt Nam anh hùng, nhà lãnh đạo xuất chúng của phong trào Cộng sản quốc tế và phong trào giải phóng dân tộc, và một người bạn lớn của Liên bang Xô Viết". Từ các nước Thế giới thứ ba, người ta ca ngợi ông trong vai trò của người bảo vệ những con người bị áp bức. Một bài báo xuất bản ở Ấn Độ miêu tả ông là sự kết tinh của "nhân dân và hiện thân của khát vọng đấu tranh cho tự do và cho sự đấu tranh bền bỉ của nhân dân". Những bài báo khác đề cao phong cách giản dị và đạo đức cao của ông. Một bài xã luận trên một tờ báo của Uruguay viết: 
“ Ông có một trái tim bao la như vũ trụ và tình yêu trẻ thơ vô bờ bến. Ông là hình mẫu của sự giản dị trong mọi mặt. ”
Phản ứng từ các nước phương Tây dè dặt hơn. Nhà Trắng và các quan chức cấp cao của Hoa Kỳ từ chối bình luận. Báo chí phương Tây đặt sự chú ý cao đối với cái chết của Hồ Chí Minh. Các tờ báo ủng hộ phong trào phản chiến có xu hướng miêu tả ông như là một đối thủ xứng đáng và là người bảo vệ cho những con người bị áp bức. Ngay cả những tờ báo đã từng phản đối mạnh mẽ chính quyền Hà Nội cũng ghi nhận Hồ Chí Minh là người đã cống hiến cả cuộc đời cho công cuộc kiếm tìm độc lập và thống nhất đất nước Việt Nam của ông, đồng thời là tiếng nói nổi bật trong việc bảo vệ những dân tộc bị áp bức trên toàn thế giới.

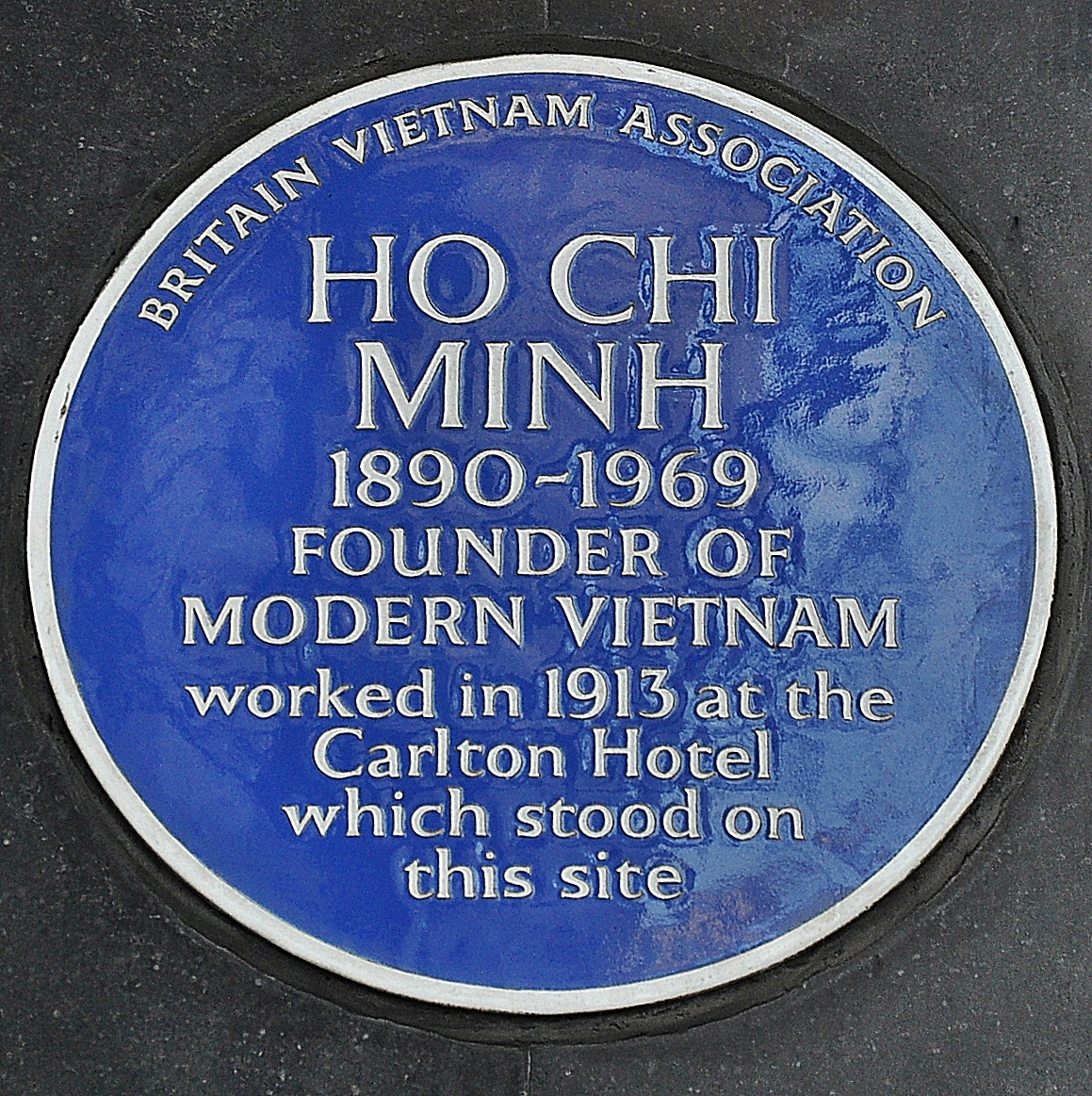
Bia tưởng niệm tại Khách sạn Carlton, nơi Nguyễn Tất Thành làm việc năm 1913.

Tang lễ được tổ chức vào ngày 9 tháng 9 tại Quảng trường Ba Đình với hơn 100.000 người đến dự, trong đó có các đoàn đại biểu từ các nước xã hội chủ nghĩa. Hàng triệu người trên khắp đất nước Việt Nam đã khóc. Điếu văn truy điệu ông do Bí thư thứ nhất Lê Duẩn đọc có những dòng sau:
| “         | Hồ Chủ tịch kính yêu của chúng ta không còn nữa. Tổn thất này vô cùng lớn lao. Đau thương này thật là vô hạn! Dân tộc ta, nhân dân ta, non sông đất nước ta đã sinh ra Hồ Chủ tịch - Người anh hùng dân tộc vĩ đại. Và chính Người đã làm rạng rỡ dân tộc ta, nhân dân ta và non sông đất nước ta... | ” |
| — Lê Duẩn | |   |

Quốc tang tại Việt Nam Dân chủ cộng hòa tổ chức trong 7 ngày từ 4 đến 10 tháng 9 năm 1969. Ủy ban Lễ tang Nhà nước có 26 vị, đứng đầu là Lê Duẩn, Bí thư thứ nhất Trung ương Đảng Lao động. Đoàn đại biểu miền Nam Việt Nam do Luật sư Nguyễn Hữu Thọ, Chủ tịch Đoàn chủ tịch Ủy ban Trung ương Mặt trận Dân tộc Giải phóng miền Nam Việt Nam, Chủ tịch Hội đồng Cố vấn Chính phủ Cách mạng lâm thời Cộng hòa miền Nam Việt Nam dẫn đầu, Đoàn đại biểu Liên Xô do Alexei Kosygin, Ủy viên Bộ Chính trị, Chủ tịch Hội đồng Bộ trưởng Liên Xô  dẫn đầu, đoàn đại biểu Trung Quốc do Chu Ân Lai, Ủy viên thường vụ Bộ Chính trị, Thủ tướng Quốc vụ viện dẫn đầu, đoàn đại biểu Cộng hòa dân chủ nhân dân Triều Tiên do Choi Yong-kun, Ủy viên Đoàn Chủ tịch Bộ Chính trị, Chủ tịch Đoàn chủ tịch Hội nghị nhân dân tối cao dẫn đầu, đoàn đại biểu Cuba do thiếu tá Juan Almeida Bosque, Ủy viên Bộ Chính trị, Thứ trưởng Bộ Quốc phòng dẫn đầu, đoàn đại biểu Vương quốc Campuchia do Quốc trưởng Norodom Sihanouk dẫn đầu, đoàn đại biểu Mặt trận Lào Yêu nước do Hoàng thân Souphanouvong dẫn đầu, đoàn đại biểu Liên minh lực lượng trung lập yêu nước Lào, nhiều đoàn Chính phủ, Đảng Cộng sản và chính đảng các nước và tổ chức quốc tế tới viếng. Ủy ban Trung ương Mặt trận Dân tộc Giải phóng miền Nam Việt Nam, Ủy ban Trung ương Liên minh các lực lượng Dân tộc, Dân chủ và Hòa bình Việt Nam, Chính phủ Cách mạng lâm thời Cộng hòa miền Nam Việt Nam và Hội đồng Cố vấn Chính phủ đã tổ chức hội nghị liên tịch quyết định tổ chức lễ tang ở miền Nam Việt Nam trong 9 ngày từ 3 đến 11 tháng 9 năm 1969. Ban Tổ chức lễ tang tại miền Nam gồm 26 vị. Ngoài đoàn đại biểu miền Nam (đoàn chung), hội nghị còn cử 6 đoàn ra Bắc viếng gồm các đoàn: Mặt trận Dân tộc giải phóng miền Nam Việt Nam do Chủ tịch Nguyễn Hữu Thọ dẫn đầu, Liên minh các lực lượng Dân tộc, Dân chủ và Hòa bình Việt Nam do Chủ tịch Trịnh Đình Thảo dẫn đầu, Chính phủ Cách mạng Lâm thời Cộng hòa Miền Nam Việt Nam do Phó chủ tịch Nguyễn Đóa dẫn đầu, Đảng Nhân dân Cách mạng Việt Nam do Phó bí thư Ban Chấp hành Trung ương Đảng Nguyễn Văn Linh dẫn đầu, đoàn đại biểu các dân tộc ít người miền Nam do ông Y Bih Aleo, Phó chủ tịch Mặt trận Dân tộc giải phóng miền Nam Việt Nam, Chủ tịch Phong trào tự trị dân tộc Tây Nguyên, ủy viên Hội đồng Cố vấn Chính phủ dẫn đầu, đoàn đại biểu Các lực lượng vũ trang nhân dân giải phóng miền Nam Việt Nam do ông Nguyên Minh Châu cán bộ cao cấp Các lực lượng vũ trang dẫn đầu. Hội nghị quyết định ngừng tấn công quân sự ba ngày, Bộ Chỉ huy Các lực lượng vũ trang nhân dân giải phóng ra mệnh lệnh cụ thể. Ngày 8 tháng 9 tại miền Nam tổ chức lễ viếng và truy điệu, có sự tham dự của Chủ tịch Chính phủ Huỳnh Tấn Phát, Phó chủ tịch Nguyễn Văn Kiết,...  Lễ viếng cũng tổ chức tại Đại sứ quán nhiều nước. Hai đoàn đại biểu Việt Nam Dân chủ cộng hòa, Cộng hòa miền Nam Việt Nam tại bàn đàm phán Paris tổ chức tang lễ. Lễ truy điệu tại Hà Nội ngày 9 tháng 9 có sự tham dự của 34 đoàn đại biểu quốc tế, các lãnh đạo nước ngoài như Norodom Sihanouk, Alexei Kosygin, Lý Tiên Niệm...
Trong di chúc, ông muốn được hỏa táng và đặt tro tại ba miền đất nước. Tuy nhiên, theo nguyện vọng của Đảng Lao động, Nhà nước và nhân dân Việt Nam, Bộ Chính trị Ban Chấp hành Trung ương Đảng khóa III quyết định giữ gìn lâu dài thi hài Hồ Chí Minh để sau này nhân dân cả nước, nhất là nhân dân miền Nam, khách quốc tế có thể tới viếng ông. Theo lời kể của con trai cả của Bí thư Lê Duẩn, Lê Duẩn đã nói với Hồ Chí Minh về việc thi hài ông nên được bảo quản lâu dài để đồng bào trong Nam và cả nước được đến thăm, nghe vậy Hồ Chí Minh trở nên trầm ngâm. Tổng Bí thư Lê Duẩn từng nói với Chủ tịch Hội đồng Bộ trưởng Liên Xô:
Các đồng chí biết Bác Hồ của chúng tôi đối với dân tộc Việt Nam là thiêng liêng như thế nào. Nhất là đối với đồng bào miền Nam, họ hy sinh chiến đấu để được độc lập, thống nhất và cũng là để được gặp Bác cho toại nguyện. Bác cũng rất muốn vào Nam gặp đồng bào Miền Nam, nhưng sức khỏe của Bác không cho phép. Vì vậy chúng tôi phải giữ thi thể của Bác để đồng bào Miền Nam chúng tôi được thấy dung nhan của Bác sau ngày chiến thắng.
Từ đó đến nay, thi hài ông được bảo quản trong lăng tại Hà Nội, tương tự như đối với thi hài Lenin ở Moskva.

## Gia đình và cuộc sống cá nhân
Cha của Hồ Chí Minh là Nguyễn Sinh Sắc, mẹ là Hoàng Thị Loan. Ngoài Hồ Chí Minh, gia đình còn có ba người con khác lần lượt là Nguyễn Thị Thanh, Nguyễn Sinh Khiêm và Nguyễn Sinh Nhuận.

### Hôn nhân

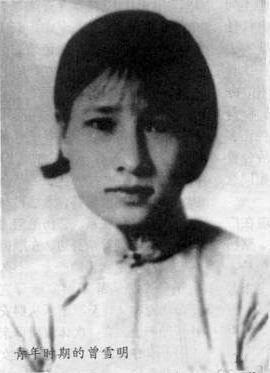
Tăng Tuyết Minh

Cho tới nay, vẫn chưa có tài liệu nào từ phía Nhà nước Việt Nam cho rằng Hồ Chí Minh đã từng kết hôn. Tuy nhiên, theo nghiên cứu của một số sử gia ngoại quốc, Hồ Chí Minh đã kết hôn với Tăng Tuyết Minh ở Quảng Châu năm 1926 cho đến khi ông rời Quảng Châu, vào khoảng tháng 4 hoặc tháng 5 năm 1927, từ đó hai người không bao giờ còn gặp lại nhau. Theo Hoàng Tranh (Viện Khoa học Xã hội Quảng Tây, Trung Quốc), sau khi trở thành Chủ tịch nước Việt Nam Dân chủ Cộng hòa, Hồ Chí Minh và Tăng Tuyết Minh đã thử tìm nhau thông qua tổ chức Đảng Cộng sản Trung Quốc và cơ quan ngoại giao Việt Nam tại Trung Quốc nhưng không thành công. Một số Ủy viên Bộ Chính trị Đảng Lao động Việt Nam, đặc biệt là Lê Duẩn phản đối việc này vì Hồ Chí Minh được nhân dân xem là cha già dân tộc, việc đoàn tụ với Tăng Tuyết Minh sẽ làm ảnh hưởng đến hình ảnh của Hồ Chí Minh cũng như sự nghiệp kháng chiến chống Mỹ cứu nước.
Về vấn đề Tăng Tuyết Minh, nhà nghiên cứu Sophie Quinn-Judge có ý kiến dè dặt hơn vì vào thời kỳ đó, đôi khi một cuộc hôn nhân diễn ra chỉ đơn thuần là tạo vỏ bọc cho những lý do chính trị; theo đó Hồ Chí Minh và Tăng Tuyết Minh đã sống chung với nhau như là cách ngụy trang để duy trì các hoạt động chính trị của họ.
Cũng theo Sophie Quinn-Judge, nếu căn cứ theo các tài liệu từ văn khố của Đệ Tam Quốc tế từ năm 1934 đến 1935, Nguyễn Thị Minh Khai từng nhận mình là vợ của Hồ Chí Minh vào thời điểm năm 1931. Khi Nguyễn Thị Minh Khai đến Moskva cuối năm 1934, bà đã viết rằng bà đã có gia đình với "Lin", bí danh của Hồ Chí Minh vào thời điểm này. Tuy nhiên, trong một cuộc phỏng vấn với Ban Tiếng Việt BBC, Sophie Quinn-Judge cũng nói thêm rằng mình "không biết chắc liệu đây có thuộc về dạng hôn nhân thật sự hay không", vì trong các thư từ của họ thường sử dụng nhiều loại mật mã, và nói chung những người hoạt động cách mạng có thể xem là "thuộc về một thế giới khác, vượt khỏi các khuôn khổ đạo đức bình thường" nên khó mà biết rõ đời tư của họ. Ngoài ra, Sophie Quinn-Judge cũng tìm ra một bức thư mà Nguyễn Thị Minh Khai viết vào năm 1933, trong đó Nguyễn Thị Minh Khai khẳng định rằng mình không hề bị vướng bận bởi chuyện chồng con, vì "người chồng" duy nhất của bà chính là sự nghiệp Cách mạng.
Theo Halberstam, năm 1945, Hồ Chí Minh từng nói với nhà báo Harold Isaacs rằng ông cô đơn, không có gia đình, không có gì cả nhưng đã từng có một người vợ. Nhưng trong nhiều cuộc gặp mặt khác, Hồ Chí Minh nhiều lần khẳng định ông không có vợ và sẽ không lấy vợ cho đến lúc dân tộc Việt Nam toàn thắng, thống nhất đất nước. Trong các thư từ, bản thân ông cũng nhiều lần khẳng định rõ ông là người không có gia đình riêng và không có con cái.

### Cuộc sống cá nhân
Hồ Chí Minh là người nghiện thuốc lá nặng. Trong buổi tiếp William C. Baggs, biên tập viên của Tin tức Miami tại Hà Nội đầu năm 1967, ông liên tục hút thuốc, loại thuốc lá Mỹ nhãn hiệu Salem. Ông ăn mặc đúng mực, lịch thiệp, nhạy cảm và không tạo áp lực lên người khác. Kiểu ăn mặc thường là áo pijama trắng cao cổ, đi dép cao su. Ông Harry Ashmore, người của Trung tâm nghiên cứu của các tổ chức dân chủ và cựu biên tập viên của Công báo Arkansas nhận xét Hồ Chí Minh  là "một người có phong thái tao nhã, rất tinh tế với một cách xử sự nhẹ nhàng và không có tâm địa cá nhân...".

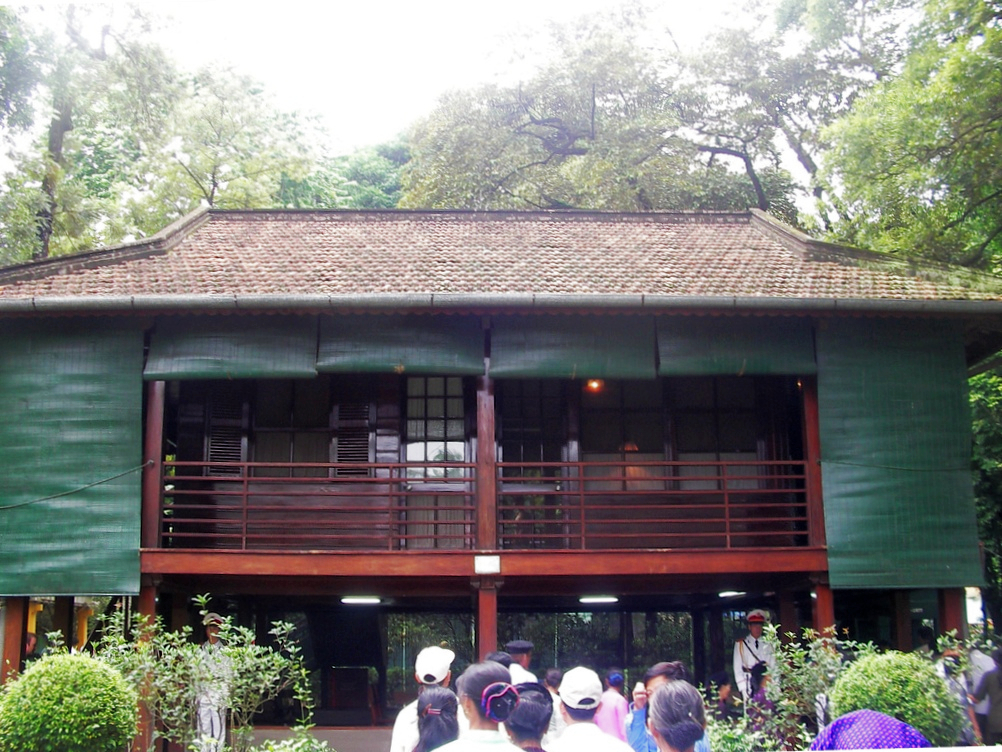
Ngôi nhà của Hồ Chí Minh tại thủ đô Hà Nội.

Ngày 19 tháng 5 năm 1946, sinh nhật Hồ Chí Minh lần đầu tiên được tổ chức nhằm mục đích nâng cao tinh thần đoàn kết dân tộc. Dù là người đứng đầu một nước nhưng sinh nhật của ông được tổ chức rất đơn sơ, giản dị và mộc mạc. Những năm sau đó, sinh nhật của ông thường chỉ được tổ chức vào năm chẵn, còn các năm khác thì ông thường lặng lẽ tổ chức một bữa "ăn tươi" nho nhỏ với vài cán bộ thân cận. Trong hai lần sinh nhật cuối đời, Hồ Chí Minh đều lấy dự thảo di chúc ra sửa lại. Tuy ông là chủ tịch của một nước nhưng đời sống sinh hoạt hằng ngày cũng chẳng khác mấy so với người thường. Ông sống trong một căn nhà sàn. Bữa ăn đạm bạc của ông đã được nhận xét là rất giản dị và đơn sơ với thức ăn đạm bạc, mộc mạc, dân dã như bao người dân Việt Nam khác và theo Thủ tướng Phạm Văn Đồng, người đã nhiều lần ăn chung với ông, nhận xét ông ăn vừa đủ không bỏ món thừa và ăn không sót một hột cơm vì ông tôn trọng thành quả lao động của nông dân.
Hồ Chí Minh là người rất chăm tập thể dục và thích chăm sóc cây cối, là người có cuộc sống khá điều độ, tuy có tật hút thuốc lá đến 2 năm cuối đời mới bỏ được.
Theo Giáo sư Hoàng Chí Bảo, Hồ Chí Minh nói được 29 thứ tiếng, chưa kể tiếng đồng bào các tộc người ở Việt Nam, trong đó ông nói thành thạo các thứ tiếng gồm: Nga, Pháp, Trung Quốc, Anh, Ý. Trong bản lý lịch đại biểu dự Đại hội Quốc tế Cộng sản lần thứ 7, Hồ Chí Minh được miêu tả: "Biết các thứ tiếng: Pháp, Anh, Trung Quốc, Ý, Đức, Nga, Tây Ban Nha và Bồ Đào Nha". Bên cạnh đó, theo lịch sử ghi chép về các chuyến công du nước ngoài hoặc tiếp đón ngoại giao, Chủ tịch Hồ Chí Minh còn có khả năng nói Tiếng Xiêm (Thái Lan bây giờ), tiếng Tây Ban Nha, tiếng Ả Rập. Tuy nhiên, theo nhà phê bình văn học Thụy Khuê thì trình độ tiếng Pháp của ông ở mức cơ bản, thậm chí còn trích dẫn báo cáo ngày 20/1/1921 của điều tra viên Josselme rằng: "Những ai biết tiếng Pháp và đọc những văn bản ký tên Nguyễn Ái Quốc đều thấy một sự thực hiển nhiên: Nguyễn Tất Thành không thể viết những bài báo ký tên Nguyễn Ái Quốc."

## Tư tưởng Hồ Chí Minh
Là một nhà lãnh đạo nổi tiếng ở Đông Nam Á, theo Clark D. Neher, Hồ Chí Minh đã kết hợp chủ nghĩa Marx-Lenin với chủ nghĩa dân tộc Việt Nam. Tư tưởng chủ đạo trong các cuộc đấu tranh của Hồ Chí Minh là kết hợp cách mạng giải phóng dân tộc với cách mạng vô sản. Ông đi theo trào lưu chủ nghĩa cộng sản do Karl Marx và Friedrich Engels đề xuất vốn đang nổi lên vào thời của ông. Ông tiếp nhận tư tưởng của Lenin, và xem đó làm kim chỉ nam cho các hoạt động của mình sau này.
 Ông viết trên tạp chí Các vấn đề phương Đông (Liên Xô), dẫn lại trên báo Nhân dân ngày 22 tháng 4 năm 1960: "Chủ nghĩa Lenin đối với chúng ta, những người cách mạng và nhân dân Việt Nam, không những là cái "cẩm nang" thần kỳ, không những là cái kim chỉ nam, mà còn là mặt trời soi sáng chúng ta đi tới thắng lợi cuối cùng, đi tới chủ nghĩa xã hội và chủ nghĩa cộng sản". Ông xác định Chỉ có chủ nghĩa cộng sản mới cứu nhân loại, đem lại cho mọi người không phân biệt chủng tộc và nguồn gốc sự tự do, bình đẳng, bác ái, đoàn kết, ấm no trên quả đất, việc làm cho mọi người, và vì mọi người, niềm vui, hòa bình, hạnh phúc Lúc đầu, chính là chủ nghĩa yêu nước chứ chưa phải chủ nghĩa cộng sản đã đưa tôi tin theo Lênin, tin theo Quốc tế thứ ba. Từng bước một, trong cuộc đấu tranh, vừa nghiên cứu lý luận Mác-Lênin, vừa làm công tác thực tế, dần dần tôi hiểu được rằng, chỉ có chủ nghĩa xã hội, chủ nghĩa cộng sản mới giải phóng được các dân tộc bị áp bức và những người lao động trên thế giới khỏi ách nô lệ Hồ Chí Minh chủ trương chống chủ nghĩa đế quốc tư bản (chủ nghĩa tư bản trong thời đại trở thành chủ nghĩa đế quốc) dựa theo quan điểm Lênin, đó là liên kết đấu tranh của dân tộc bản xứ ở các xứ thuộc địa với giai cấp vô sản ở chính quốc, vô sản toàn thế giới: "Ở phương Đông... cả vùng rộng lớn này nằm dưới ách thống trị của chủ nghĩa đế quốc tư bản chủ nghĩa. Các dân tộc ở đó không bao giờ có thể ngẩng đầu lên được nếu không gắn bó với giai cấp vô sản thế giới. Những nghị quyết của phái xã hội dân chủ tỏ cảm tình dù nồng nhiệt đến đâu cũng không có sức nặng." "Chính Lênin, đồng chí Ilitsơ thân mến của chúng tôi, đã nêu lên những đề án và hướng dẫn chúng tôi đi những bước đầu để làm cho chúng tôi có khả năng cùng tiến bước với giai cấp vô sản thế giới".
Trong bối cảnh chủ nghĩa tư bản bóc lột các dân tộc thuộc địa và bóc lột nhân dân lao động chính quốc thì sự liên kết của cả hai phong trào giải phóng dân tộc (cũng chính là chống chủ nghĩa tư bản) và giải phóng giai cấp ở chính quốc, các nước tư bản phát triển là khăng khít với nhau. Đấu tranh cho độc lập dân tộc không có nghĩa là chủ nghĩa dân tộc. Giương cao ngọn cờ độc lập dân tộc kể cả sau khi công nhân đã giành được chính quyền chính là tiền đề để xây dựng chủ nghĩa xã hội. Hồ Chí Minh đã trả lời quả quyết và phủ nhận quan điểm cho rằng mình theo chủ nghĩa dân tộc: "Nói rằng lúc còn thanh niên, tôi theo chủ nghĩa dân tộc, có lẽ không đúng. Vì hồi đó tôi chỉ biết thương đồng bào tôi, chứ chưa biết chủ nghĩa gì cả. Khi đi sang châu Phi, tôi thấy nhân dân thuộc địa ở đây cũng cực khổ, cũng bị áp bức, bóc lột như nhân dân Đông Dương. Khi sang các nước châu Âu, tôi thấy ở đó cũng có một số người rất giàu, "ngồi mát ăn bát vàng", và lớp người nhân dân lao động rất nghèo khổ. Tôi suy nghĩ nhiều lắm. Trong lúc đó thì Cách mạng Tháng Mười vĩ đại thành công ở Nga. Lênin tổ chức Quốc tế Cộng sản. Rồi Lênin phát biểu Luận cương cách mạng thuộc địa. Những việc đó làm cho tôi thấy rằng: Nhân dân lao động Đông Dương, nhân dân các thuộc địa và nhân dân lao động muốn tự giải phóng thì phải đoàn kết lại và làm cách mạng. Vì vậy, tôi trở nên người theo Chủ nghĩa Mác-Lênin". Ông cho rằng trước khi đến chủ nghĩa cộng sản, thì ông theo chủ nghĩa yêu nước (tư tưởng ôn hòa hơn tư tưởng dân tộc). Tuy nhiên về sách lược, ông chủ trương "Phát động chủ nghĩa dân tộc bản xứ nhân danh Quốc tế Cộng sản..." trong tiến trình đấu tranh cách mạng. Chủ nghĩa dân tộc bản xứ tức chủ nghĩa dân tộc truyền thống, có tàn tích các hệ tư tưởng phong kiến. Theo Hồ Chí Minh, chủ nghĩa dân tộc ở các xứ lạc hậu có hạn chế như là tính hiếu chiến, bài ngoại, tâm lý tiểu nông (nông dân chiếm hầu hết dân số), quần chúng "không có quá khứ cách mạng, quen thói nô lệ, ở những nước có chế độ chuyên chế độc đoán", "thiếu kinh nghiệm cách mạng". "Những "người già" chỉ dạy cho họ những phương pháp cổ hủ và không tưởng, do đó bây giờ họ phải tiếp thu không những văn hóa mà cả hành động của phương Tây...:Hành động cách mạng. Đó là tinh túy của nền văn minh phương Tây" (Trần Phú cũng cho là chủ nghĩa dân tộc còn hủ tục phong kiến, hẹp hòi). Nguyễn Ái Quốc chủ trương giáo dục quần chúng "đoàn kết giữa người bản xứ ở các thuộc địa với người vô sản ở chính quốc", giáo dục giai cấp vô sản đấu tranh từ tự phát lên tự giác, có tinh thần quốc tế vô sản: "Vì nền hòa bình thế giới, vì tự do và ấm no, những người bị bóc lột thuộc mọi chủng tộc cần đoàn kết lại và chống bọn áp bức" (ông cũng tham gia thành lập đảng cộng sản và tuyên truyền chủ nghĩa Mác Lê nin ở nhiều nước khác ngoài Việt Nam).
Khi phê phán Nguyễn Ái Quốc, Hà Huy Tập cho rằng ông "còn mang nặng những tàn tích của chủ nghĩa quốc gia và chủ nghĩa dân tộc sô vanh", chứ không phải đi theo chủ nghĩa quốc gia và chủ nghĩa dân tộc sô vanh. Theo Hà Huy Tập, thì đó là chủ nghĩa cơ hội. Thời điểm đó những người Quốc tế 3 hay phê phán những người theo Quốc tế 2 là chủ nghĩa cơ hội, là quốc gia cải lương. "Chủ nghĩa cơ hội là kẻ thù bên trong giấu mặt, trá hình giả danh chủ nghĩa Mác, chống lại chủ nghĩa Mác, phản bội lại phong trào cách mạng. Theo từ điển Bách khoa Việt Nam: Chủ nghĩa cơ hội là hệ thống quan điểm chính trị không theo một định hướng, một đường lối rõ rệt, không có chính kiến hẳn hoi, ngả nghiêng nhằm mưu lợi trước mắt. Quan điểm Mác xít về chủ nghĩa dân tộc hiện đại có chủ nghĩa dân tộc tư sản (cực đoan, sô vanh) và chủ nghĩa dân tộc vô sản cũng chính là chủ nghĩa quốc tế vô sản. Phê phán của Trần Phú và Hà Huy Tập vào Nguyễn Ái Quốc là ở sách lược trước mắt, chứ không phải là chiến lược lâu dài. Hà Huy Tập phê phán Nguyễn Ái Quốc về các giai đoạn cách mạng, về lực lượng tham gia cách mạng, về tranh đấu phản đế - phản phong, về liên kết quốc tế... nhưng đường lối thì vẫn là tiến tới cách mạng cộng sản, vẫn là chống đế quốc, phong kiến, đại địa chủ. Theo Trần Phú, giai cấp tư sản theo chủ nghĩa quốc gia, và "Đảng không tranh đấu kịch liệt để kéo quần chúng ra khỏi ảnh hưởng quốc gia cải lương, thì ảnh hưởng ấy sẽ thành một sự nguy hiểm cho sự phát triển của cách mạng", tương tự giai cấp tiểu tư sản là cơ hội, là theo chủ nghĩa quốc gia hẹp hòi, vì thế ông chủ trương "vô sản giai cấp và nông dân là hai động lực chính", khác với Nguyễn Ái Quốc về sách lược khi coi trọng "hết sức liên lạc với tiểu tư sản, trí thức, trung nông, Thanh Niên, Tân Việt, v.v. để kéo họ đi vào phe vô sản giai cấp".
Sau này Hồ Chí Minh chủ trương thiết lập chế độ dân chủ cộng hòa, năm 1941 thành lập Việt Minh gác đấu tranh giai cấp. Năm 1945 đứng trước nhiều thách thức "thù trong giặc ngoài", tranh thủ ủng hộ quốc tế, Hồ Chí minh chủ trương "giải tán" Đảng Cộng sản, khi đó các đảng viên hoạt động trong Việt Minh hoặc Hội nghiên cứu chủ nghĩa Mác. Thái độ của Nguyễn Ái Quốc với NEP của Lênin là không nhất quán. Tuy nhiên năm 1951 khi đưa Đảng Lao động ra hoạt động công khai, đưa chủ nghĩa Stalin, tư tưởng Mao Trạch Đông vào Cương lĩnh của Đảng, thì Đảng chịu ảnh hưởng của các tư tưởng đó, kể cả trong phương hướng đấu tranh giải phóng dân tộc, giải phóng giai cấp, xây dựng xã hội chủ nghĩa (những tư tưởng này có tác động cả hai chiều tích cực và tiêu cực đối với phong trào). Sau khi phe hữu trong các Đảng Cộng sản Liên Xô, Trung Quốc thắng thế, các tư tưởng đó cũng bị loại bỏ trong các văn kiện Đảng. Trong bối cảnh Liên Xô và Trung Quốc mâu thuẫn từ 1961, Hồ Chí Minh chủ trương đoàn kết các đảng anh em, không ngả hẳn bên nào. Năm 1963 Đảng chống lại chủ nghĩa xét lại. Về đối ngoại, Đảng chủ trương ủng hộ 3 làn sóng cách mạng trên thế giới, xem Việt Nam tiền đồn phe XHCN ở Đông Nam Á, tham gia phong trào không liên kết, thân thiện với các nước dân tộc chủ nghĩa, yêu chuộng hòa bình, chống chủ nghĩa đế quốc...
Nhiều lần ông bảo: "bệnh quan liêu, mệnh lệnh chỉ đưa đến kết quả là hỏng việc và thực hành dân chủ rộng rãi cũng là cách chống quan liêu tích cực". Chính vì thế, Hồ Chí Minh đề nghị tất cả mọi người đều tuân theo 6 điều: "Đặt lợi ích nhân dân lên trên hết. Liên hệ chặt chẽ với nhân dân. Việc gì cũng bàn với nhân dân, giải thích cho nhân dân hiểu rõ. Có khuyết điểm thì phải thật thà tự phê bình trước nhân dân và hoan nghênh nhân dân phê bình mình. Sẵn sàng học hỏi nhân dân. Tự mình phải làm gương mẫu cần kiệm liêm chính để nhân dân noi theo".
Hồ Chí Minh cũng cho rằng:
| “             | Có lực lượng dân chúng việc to tát mấy, khó khăn mấy làm cũng được. Không có thì việc gì làm cũng không xong. Dân chúng biết giải quyết nhiều vấn đề một cách giản đơn, mau chóng, đầy đủ, mà những người tài giỏi, những đoàn thể to lớn, nghĩ mãi không ra. | ” |
| — Hồ Chí Minh | |   |

Về giáo dục, ông là người rất quan tâm đến cách dạy học cụ thể và thiết thế. Ông cho rằng:
| “             | Chúng ta phải tẩy rửa những thành kiến giữa các dân tộc, phải đoàn kết thương yêu nhau như anh em một nhà. Nhiệm vụ của các cháu là thi đua học tập để sau này góp phần mở mang quê hương của mình và xây dựng nước Việt Nam yêu quý của chúng ta. | ” |
| — Hồ Chí Minh | |   |

Năm 1955, trong Lễ Khai mạc Trường Đại học Nhân dân Việt Nam vào ngày 19 tháng 1, ông có bài nói chuyện với những sinh viên cũng như thanh niên. Trong bài nói chuyện này có đoạn (tổng thống Mỹ John F. Kennedy sau này cũng có ý tưởng tương tự trong diễn văn nhậm chức năm 1961):
| “ | Nhiệm vụ của thanh niên không phải là hỏi nước nhà đã cho mình những gì. Mà phải tự hỏi mình đã làm gì cho nước nhà? Mình phải làm thế nào cho ích lợi nước nhà nhiều hơn? Mình đã vì lợi ích nước nhà mà hy sinh phấn đấu chừng nào? | ” |

Theo Hồ Chí Minh, đồng bào lương hay giáo đều là người Việt Nam, cách mạng là sự nghiệp chung không phải chỉ của một, hai người: "Lương giáo đoàn kết, toàn dân đoàn kết, cả nước một lòng, nhân dân ta nhất định sẽ thắng lợi trong công cuộc đấu tranh thực hiện hòa bình, thống nhất Tổ quốc và xây dựng một nước Việt Nam hòa bình, thống nhất, độc lập dân chủ và giàu mạnh".

## Sùng bái cá nhân
Việt Nam đã và đang duy trì sự sùng bái cá nhân đối với Hồ Chí Minh. Về quy mô, nó có thể được so sánh theo nhiều cách khác nhau với sự sùng bái cá nhân đối với Mao Trạch Đông ở Trung Quốc và Kim Nhật Thành/Kim Chính Nhật ở Bắc Triều Tiên. Thi hài của Hồ Chí Minh được bảo quản trong một lăng mộ, hình ảnh của ông thường được treo ở vị trí trang trọng trong những nơi công cộng và có nhiều hình thức tỏ lòng tôn kính khác. Ảnh của Hồ Chí Minh xuất hiện trên bàn thờ của nhiều gia đình và có ít nhất một ngôi đền dành riêng cho ông, được xây dựng tại Bạc Liêu do quân Giải phóng kiểm soát ngay sau khi ông qua đời.
Chính quyền Việt Nam nhạy cảm với bất cứ điều gì có thể gây tranh cãi đối với tiểu sử chính thức của ông. Điều này bao gồm những tài liệu tham khảo về đời sống tình cảm cá nhân của Hồ Chí Minh, mà có thể làm mất đi hình ảnh của vị "cha già cách mạng", "người độc thân suốt đời, chỉ kết hôn với sự nghiệp cách mạng". William Duiker trong tác phẩm Ho Chi Minh: A Life (2000) đã thẳng thắn nói về các mối quan hệ tình cảm riêng tư của Hồ Chí Minh. Chính phủ Việt Nam đã cắt bớt bản dịch tiếng Việt của tác phẩm này với lý do "nội dung không phù hợp" và cấm phân phối một số ra của Tạp chí kinh tế Viễn Đông, mà đã có một bài viết nhỏ về nội dung Hồ Chí Minh có vợ gây tranh cãi.

## Di sản

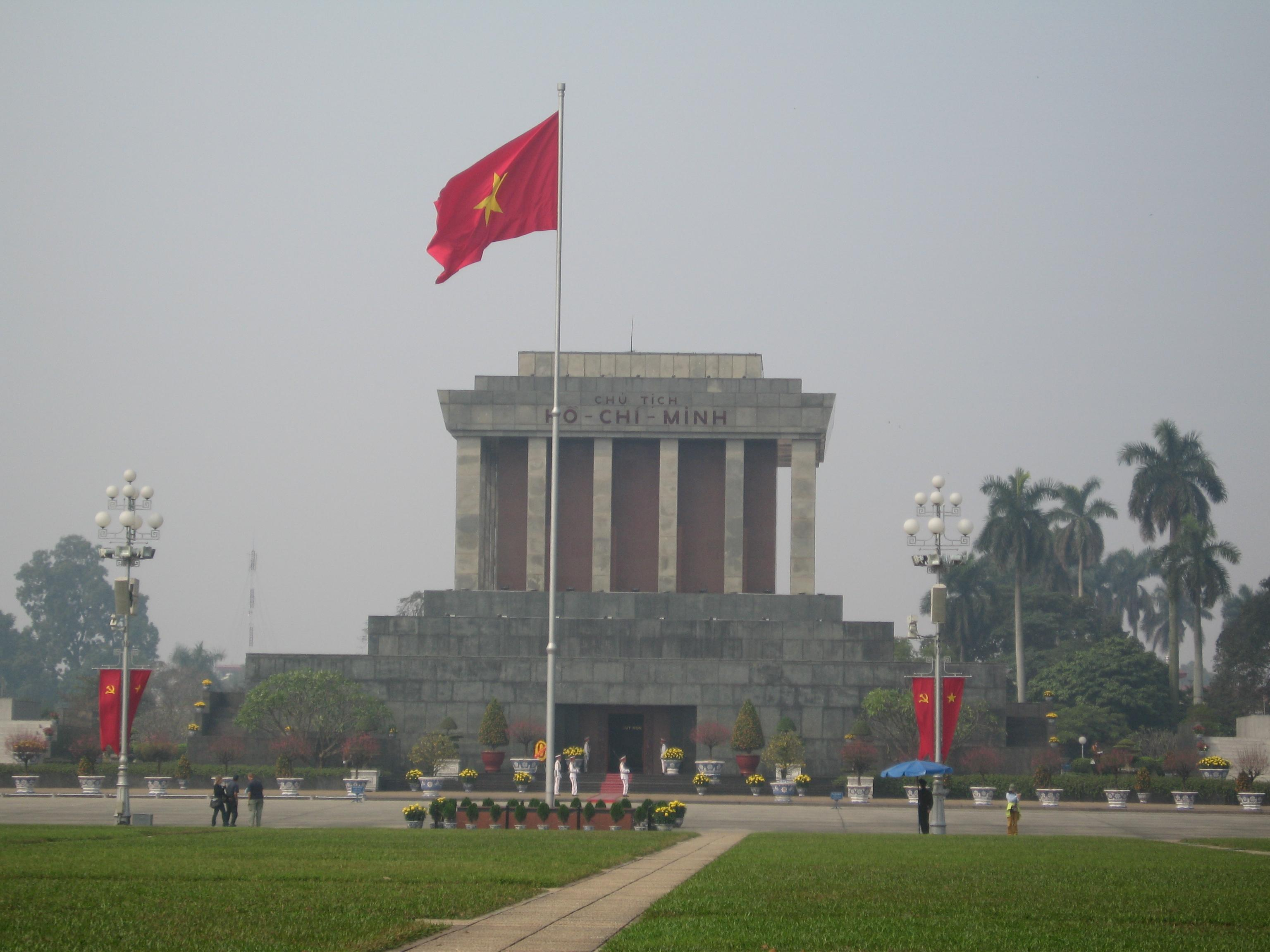
Lăng Chủ tịch Hồ Chí Minh

Tại Việt Nam, Hồ Chí Minh được xem là nhân vật chính trong công cuộc giải phóng dân tộc. Đối với nhiều người, ông là một nhà yêu nước đã vận dụng chủ nghĩa Marx-Lenin vào công cuộc giải phóng dân tộc thoát khỏi ách thực dân và đế quốc. Tính giản dị và kiên cường của ông được nhiều người kính mến. Giáo sư David Thomas cho rằng: "Chính viễn kiến của ông, sự hy sinh, tính bền bỉ và sự lãnh đạo của ông trong một nước nghèo nàn, lạc hậu đã thúc đẩy người Việt Nam đứng dậy, đánh thắng thực dân Pháp và quân đội Mỹ". Cũng chính giáo sư này xem Hồ Chí Minh là một nhân vật trong thời kỳ Phục Hưng, là người nói giỏi không ít ngoại ngữ, lại còn viết được thơ bằng chữ Hán. Trong đời, Hồ Chí Minh đã tham khảo những danh nhân về văn học và triết học như Victor Hugo, Charles Dickens, Lev Tolstoy hay Dostoevsky thông qua các tài liệu bằng ngôn ngữ bản xứ của họ. Tuy nhiên, ông cũng nói rằng "Họ [Chính phủ Việt Nam] đã thánh hóa hình ảnh của Hồ Chí Minh, biến ông thành một vị thánh và điều đó khiến việc có được bức tranh thực và đầy đủ về cuộc đời ông trở thành bất khả".
Nhiều người dân Việt Nam yêu quý ông, gọi ông bằng cái tên thân mật Bác Hồ. Trong văn thơ, Hồ Chí Minh còn được gọi là "Cha già dân tộc". Một số dân tộc thiểu số Việt Nam, như Vân Kiều, Pa Cô, Kor, đã lấy họ của mình là họ Hồ vì yêu quý ông. Ông được thờ tại nhiều gia đình Việt Nam, cũng như tại nhiều gia đình Việt kiều ở Thái Lan, Lào, Na Uy, Mỹ...

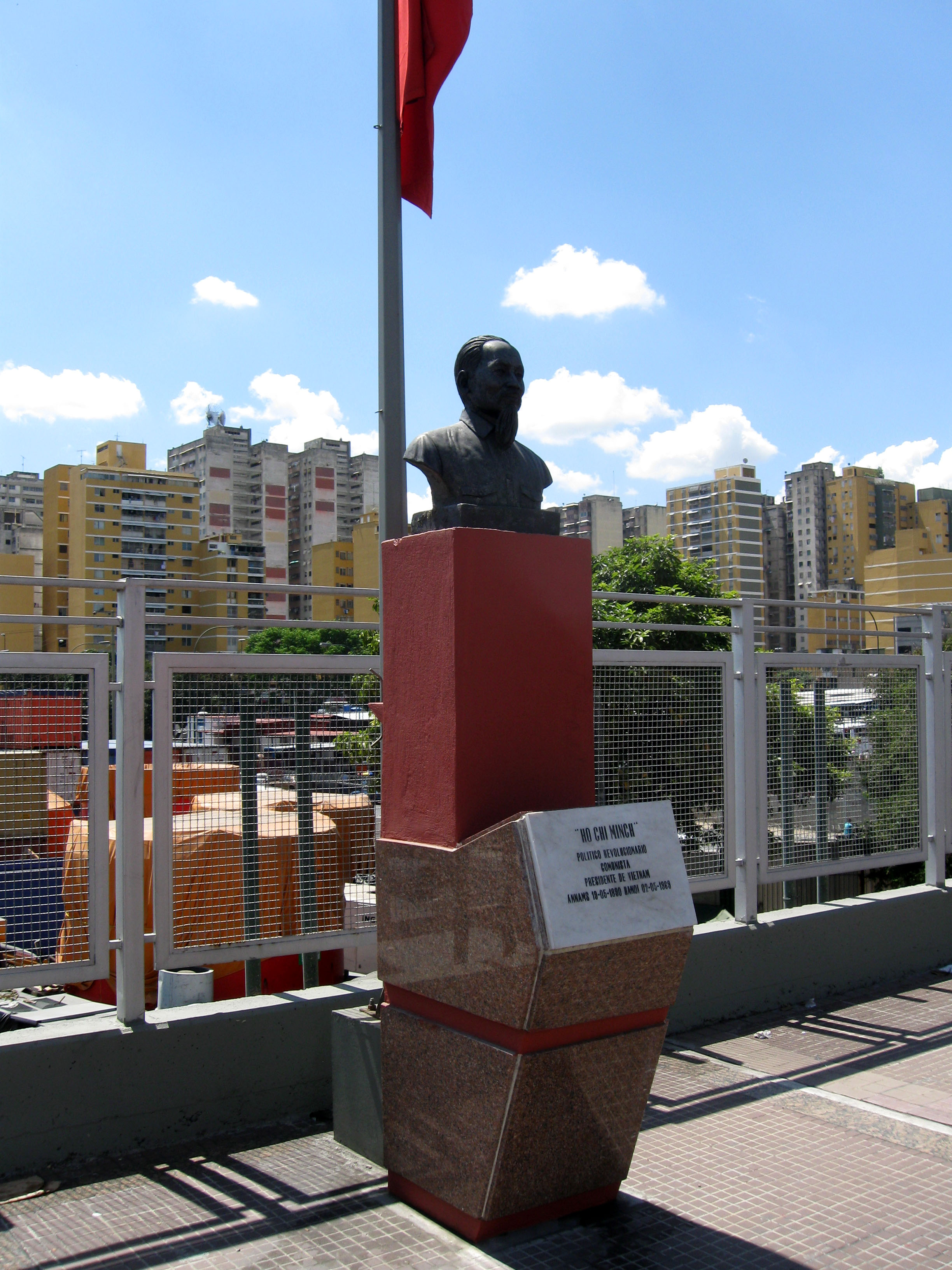
Tượng bán thân Hồ Chí Minh trên đại lộ Simon Bolivar, Caracas, Venezuela

Nhà yêu nước cách mạng Việt Nam nổi tiếng thuộc thế hệ trước là Huỳnh Thúc Kháng, năm 1946 là Hội trưởng Hội Quốc dân Việt Nam, đã nhận xét: "Hồ Chí Minh tiên sinh là bậc yêu nước đại chí sĩ, là nhà lịch nghiệm cách mạng đại chuyên gia, chân đi khắp năm châu, mắt trông xa vạn dặm. Nói về bằng cấp thì cụ Hồ không là Tiến sĩ, Phó Bảng gì cả. Nhưng nói về tri thức và sự nghiệp cách mạng thì chắc chắn lớp chúng ta cũng như lớp trước chúng ta không ai bì kịp. Tôi đã vào loại sáng nhưng cụ Hồ lại sáng hơn tôi nhiều. Cụ Hồ rất vì đại nghĩa, là một tay cao cờ, dưới lại có đội ngũ những người giúp việc tài năng, thông minh lắm, giỏi giang lắm, tin tưởng lắm, nhất định sẽ đưa dân tộc ta đến toàn thắng". Năm 1947, trước lúc qua đời, Huỳnh Thúc Kháng tin tưởng rằng Hồ Chí Minh sẽ dẫn dắt dân tộc Việt Nam đi đến kháng chiến thắng lợi: "Tôi tiếc không được gặp Cụ Hồ lần cuối. Chúc Cụ sống lâu muôn tuổi để dẫn dắt nhân dân đến vinh quang, hạnh phúc".
Với chiến thắng quyết định ở trận Điện Biên Phủ, những nước thuộc địa trước đây của Pháp, chủ yếu ở Bắc Phi và Tây Phi cũng theo gương Việt Nam nổi dậy. Hồ Chí Minh được người dân ở những nước này rất kính trọng, và được coi như tấm gương cho công cuộc giải phóng dân tộc tại đất nước họ.
Tuy nhiên, tại một số cộng đồng người Việt hải ngoại có tư tưởng chống Cộng, đặc biệt là ở Hoa Kỳ mà đa phần là những người rời khỏi Việt Nam sau sự kiện 30 tháng 4 năm 1975, hình ảnh của ông bị phản đối mãnh liệt. Năm 1999, khi một người cho thuê băng đĩa treo chân dung Hồ Chí Minh trước cửa tiệm mình tại Little Saigon, hàng vạn người Mỹ gốc Việt và cựu binh Hoa Kỳ tại Việt Nam đã tham gia biểu tình phản đối, gây ra nhiều tranh cãi về vấn đề tự do ngôn luận tại Hoa Kỳ. Một cuộc triển lãm nghệ thuật về Hồ Chí Minh tại Oakland, California năm 2000 cũng bị hàng trăm người biểu tình phản đối. Trong một hành động phản đối chuyến thăm của Chủ tịch Nước Việt Nam Nguyễn Minh Triết tới Hoa Kỳ, hình nộm của Hồ Chí Minh bị đem ra treo cổ và hình ảnh ông bị giẫm đạp, một số cuộc biểu tình phản đối chính quyền Việt Nam tại Hoa Kỳ cũng có những hành động tương tự.

### Tưởng niệm

#### Trong nước

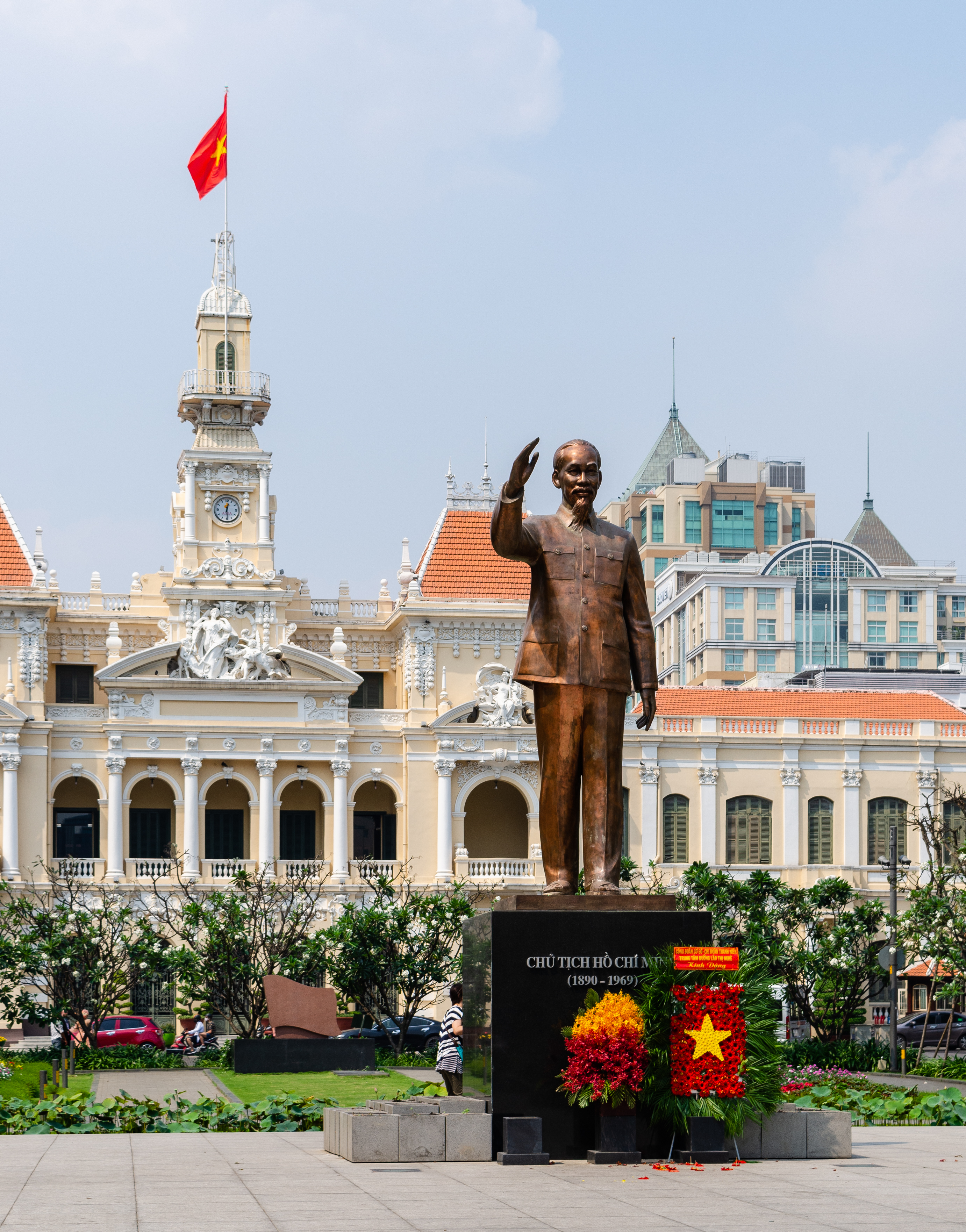
Tượng Bác Hồ với thiếu nhi của Diệp Minh Châu tại TP. Hồ Chí Minh.

Sau khi Chiến tranh Đông Dương kết thúc, Phủ Toàn quyền Đông Dương bên cạnh Quảng trường Ba Đình, nơi ông đã đọc Tuyên ngôn Độc lập được chọn là nơi làm việc của Đảng, Nhà nước và đồng thời là nơi ở, nơi làm việc của Chủ tịch Nước. Từ đó trở đi, nơi đây trở thành Khu Di tích Phủ Chủ tịch. Khu này là nơi Hồ Chí Minh sống và làm việc lâu nhất trong cuộc đời hoạt động cách mạng của ông - từ 19 tháng 12 năm 1954 đến 2 tháng 9 năm 1969 (đây cũng là khoảng thời gian ông có những đóng góp quan trọng nhất trong lịch sử Việt Nam). Khu Di tích Phủ Chủ tịch hàng năm đón nhiều khách tham quan trong và ngoài nước. Một công trình khác là Lăng Chủ tịch Hồ Chí Minh, mỗi tuần có hơn 15.000 người đến đây viếng thăm, trong đó có nhiều nguyên thủ quốc gia.

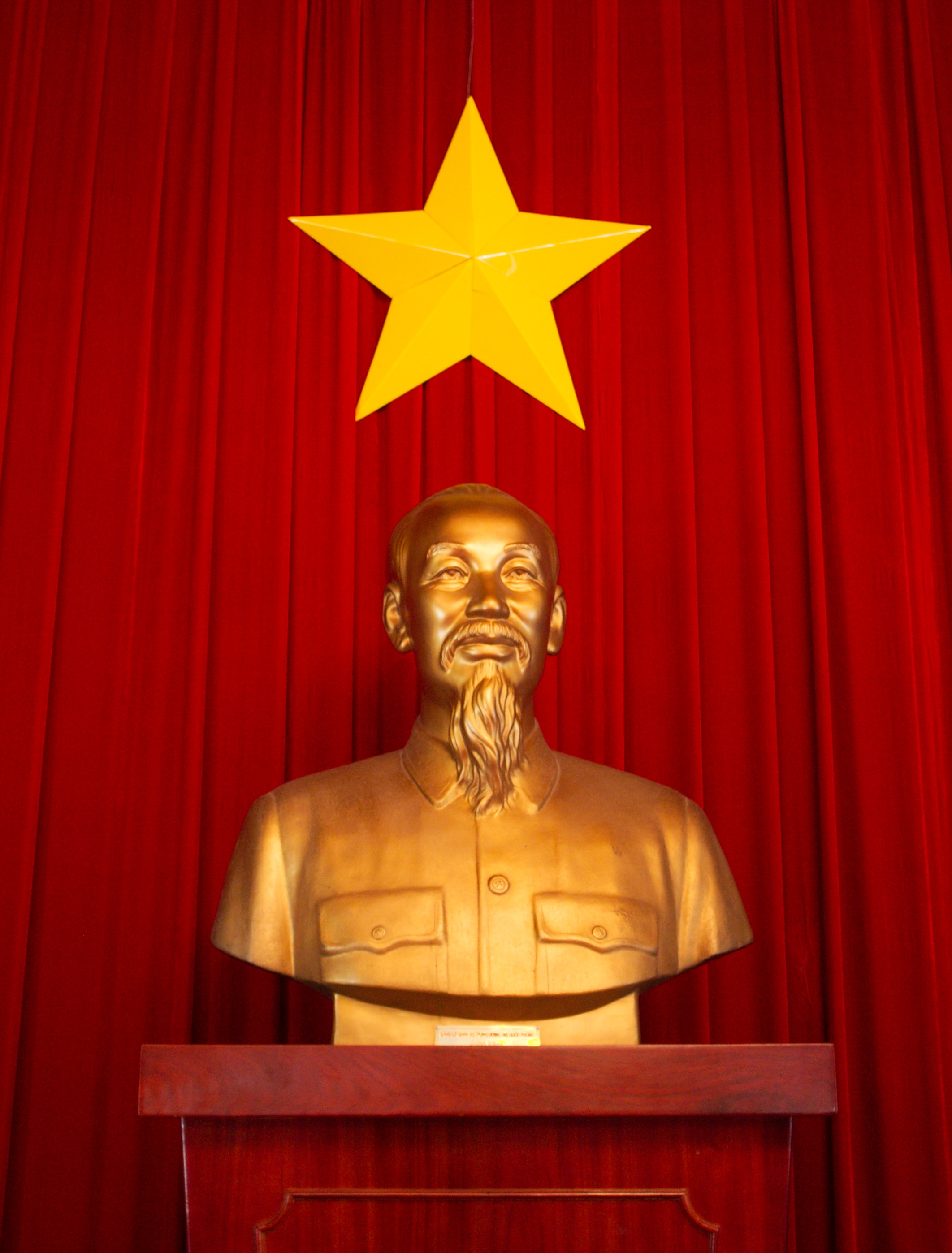
Tượng bán thân Hồ Chí Minh và sao vàng của quốc kỳ Việt Nam thường xuất hiện trong các buổi lễ nhà nước

Bảo tàng Hồ Chí Minh tại Hà Nội là khu tưởng niệm về Hồ Chí Minh lớn nhất Việt Nam. Tại các tỉnh thành phố khác cũng có các bảo tàng, nhà lưu niệm về ông, đặt tại những địa điểm ông đã từng sống và làm việc. Nổi bật nhất là Bến Nhà Rồng tại Thành phố Hồ Chí Minh, nơi ông đã xuống tàu "Đô đốc Latouche Tréville" ra đi năm 1910, và Nhà Tưởng niệm xây dựng năm 1970 ở quê nội của ông, huyện Nam Đàn, tỉnh Nghệ An.

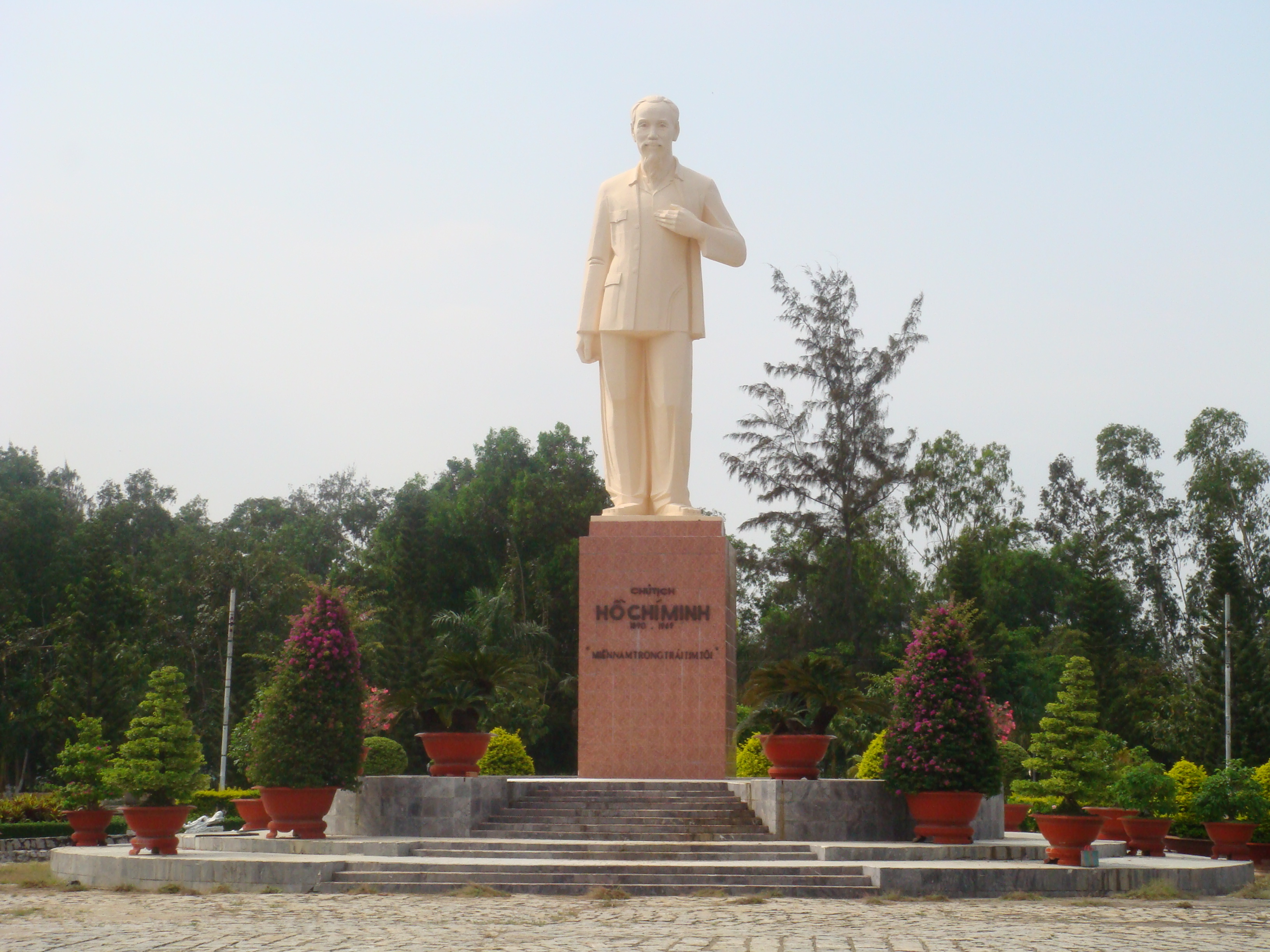
Tượng đài Chủ tịch Hồ Chí Minh tại thành phố Sa Đéc.

Nhằm tôn vinh ông, năm 1976, Kỳ họp Quốc hội đầu tiên sau ngày Việt Nam thống nhất đã quyết định đổi tên thành phố Sài Gòn – Gia Định thành Thành phố Hồ Chí Minh.
Tên Hồ Chí Minh còn được đặt cho các giải thưởng và huân chương cao quý của Nhà nước Cộng hòa Xã hội Chủ nghĩa Việt Nam: Huân chương Hồ Chí Minh là huân chương bậc cao thứ nhì của Nhà nước; Giải thưởng Hồ Chí Minh là giải thưởng cao quý nhất dành cho những cống hiến trong các lĩnh vực khoa học và công nghệ. "Cháu ngoan Bác Hồ" là danh hiệu dành cho các thiếu nhi có thành tích cao trong học tập và hoạt động xã hội. Tên ông còn được đặt cho hai tổ chức chính của thanh thiếu niên Việt Nam: Đội Thiếu niên Tiền phong Hồ Chí Minh, Đoàn Thanh niên Cộng sản Hồ Chí Minh.
Các tên Hồ Chí Minh, Nguyễn Ái Quốc hay Nguyễn Tất Thành còn được đặt cho nhiều công trình công cộng, như đường quốc lộ, quảng trường, đường phố, trường học.
Hình ảnh và tượng ông hiện diện tại nhiều nơi công cộng, cũng như trên tất cả các đồng tiền giấy đang lưu hành tại Việt Nam. Cùng với quốc kỳ, tượng bán thân hoặc hình Hồ Chí Minh được đặt tại nơi trang trọng nhất của mỗi cơ quan nhà nước và trường học tại Việt Nam.

#### Quốc tế
Tại các quốc gia khác cũng có các nhà lưu niệm về Hồ Chí Minh, chẳng hạn như ở Pháp hoặc Anh (khách sạn Carlton – nơi Hồ Chí Minh từng cào tuyết kiếm sống - được gắn 1 tấm bảng kỷ niệm ông), Thái Lan (nhà lưu niệm Hồ Chí Minh do Việt kiều tại đây quyên góp xây dựng).
Ngoài ra còn có rất nhiều đài kỷ niệm và bia tưởng niệm. Tại Việt Nam, Hồ Chí Minh còn được thờ trong một số đền, chùa và trên bàn thờ của mỗi gia đình. Ngoài phạm vi Việt Nam, Hồ Chí Minh được tưởng niệm tại nhiều công trình trên thế giới. Tên ông đã được đặt cho các đại lộ tại Luanda (Angola), tại Ouagadougou (Burkina Faso) và tại Maputo (Mozambique). Tại Berkeley, California, nơi có nhiều cuộc biểu tình chống chiến tranh Việt Nam, nhiều nhà hoạt động cộng đồng đã từng gọi Công viên Frances Willard là Công viên Hồ Chí Minh như một cách không chính thức.
Nhiều nước trên thế giới đã phát hành tem bưu chính kỷ niệm ông như ở: Liên bang Xô viết, Ấn Độ, Lào, Madagascar, Algérie, Cuba, Đông Đức, Bắc Triều Tiên, Quần đảo Marshall, Dominica,... Tượng đài ông được đặt tại nhiều thành phố trên thế giới, trong đó có La Habana (Cuba), Moskva (Nga), Zalaegerszeg (Hungary), Montreuil (Pháp), Calcutta (Ấn Độ), Antananarivo (Madagascar), Caracas (Venezuela),...

### Danh hiệu

#### UNESCO và Nghị quyết kỷ niệm sinh nhật lần thứ 100 của Hồ Chí Minh
Ngày sinh nhật lần thứ 100 của Hồ Chí Minh được đoàn Việt Nam đề cử UNESCO đưa vào Lịch kỷ niệm các nhân cách vĩ đại và các sự kiện lịch sử (sau đây gọi tắt là Lịch kỷ niệm) năm 1990–1991. Đề nghị của đoàn Việt Nam đã được chép nguyên văn trong văn kiện kỳ họp Đại Hội đồng 24 từ 20 tháng 10 – 20 tháng 11 năm 1987 ở Paris, tại tiểu mục 18.65, mục 18.6 về việc lập Lịch kỷ niệm năm 1990–1991. Nguyên văn đề cử của đoàn Việt Nam, mục Lưu ý (Noting), mục Đề cử (Recommend) và mục Yêu cầu (Request). Tạm dịch:

1. Lưu ý là năm 1890 đánh dấu 100 năm ngày sinh của Chủ tịch Hồ Chí Minh, anh hùng giải phóng đất nước và danh nhân văn hóa người Việt,
2. Khuyến nghị các nước thành viên tham gia vào việc kỷ niệm ngày sinh lần thứ 100 của Chủ tịch Hồ Chí Minh bằng cách tổ chức những sự kiện tưởng nhớ đến ông, để tuyên truyền rộng rãi những hiểu biết về sự vĩ đại của những tư tưởng và những việc Hồ Chí Minh đã làm cho sự nghiệp giải phóng dân tộc;
3.  Yêu cầu Tổng Giám đốc UNESCO thực hiện các bước thích hợp để kỷ niệm ngày sinh lần thứ 100 của Chủ tịch Hồ Chí Minh và hỗ trợ các hoạt động kỷ niệm được tổ chức trong dịp này, đặc biệt các hoạt động tổ chức tại Việt Nam.

Đề cử của đoàn Việt Nam đã được Đại Hội đồng khóa 24 (họp từ ngày 20 tháng 10 tới ngày 20 tháng 11 năm 1987) của UNESCO thông qua và ban hành dưới dạng Nghị quyết, quyển số 01. Dưới sự chủ tọa của ông Guillermo Putzeys Alvarez, điều hành khóa họp và ông Amadou-Mahtar M'Bow (Chủ tịch UNESCO nhiệm kỳ 1974-1987), đã thông qua Nghị quyết số 24C/18.65 về kỷ niệm 100 năm ngày sinh của Chủ tịch Hồ Chí Minh.
Cụm từ "Anh hùng giải phóng đất nước và danh nhân văn hóa người Việt" (Vietnamese hero of national liberation and great man of culture) xuất hiện 1 lần tại mục Lưu ý trong đề cử của đoàn Việt Nam, văn kiện khóa họp 24. Cụm từ "danh nhân văn hóa" (great man of culture) xuất hiện tổng cộng 3 lần trong cơ sở dữ liệu của UNESCO từ năm 1974 – nay (2017):
1. Lần đầu tiên: năm 1987, văn bản kỳ họp Đại Hội đồng lần thứ 24, mục 18.6 lập Lịch kỷ niệm 1990-1991, trong nội dung 18.65 đoàn Việt Nam đề cử ngày sinh lần thứ 100 của Chủ tịch Hồ Chí Minh
2. Lần thứ hai: năm 1995, văn bản kỳ họp 147 Hội đồng Điều hành (Executive Board) ngày 29 tháng 9 năm 1995 để lập Lịch kỷ niệm 1996-1997, trong nội dung của đoàn Philippines, có nhắc lại cụm từ này.[225]
3. Lần thứ ba: năm 2001, văn bản kỳ họp Đại Hội đồng lần thứ 31, ông Phạm Văn Khiêm nhắc lại cụm từ này khi nói về Hồ Chí Minh trong phát biểu của mình.[226]

Tuy nhiên do sự phản đối của một số người tại Pháp, để tránh rắc rối chính trị nên UNESCO đã không in tên ông trong Lịch kỷ niệm năm 1990-1991 Trong cuốn sách Contesting Indochina của M. Kathryn Edwards, Phó Giáo sư Sử học Pháp tại Đại học Tulane có nói đề cử vinh danh Hồ Chí Minh của UNESCO bị chống đối mạnh từ Hội Cựu chiến binh Quốc gia và bạn bè Đông Dương (Association nationale des anciens et amis de l'Indochine – ANAI, một tổ chức gồm các cựu binh quân đội Pháp từng tham chiến ở Việt Nam giai đoạn 1945–1954, năm 2012 đã bị giải thể): "Vào năm 1988-89, Hội (ANAI) đã tổ chức một chiến dịch thành công chống lại đề xuất của UNESCO kỷ niệm sinh nhật lần thứ 100 của Hồ Chí Minh đã được lên kế hoạch cho năm 1990; mặc dù Hội thừa nhận ông Hồ là một "người đàn ông trung thực" và một "người yêu nước", Hội cũng xem ông là một "thủ phạm của tội ác chống lại loài người, chống lại chính người dân của mình, và chống lại quân đội nước ngoài" (chỉ quân đội Pháp). Vấn đề được đưa ra Quốc hội Pháp bởi đại diện cánh hữu Eric Raoult (thuộc Đảng liên minh vì phong trào nhân dân, UMP), người đã trình Quốc hội với quan điểm gần như hoàn toàn tương đồng với ANAI. Ông còn lập luận xa hơn rằng Quốc hội đang tranh luận xem có thiết lập tình trạng "tù binh của Việt Minh" hay không, nó có vẻ vô lý khi vinh danh người đã chịu trách nhiệm cho việc đối xử với các tù binh Pháp này. Cuối cùng, Chính phủ Pháp đã ra quyết định bãi bỏ những lễ kỷ niệm cấp nhà nước cho sinh nhật 100 [của Hồ Chí Minh]".
Trong cuốn sách về tiểu sử Hồ Chí Minh của Pierre Brocheux cũng có nhắc đến sự kiện kỷ niệm 100 năm ngày sinh của Hồ Chí Minh tại trụ sở chính của UNESCO ở Paris, sau khi đề cử của Việt Nam được Nghị quyết UNESCO thông qua, với khuyến nghị các nước thành viên tưởng nhớ "tư tưởng và thành quả của Hồ Chí Minh trong công cuộc giải phóng dân tộc".
Tại hội thảo quốc tế "Chủ tịch Hồ Chí Minh – Anh hùng giải phóng dân tộc Việt Nam, Nhà văn hóa lớn" ở Hà Nội tháng 3 năm 1990, Giám đốc UNESCO khu vực châu Á – Thái Bình Dương Modagat Ahmet phát biểu: "Hội nghị UNESCO phiên thứ 24 đã quyết định kỷ niệm 100 năm ngày sinh của Người vào năm 1990. Đây là một cử chỉ tôn kính đối với một nhân vật vĩ đại đã cống hiến trọn đời mình cho sứ mệnh tự do và độc lập. UNESCO rất vui mừng được tham gia vào sự kiện đáng ghi nhớ này. Điều đó biểu hiện sự cam kết sâu sắc của tổ chức này trong việc duy trì các giá trị và công lao của các nhân vật vĩ đại được nhân loại công nhận và kính trọng". Ngày 24 tháng 11 năm 2017, Văn phòng UNESCO tại Hà Nội đã tham gia một triển lãm ảnh và hội nghị quốc tế kỷ niệm 30 năm UNESCO ban hành Nghị quyết 24C/18.65, Đại diện UNESCO tại Việt Nam là ông Michael Croft bày tỏ: "Đối với tôi, thiên tài của Hồ Chí Minh không chỉ đơn giản là sự hiểu biết và chuẩn bị cho cuộc đấu tranh lâu dài để giải phóng dân tộc, mà còn là sự dự đoán, cân nhắc những yêu cầu của một hòa bình trong tương lai, và kết hợp các yếu tố này vào việc ra quyết định của mình." Trước đó, Tổng giám đốc UNESCO, bà Irina Bokova, cũng bày tỏ cảm hứng về Hồ Chí Minh trong bài phát biểu kỷ niệm Nghị quyết do đoàn đại biểu thường trực Việt Nam tổ chức tại UNESCO vào ngày 13 tháng 11 năm 2017 tại Paris, Pháp.
Văn bản gốc đề cử kỷ niệm 100 năm Ngày sinh Hồ Chí Minh của Việt Nam được in trong "Tập biên bản của Đại Hội đồng UNESCO khóa họp lần thứ 24 tại Paris, từ ngày 20-10 đến 20-11 năm 1987, Quyển 1: NGHỊ QUYẾT", được UNESCO xuất bản đồng thời bằng 6 thứ tiếng (tiếng Pháp, tiếng Anh, tiếng Ả Rập, tiếng Trung Quốc, tiếng Tây Ban Nha và tiếng Nga), được in và đóng quyển tại xưởng in của UNESCO, Paris, vào năm 1988. Năm 2010, văn bản gốc bằng tiếng Pháp của bản Nghị quyết tôn vinh Hồ Chí Minh của UNESCO đã được Tổng Giám đốc UNESCO là bà Irina Bokova trao tặng cho Bảo tàng Hồ Chí Minh để trưng bày.

#### Các bình chọn của Tuần báo Time
Tuần báo TIME của Hoa Kỳ bình chọn Hồ Chí Minh là một trong 100 nhân vật có ảnh hưởng lớn nhất trong thế kỷ XX. Danh sách này đã gây ra nhiều tranh cãi, vì tiêu chí của Time chỉ dựa trên tầm ảnh hưởng, bất kể tốt hay xấu (Adolf Hitler và Benito Mussolini cũng có tên trong danh sách này). Tờ Time 2000 đã nhận định ông là người đã góp phần "làm thay đổi diện mạo hành tinh chúng ta trong thế kỷ XX".
Ngày 15 tháng 10 năm 2010, báo Time cũng đã bầu chọn Hồ Chí Minh là một trong 10 tù nhân chính trị nổi bật chiến đấu cho tự do nổi tiếng nhất mọi thời đại cùng với Aung San Suu Kyi, Nelson Mandela, Martin Luther King Jr., Mohandas Gandhi...

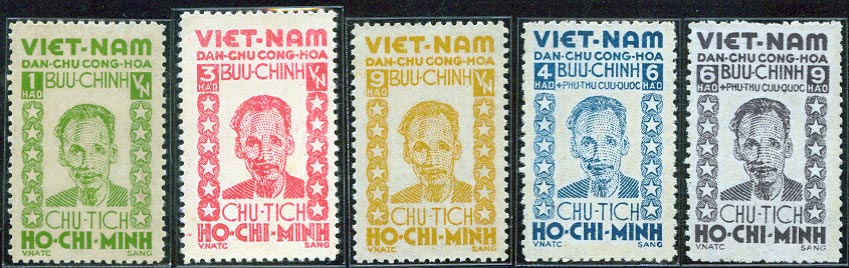
Bộ tem đầu tiên của Việt Nam phát hành ngày 2 tháng 9 năm 1946.
Một trong những con tem đầu tiên của Việt Nam (Tem giấy dó).
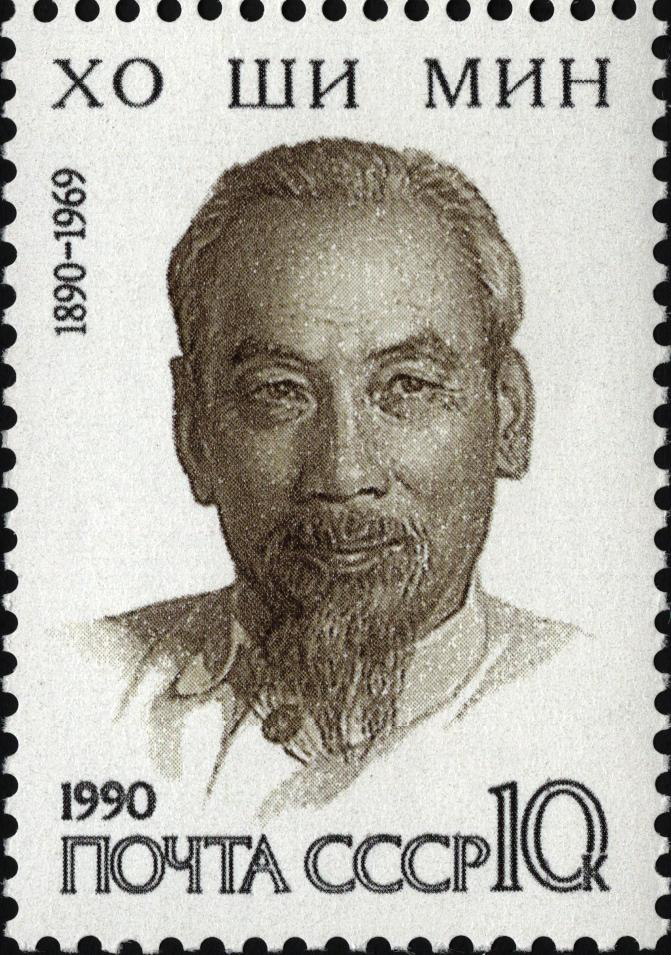
Tem Liên Xô tưởng niệm Hồ Chí Minh, 1990.

## Ảnh hưởng của Hồ Chí Minh ở Việt Nam ngày nay
Tại Việt Nam, hình ảnh Hồ Chí Minh phổ biến khắp nơi như là một tấm gương sáng về đạo đức, một nhân cách cao thượng và được coi là một hình mẫu cần học tập. Những tác phẩm nói về Hồ Chí Minh thường ca ngợi những đức tính tốt đẹp của ông. Các cấp ủy Đảng Cộng sản Việt Nam thường xuyên tuyên truyền, vận động cán bộ, đảng viên của Đảng Cộng sản Việt Nam và nhân dân học tập và làm theo tấm gương đạo đức, lối sống của Hồ Chí Minh. Mỗi năm, chính quyền và Đảng bộ đều tổ chức các cuộc thi Học tập tấm gương đạo đức Hồ Chí Minh cho nội bộ lẫn quần chúng.
Ngoài những phát biểu của chính Hồ Chí Minh và hình vẽ, hình chụp của ông, có nhiều câu nói và khẩu hiệu tuyên truyền lấy cảm hứng từ Hồ Chí Minh, có thể đọc thấy ở mọi nơi, đó là:
- Đời đời nhớ ơn Bác Hồ vĩ đại!
- Sống, chiến đấu, lao động và học tập theo tấm gương của Chủ tịch Hồ Chí Minh.
- Chủ tịch Hồ Chí Minh vĩ đại sống mãi trong sự nghiệp chúng ta!
- Vì lý tưởng của Bác Hồ vĩ đại, sẵn sàng!

## Tác phẩm
- Tuyên ngôn Độc lập. Trong các tác phẩm của ông, có thể nói bản Tuyên ngôn Độc lập do ông biên soạn là có tiếng vang nhất và được sánh vai cùng các bản Tuyên ngôn Độc lập trong lịch sử Việt Nam như Bài thơ Thần Nam quốc Sơn hà (tương truyền của Lý Thường Kiệt) và Bình Ngô đại cáo (của Nguyễn Trãi).
- Bản án chế độ thực dân Pháp (1925).
- Đường kách mệnh (1927).
- Con rồng tre (1922, kịch, đả kích vua Khải Định).[244]
- Các truyện ngắn: Pari (1922, Nhân đạo), Lời than vãn của bà Trưng trắc (1922, Nhân đạo), Con người biết mùi hun khói (1922, Nhân đạo), Vi hành (1923, Nhân đạo), Đoàn kết giai cấp (1924, Người cùng khổ), Con rùa (1925, Người cùng khổ), Những trò lố hay là Va-ren và Phan Bội Châu (1925, Người cùng khổ).[245]
- Nhật ký trong tù (1942, thơ).
- Sửa đổi lối làm việc (1947).
- Những mẩu chuyện về đời hoạt động của Hồ Chủ tịch (bút danh Trần Dân Tiên[246][247][248][249])
- Vừa đi đường vừa kể chuyện (bút danh T. Lan[250][251]). Trong cuốn sách này, Hồ Chí Minh hóa thân thành một cán bộ trong đoàn tùy tùng (T. Lan), đi công tác cùng với Hồ Chí Minh trong rừng núi Việt Bắc và được Hồ Chí Minh vui miệng kể cho nghe nhiều chuyện.
- Di chúc Hồ Chí Minh

## Tên gọi, bí danh, bút danh
Sau nhiều năm hoạt động trong nước và ngoài nước, Hồ Chí Minh đã dùng rất nhiều bí danh và tên gọi khác nhau, trong đó có 173 bút danh. Tuy nhiên, danh xưng Hồ Chí Minh được chọn là tên gọi chính thức của ông và được nhiều người chấp nhận nhất. Theo một số tài liệu thì ông bắt đầu sử dụng danh xưng Hồ Chí Minh từ năm 1940 nhưng không ai biết cho đến khi bị chính quyền Trung Quốc bắt do nghi ngờ là gián điệp vào năm 1942. Từ đó ông bắt đầu công khai và dùng tên gọi Hồ Chí Minh với mọi người. Và từ đó trở đi danh xưng Hồ Chí Minh đã trở thành tên gọi chính thức của ông.

## Hồ Chí Minh trong văn hóa đại chúng

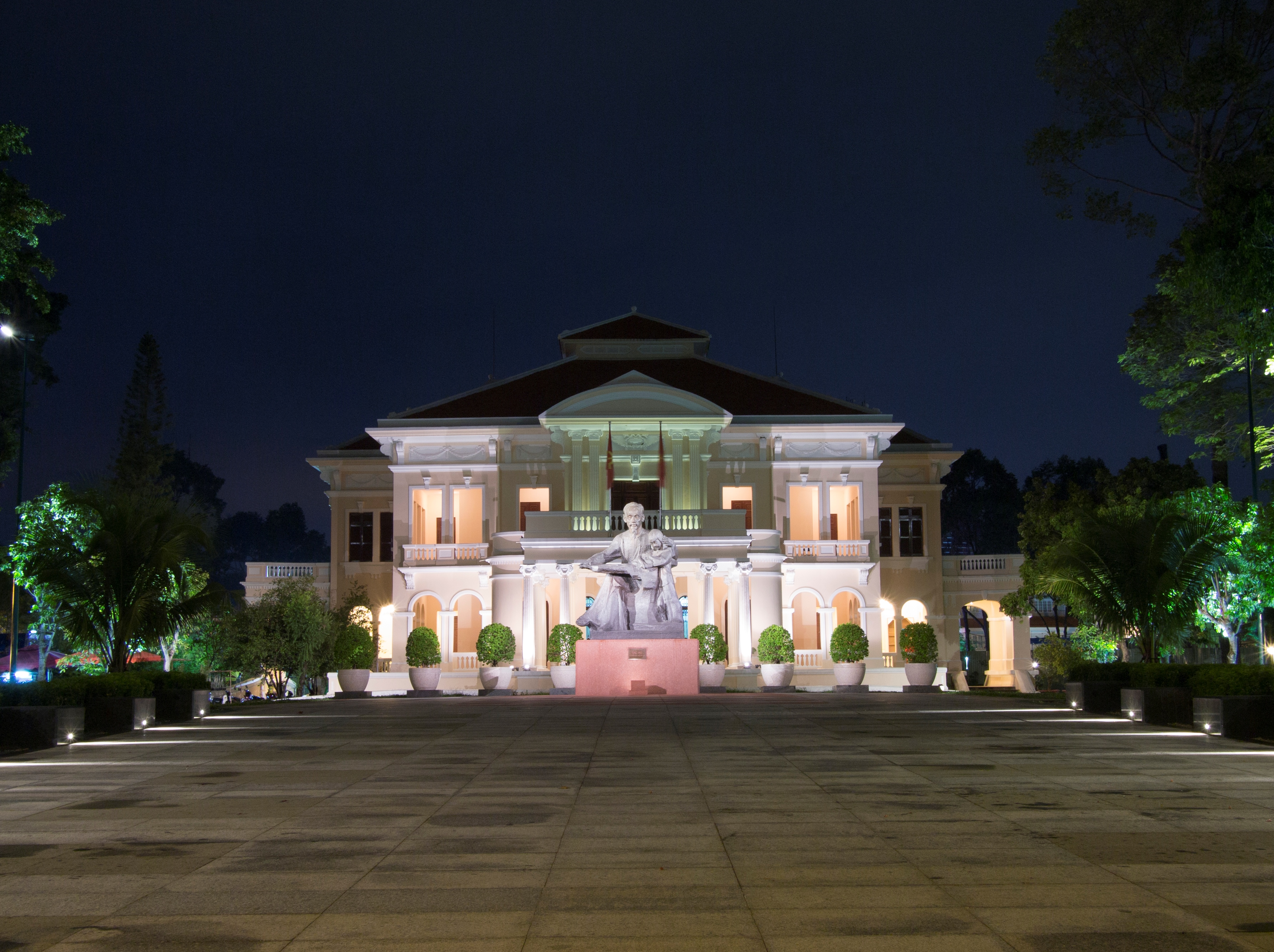
Tượng Hồ Chí Minh và các cháu thiếu nhi ở trước Nhà Thiếu nhi Thành phố Hồ Chí Minh.

Hồ Chí Minh là nguồn cảm hứng cho nhiều nhạc sĩ, nhà thơ sáng tác nhiều tác phẩm.

### Âm nhạc
- Bài hát "Ca ngợi Hồ Chủ tịch" của nhạc sĩ Văn Cao:

Người về đem tới ngày vui Mùa thu nắng tỏa Ba Đình Với tiếng Người còn dịu dàng như tiếng đất trời. Người về đem tới xuân đời từ đất nước cằn, Từ bùn lầy cả cuộc đời vùng lên.
- Bài hát "Ca ngợi Hồ Chủ tịch" của nhạc sĩ Lưu Hữu Phước:

Hồ Chí Minh sáng ngời gương đấu tranh. Vững bền đưa chúng ta vượt khó khăn. Hồ Chí Minh muôn năm chỉ lối cho nhân dân. Đến ngày chiến thắng vẻ vang.
- Bài hát "Người là niềm tin tất thắng" của nhạc sĩ Chu Minh:

Đất nước nghiêng mình đời đời nhớ ơn. Tên người sống mãi với non sông Việt Nam. Lời thề sắt son theo tiếng bác gọi, bốn ngàn năm dồn lại hôm nay, người sống trong muôn triệu trái tim... Thế giới nghiêng mình, loài người tiếc thương. Đây người chiến sĩ đấu tranh cho tự do. Người là ước mơ của các dân tộc. Tiếng người vang vọng đến mai sau. Nguyện ước theo con đường Bác đi...
- Bài hát "Bác Hồ, một tình yêu bao la" của nhạc sĩ Thuận Yến

... Bác thương các cụ già xuân về gửi biếu lụa, Bác yêu đàn cháu nhỏ trung thu gửi cho quà. Bác thương đoàn dân công đêm nay ngủ ngoài rừng, Bác thương người chiến sĩ đứng gác ngoài biên cương...
- Bài hát "Hồ Chí Minh đẹp nhất tên người" của nhạc sĩ Trần Kiết Tường:

... Trên cánh đồng miền Nam, đau thương mây phủ chân trời. Khi ca lên Hồ Chí Minh, nghe lòng phơi phới niềm tin...
- Bài hát The Ballad of Ho Chi Minh (Bài ca Hồ Chí Minh)[254] của nhạc sĩ người Anh Ewan MacColl:

... From VietBac to the SaiGon Delta. Marched the armies of Viet Minh. And the wind stirs the banners of the Indo-Chinese people. Peace and freedom and Ho Chi Minh...
- Bài hát Teacher Uncle Ho (Bác Hồ – Thầy giáo) của Pete Seeger:

... I'll have to say in my own way. The only way I know, that we learned power to the people and the power to know. From Teacher Uncle Ho!
- Bài hát Inolvidable Ho Chi Minh (Hồ Chí Minh – Không thể nào quên) của Alí Primera:

Tenía la figura pequeña y la barbita blanca el camarada Ho Chi Minh querido tío Ho Chi Minh inolvidable Ho Chi Minh indoblegable Ho Chi Minh inolvidable Ho Chi Minh indoblegable Ho Chi Minh...
- Nhiều sáng tác khác: "Bác đang cùng chúng cháu hành quân" (Huy Thục), "Thanh niên làm theo lời Bác" (Hoàng Hà), "Tuổi trẻ thế hệ Bác Hồ" (Triều Dâng), "Tấm áo Bác Hồ", "Gửi tới Bác Hồ" (Kapapúi – Tường Vi), "Đêm nghe hát đò đưa nhớ Bác" (An Thuyên), "Vầng trăng Ba Đình", "Miền Trung nhớ Bác", "Người về thăm quê" (Thuận Yến), "Bên lăng Bác Hồ", "Bên tượng đài Bác Hồ" (Lê Giang), "Đêm Trường Sơn nhớ Bác" (Trần Trung), "Bác Hồ sống mãi với Tây Nguyên", "Cô gái Pakô con cháu Bác Hồ" (Huy Thục), "Đôi dép Bác Hồ" (Văn An – thơ Tạ Hữu Yên), "Bài ca dâng Bác" (Trọng Loan), "Như có Bác Hồ trong ngày đại thắng" (Phạm Tuyên), "Lời Bác dặn trước lúc đi xa" (Trần Hoàn), "Tình Bác sáng đời ta" (Lưu Hữu Phước), "Hồ Chí Minh đẹp nhất tên người" (Trần Kiết Tường)...

### Thơ, văn, tuyển tập

Tác phẩm "Bác Hồ và ba em thiếu nhi Trung-Nam-Bắc" (tranh lụa vẽ bằng máu 1947) của họa sĩ Diệp Minh Châu.

- Bài thơ "Người đi tìm hình của nước" của nhà thơ Chế Lan Viên:

...Có nhớ chăng hỡi gió rét thành Ba-lê
Một viên gạch hồng Bác chống lại cả một mùa băng giá
Và sương mù thành Luân Đôn, ngươi có nhớ
Giọt mồ hôi Người nhỏ giữa đêm khuya...
- Bài thơ "Việt Bắc" của Tố Hữu:

...Nhớ ông cụ mắt sáng ngời
Áo nâu túi vải đẹp tươi lạ thường...
- Bài thơ "Bác ơi" của Tố Hữu, sáng tác ngày 6 tháng 9 năm 1969, ngay sau khi Chủ tịch Hồ Chí Minh qua đời, có đoạn:

Bác để tình thương cho chúng con
Một đời thanh bạch, chẳng vàng son
Mong manh áo vải hồn muôn trượng
Hơn tượng đồng phơi những lối mòn.
- Bài thơ "Viếng lăng Bác" của Viễn Phương:

Bác nằm trong giấc ngủ bình yên
Giữa một vầng trǎng sáng dịu hiền
Vẫn biết trời xanh là mãi mãi
Mà sao nghe nhói ở trong tim!
- Bài thơ "Một con người chủ nghĩa Mác sinh ra" của Hải Như:

Bác đã cho ta, Bác đã cho đời
Lẽ sống của ngày mai trên Trái Đất
Lẽ sống đẹp, không coi mình cao nhất
Mong kiếp người, ai cũng cất đầu cao
- Bài thơ "Chúc tụng Bác Hồ" của Ismael Gomes Braga (Brazil):[256]

Vị thánh sống của nghìn thánh sống
Và ân nhân của cả muôn đời
Hồ Chí Minh! - Chưa dễ thấy người
Chúng tôi đây bọn mù mắt sáng!
Tác phẩm Búp sen xanh của nhà văn Sơn Tùng kể về thời tuổi trẻ của Hồ Chí Minh.
Trong tiểu thuyết Đỉnh cao chói lọi của Dương Thu Hương, Hồ Chí Minh được hư cấu thành nhân vật chính Chủ tịch.
Hồ Chí Minh toàn tập, ấn bản I: Nhà Xuất bản Sự thật (1980–1989), ấn bản II: Nhà Xuất bản Chính trị Quốc gia (1995–1996), bản số hóa trên CD-ROM: Nhà Xuất bản Chính trị quốc gia (2001–nay).

### Hội họa
Đã có ít nhất bốn bức vẽ bằng máu về Hồ Chí Minh (huyết họa).

### Điện ảnh
- Hình tượng Hồ Chí Minh trong phim truyện video "Hà Nội – Mùa đông 1946" do NSƯT Tiến Hợi thể hiện.
- Hình tượng Nguyễn Tất Thành (Văn Ba) trong phim truyện nhựa "Hẹn gặp lại Sài Gòn" do NSƯT Tiến Hợi thể hiện.
- Hình tượng Tống Văn Sơ trong phim truyện "Nguyễn Ái Quốc ở Hồng Kông" do NSƯT Trần Lực thể hiện.

### Sân khấu
- Hình tượng Hồ Chí Minh trong vở kịch "Đêm trắng" do NSƯT Tiến Hợi thể hiện.
- Hình tượng Hồ Chí Minh trong vở chèo "Những vần thơ thép" do NSƯT Mạnh Kiên thể hiện.
- Hình tượng Hồ Chí Minh trong nhiều vở kịch nói do nghệ sĩ Văn Tân thể hiện từ năm 1974 – nay.

## Đánh giá
Giáo sư David Thomas cho biết ông đã từng đọc tạp chí tin tức và thời sự có tiếng tăm tại Hoa Kỳ có ghi nhận về một cuộc thăm dò ý kiến người dân Mỹ. Người ta tham khảo ý kiến về các lãnh tụ trên toàn cầu, xem ai là người Thiện (good), ai là người Ác (evil). Kết quả cho thấy Hồ Chí Minh, cùng với các lãnh đạo Adolf Hitler và Iosif Stalin bị xem là "những nhân vật Ác", còn Nelson Mandela, Franklin D. Roosevelt và Mahatma Gandhi được xem là "những nhân vật Thiện". Giáo sư David Thomas không tán thành với quan điểm này vì theo ông "ai từng nghiên cứu một cách khách quan cuộc đời và những thành tựu của Hồ Chí Minh thì không thể nào đi đến kết luận như vậy được".
Là một người lãnh đạo cuộc đấu tranh của Việt Nam giành độc lập khỏi chế độ thực dân Pháp, ông lại không phải là một nhà dân tộc chủ nghĩa cực đoan. Điều này thể hiện qua nhận định tích cực về ông của nhiều người ngoại quốc. Trong hội thảo quốc tế "Di sản Hồ Chí Minh trong thời đại ngày nay", Ahn Kyong Hwan, một giáo sư của Trường Đại học Chosun (Hàn Quốc), nói: "Hồ Chí Minh có thể khác về mặt tư tưởng hay tôn giáo so với các vĩ nhân khác trên thế giới nhưng nhân cách của Người thì đáng để mọi người trên thế giới tôn kính... Những nhà lãnh đạo chính trị trên thế giới phải noi gương tinh thần yêu nước, yêu dân tộc, yêu đồng bào vĩ đại của Người". Nhà báo Úc Wilfred Burchett, người từng có nhiều cuộc phỏng vấn Hồ Chí Minh, cho biết: "Cảm giác đầu tiên của tôi là sự thân mật, ấm áp và giản dị. Hồ Chủ tịch có khả năng khiến người ta thấy nhẹ nhõm ngay từ khoảnh khắc đầu tiên và trình bày những vấn đề phức tạp nhất chỉ trong vài từ và cử chỉ rõ ràng. Trong những cuộc gặp gỡ tiếp theo với nhân cách vĩ đại này, sự ấm áp, giản dị, cách thể hiện rõ ràng xuất phát từ trí tuệ mẫn tiệp và sự thấu hiểu trọn vẹn chủ đề khiến tôi có ấn tượng vô cùng sâu sắc".

## Hoạt động Đại biểu Quốc hội
| Ngày đắc cử         | Quốc hội khóa | Nơi ứng cử/Đoàn Đại biểu | Đảng phái              | Tỉ lệ            | Nghề nghiệp, chức vụ                                                                              | Tuổi thắng cử | Ghi chú                         |
| ------------------- | ------------- | ------------------------ | ---------------------- | ---------------- | ------------------------------------------------------------------------------------------------- | ------------- | ------------------------------- |
| 6 tháng 1 năm 1946  | Khóa I        | Thành phố Hà Nội         | Đảng Cộng sản Việt Nam | Không có dữ liệu | Chủ tịch kiêm Bộ trưởng Bộ ngoại giao trong Chính phủ Liên hiệp lâm thời                          | 56 tuổi       | [ 261 ]                         |
| 8 tháng 5 năm 1960  | Khóa II       | Thành phố Hà Nội         | Đảng Cộng sản Việt Nam | Không có dữ liệu | Chủ tịch Ban chấp hành Trung ương Đảng Lao động Việt Nam, Chủ tịch nước Việt Nam Dân chủ cộng hòa | 70 tuổi       | [ 261 ]                         |
| 26 tháng 4 năm 1964 | Khóa III      | Thành phố Hà Nội         | Đảng Cộng sản Việt Nam | Không có dữ liệu | Chủ tịch nước Việt Nam Dân chủ cộng hòa                                                           | 74 tuổi       | Từ trần ngày 2 tháng 9 năm 1969 |